# Napoli
Napoli (AFI: /ˈnapoli/ ; Nàpulë in napoletano, pronuncia [ˈnɑːpulə]) è un comune italiano di 906 189 abitanti, capoluogo dell'omonima città metropolitana e della regione Campania. È il centro di una delle più popolose e densamente popolate aree metropolitane d'Europa, nonché il terzo comune d'Italia per popolazione, dopo Roma e Milano, e il primo per densità abitativa tra i grandi comuni italiani.
La città di Napoli, nel suo primo insediamento di Partenope sulla collina di Pizzofalcone, fu fondata dai Cumani nella seconda metà dell'VIII secolo a.C. L’evoluzione in Neapolis, avvenuta tra la fine del VI e l’inizio del V secolo a.C., fu probabilmente causata dall’espulsione degli oligarchi cumani in seguito alla vittoria di Aristodemo ad Aricia (506 a.C.). La nuova città si sviluppò sul pianoro orientale, già sotto il controllo di Partenope e in piena espansione sin dalla seconda metà del VI secolo a.C. Questa trasformazione comportò una riorganizzazione urbanistica pianificata con schema ortogonale, riflettendo la crescita e l'espansione dell'insediamento preesistente. Neapolis divenne così una delle città più famose della Magna Grecia, con un fiorente porto commerciale, e giocò un ruolo chiave negli scambi economici e culturali con le popolazioni italiche, consolidando i legami attraverso miti e culti. Dopo il crollo dell'Impero romano d'Occidente nel V secolo d.C., Napoli, pur rimanendo formalmente sotto il controllo bizantino, iniziò a guadagnare autonomia nell'VIII secolo. Questo processo fu favorito dall'indebolimento dell'Impero bizantino, dalle minacce esterne e dal potere crescente delle élite locali, che portarono alla formazione di un ducato autonomo. Successivamente, dal XIII secolo e per oltre cinquecento anni, Napoli divenne capitale del Regno di Napoli. Con la Restaurazione, divenne capitale del Regno delle Due Sicilie sotto i Borbone, mantenendo questo status fino all'Unità d'Italia.
Sede della Federico II, la più antica università del mondo a essere nata attraverso un provvedimento statale, ospita anche l'Orientale, la più antica università di studi sinologici e orientalistici del continente, e la Nunziatella, una delle più antiche e prestigiose accademie militari del mondo. Cuore storico della lingua napoletana, ha rivestito e riveste tuttora un forte peso in numerosi campi del sapere, della cultura e dell'immaginario collettivo.
Protagonista dell'Umanesimo e centro illuminista di livello europeo, Napoli è stata un centro di riferimento mondiale per la musica classica e l'opera attraverso la scuola musicale napoletana, dando tra l'altro origine all'opera buffa e al conservatorio come luogo di didattica musicale.
Città dall'imponente tradizione nel campo delle arti figurative, che affonda le proprie radici nell'età classica, ha dato luogo a movimenti architettonici e pittorici originali, quali il rinascimento napoletano e il barocco napoletano, il caravaggismo, la scuola di Posillipo, la scuola di Resìna e il liberty napoletano, nonché ad arti minori, ma di rilevanza internazionale, quali la porcellana di Capodimonte e il presepe napoletano.
È all'origine di una forma distintiva di teatro, della canzone napoletana, tradizione musicale di fama mondiale, e di una peculiare tradizione culinaria che comprende alimenti che assumono il ruolo di icone globali, come la pizza napoletana, tanto che l'arte dei pizzaioli è stata dichiarata dall'UNESCO patrimonio immateriale dell'umanità.
Nel 1995, 10,21 km² del centro storico di Napoli sono stati riconosciuti dall'UNESCO come patrimonio dell'umanità per i loro edifici e monumenti, che testimoniano circa tremila anni di storia. Nel 1997, l'organizzazione ha inoltre riconosciuto il complesso vulcanico del Somma-Vesuvio come riserva della biosfera, includendo anche il cosiddetto Miglio d'oro — una storica fascia territoriale che si estende lungo la costa tra il comune di Napoli e Torre del Greco, famosa per le sue ville vesuviane del Settecento — e che oltre ad alcuni quartieri orientali di Napoli, comprende diversi comuni limitrofi.
Infine, la città è anche sede dell'Allied Joint Force Command Naples della NATO e, soprattutto in virtù della sua storica vocazione globale, dell'Assemblea parlamentare del Mediterraneo (PAM).

## Geografia fisica

### Territorio

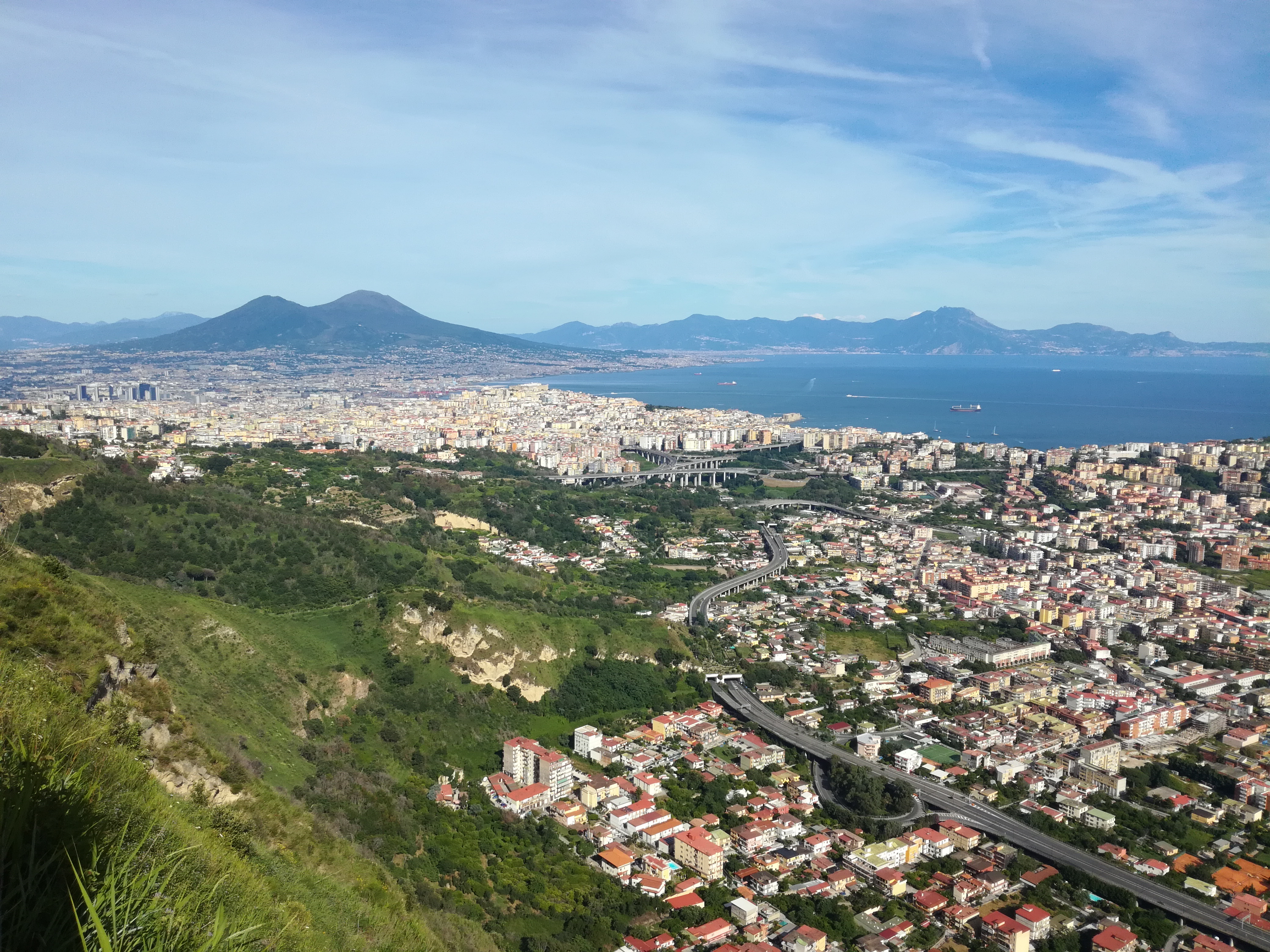
Vista dal parco urbano dei Camaldoli.

Napoli sorge quasi al centro dell'omonimo golfo, sovrastato dal vulcano Vesuvio. Il golfo è delimitato a est dalla penisola sorrentina, con Punta Campanella, e a ovest dai Campi Flegrei, dove si trova la collina del Monte di Procida. A nord-ovest e a est si estende il versante meridionale della piana campana, che va dal lago Patria al nolano.
Il territorio di Napoli è composto da molti rilievi collinari, tra cui la collina dei Camaldoli, che è la più alta, raggiungendo i 457 m, ma anche da isole e penisole che si affacciano sul Mar Tirreno.
Il territorio urbano, delimitato a occidente dal complesso vulcanico dei Campi Flegrei e a oriente dal Somma-Vesuvio, ha una storia geologicamente complessa. Il substrato su cui poggia la città ha origine prevalentemente vulcanica ed è il prodotto di una serie di eruzioni dei due complessi.
Secondo la classificazione sismica nazionale, Napoli si trova in zona 2 (sismicità media).

### Clima
Napoli gode di un clima mediterraneo, con inverni miti e piovosi ed estati calde e secche, rinfrescate dalla brezza marina che soffia quasi sempre sul golfo.
Secondo la classificazione Köppen, Napoli, nella sua fascia costiera, appartiene alla zona Csa (clima mediterraneo con estati secche) a causa della bassa piovosità estiva, mentre la zona Cfa (clima temperato umido) non caratterizza la città. In media, il sole brilla per circa 250 giorni all'anno. La particolare conformazione morfologica del territorio di Napoli genera diversi microclimi; anche spostandosi di pochi chilometri all'interno della città, è possibile incontrare variazioni climatiche significative.
Secondo la classificazione climatica italiana, Napoli è situata nella zona C, che comprende le città con un clima temperato.
Gli estremi termici di Napoli dal 1946 a oggi sono stati di −5,7 °C registrati l'8 gennaio 2017 e di 40,0 °C raggiunti il 4 agosto 1981 (entrambe rilevate alla stazione meteorologica di Napoli Capodichino). L'escursione termica media in una giornata di sole è generalmente contenuta, attestandosi intorno ai 6-8 gradi. L'umidità è statisticamente elevata durante tutto l’anno, in particolare nei mesi autunnali e invernali, quando le precipitazioni risultano più frequenti. Le nebbie sono fenomeni piuttosto rari nel contesto cittadino, ma possono occasionalmente formarsi nelle prime ore del mattino, specialmente nelle aree periferiche e nelle zone pianeggianti circostanti. La ventilazione è solitamente debole, ma nei mesi estivi è spesso rinfrescata dalla brezza marina. Durante la stagione invernale, la città risente talvolta di regimi altopressori che possono causare periodi stabili e umidi, sebbene le configurazioni bariche mediterranee rendano comunque frequenti le fasi di maltempo.
Nel complesso, le precipitazioni nell'area napoletana sono ben distribuite nel corso dell'anno, con un picco nei mesi autunnali e invernali, in particolare tra ottobre e dicembre. I mesi estivi, soprattutto luglio e agosto, registrano invece i minimi pluviometrici, spesso inferiori ai 20 mm mensili, con la possibilità di periodi prolungati senza precipitazioni. Le piogge risultano leggermente più abbondanti nelle zone collinari (come Capodimonte e i Camaldoli) rispetto alla fascia costiera e al centro cittadino.

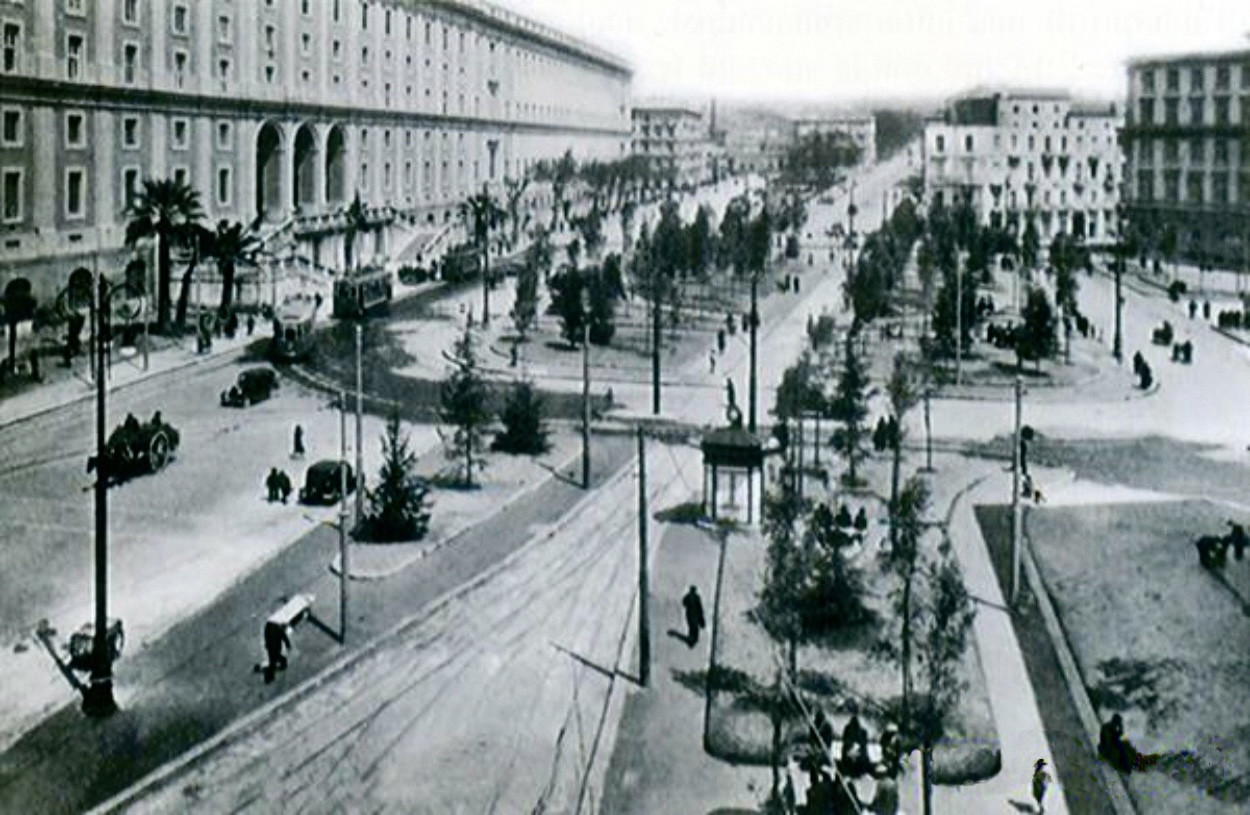
Neve a Piazza Carlo III in una foto degli anni 1930.

Le nevicate sono eventi molto rari a Napoli, ma alcuni episodi storici sono rimasti impressi nella memoria collettiva. La nevicata del 13 febbraio 1956 è considerata una delle più significative del XX secolo, con accumuli al suolo diffusi anche in centro città. Un'altra nevicata eccezionale si è verificata il 27 febbraio 2018 a seguito di un'ondata di gelo di origine siberiana (nota come "Burian").
La media nivometrica annua della città di Napoli è prossima allo zero, data la rarità degli eventi nevosi. Tuttavia, quando le irruzioni di aria fredda provengono da est o sono associate a specifiche configurazioni cicloniche mediterranee, possono verificarsi sporadici e sorprendenti accumuli nevosi anche nel contesto cittadino.
Di seguito è riportata la tabella con le medie climatiche e i valori massimi e minimi assoluti registrati e pubblicati nell'Atlante Climatico d'Italia del Servizio Meteorologico dell'Aeronautica Militare.
| Napoli                     | Mesi | Mesi | Mesi | Mesi | Mesi | Mesi | Mesi | Mesi | Mesi | Mesi | Mesi | Mesi | Stagioni | Stagioni | Stagioni | Stagioni | Anno  |
| Napoli                     | Gen  | Feb  | Mar  | Apr  | Mag  | Giu  | Lug  | Ago  | Set  | Ott  | Nov  | Dic  | Inv      | Pri      | Est      | Aut      | Anno  |
| -------------------------- | ---- | ---- | ---- | ---- | ---- | ---- | ---- | ---- | ---- | ---- | ---- | ---- | -------- | -------- | -------- | -------- | ----- |
| T. max. media (°C)         | 12   | 12   | 15   | 21   | 26   | 30   | 33   | 33   | 28   | 24   | 16   | 13   | 12,3     | 20,7     | 32       | 22,7     | 21,9  |
| T. min. media (°C)         | 4    | 5    | 6    | 10   | 14   | 18   | 20   | 21   | 19   | 16   | 9    | 5    | 4,7      | 10       | 19,7     | 14,7     | 12,3  |
| Precipitazioni (mm)        | 104  | 98   | 86   | 76   | 50   | 34   | 24   | 42   | 80   | 130  | 162  | 121  | 323      | 212      | 100      | 372      | 1 007 |
| Umidità relativa media (%) | 75   | 73   | 71   | 70   | 70   | 71   | 70   | 69   | 73   | 74   | 76   | 75   | 74,3     | 70,3     | 70       | 74,3     | 72,3  |

## Origini del nome
(In Napoli prima di Napoli, di Daniela Giampaola, Emanuele Greco)

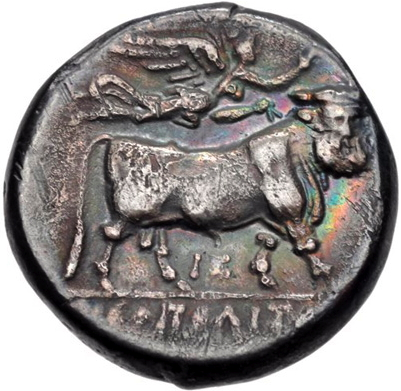
Statere del 275 a.C.

L'etimologia del nome «Napoli» deriva dal termine greco Neapolis (Νεάπολις) composto da néa («nuova») e pólis («città»), e si traduce dunque come «città nuova».
L'appellativo fu attribuito per distinguere la nuova realtà urbana da quella preesistente sorta sulla collina di Pizzofalcone nell'VIII secolo a.C., conosciuta come Partenope.
La denominazione Neapolis compare tra la fine del VI e l'inizio del V secolo a.C., quando la città venne rifondata da coloni provenienti da Cuma, nell’ambito di una serie di migrazioni e rifondazioni tipiche del fenomeno dell'epoikía, ossia l’insediamento di nuovi gruppi in un contesto urbano preesistente. Questo processo rifletteva una consuetudine abbastanza diffusa nel mondo greco, in cui le comunità, dopo eventi bellici o crisi politiche, riorganizzavano e rinvigorivano i centri abitati, conferendo loro il titolo di «città nuova» in segno di rinascita politica, economica e culturale. Dopo la sua rifondazione, l'insediamento ribadì il proprio nome col sovrapporsi della componente ateniese, pithecusana, cumana (i profughi scampati, intorno al 421 a.C., alla presa della città da parte dei Campani) e osca.
L'uso del termine Neapolis non era esclusivo della città campana: altre località del mondo greco adottarono lo stesso toponimo, tra cui Neapolis in Tracia, Neapolis nella Calcidica e, infine, Neapolis come quartiere di Siracusa, a conferma della natura simbolica e strategica di tale appellativo. Tuttavia, grazie alla sua posizione geografica, alla lunga continuità di vita e all'importanza economica e politica, la Neapolis campana è stata quella che nel tempo ha maggiormente conservato e universalizzato questo nome.

## Storia

### Evo antico

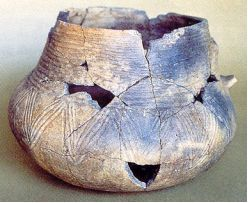
Vaso della civiltà del Gaudo.

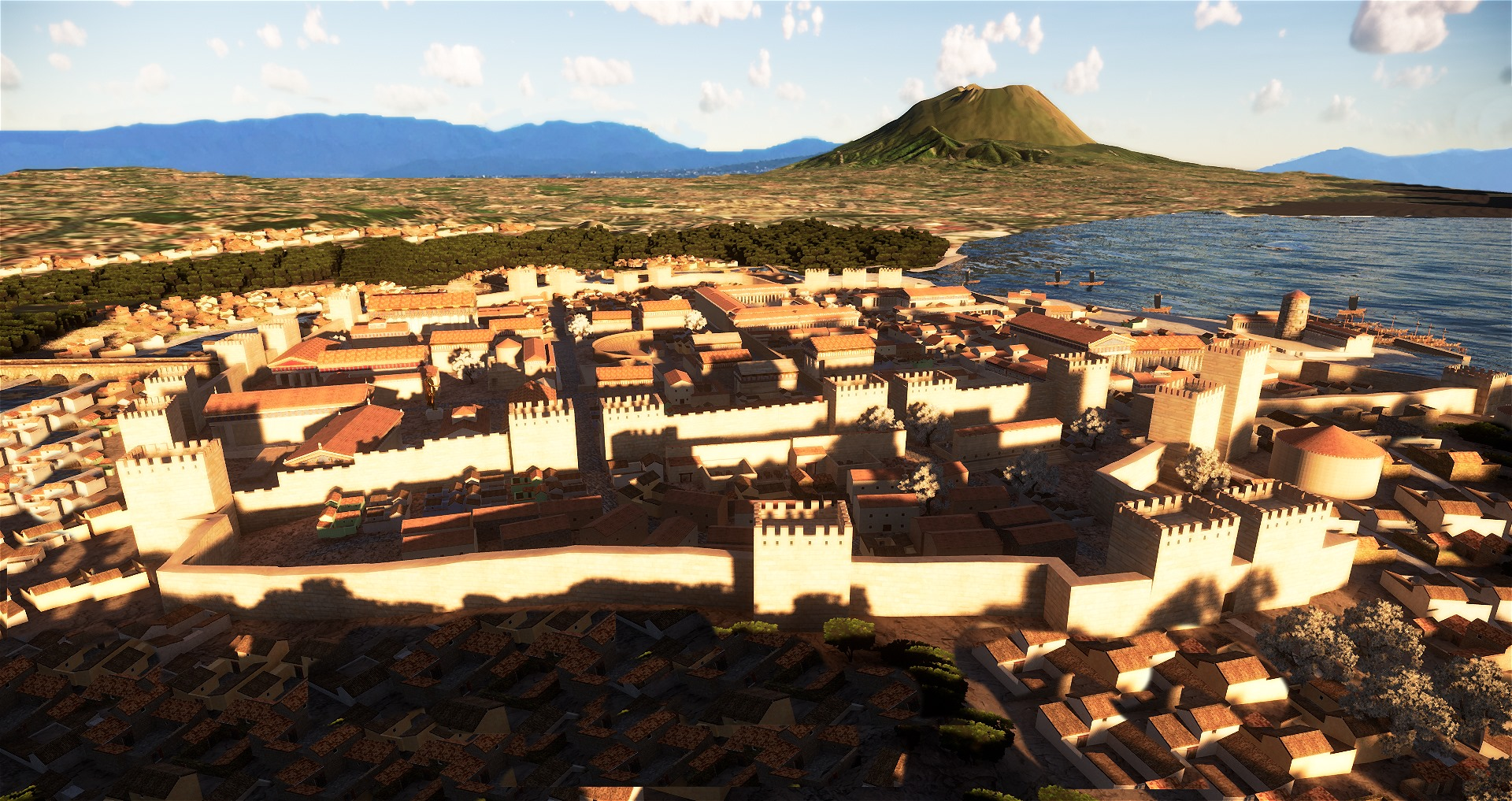
Ricostruzione verosimile in 3D di Neapolis greca.

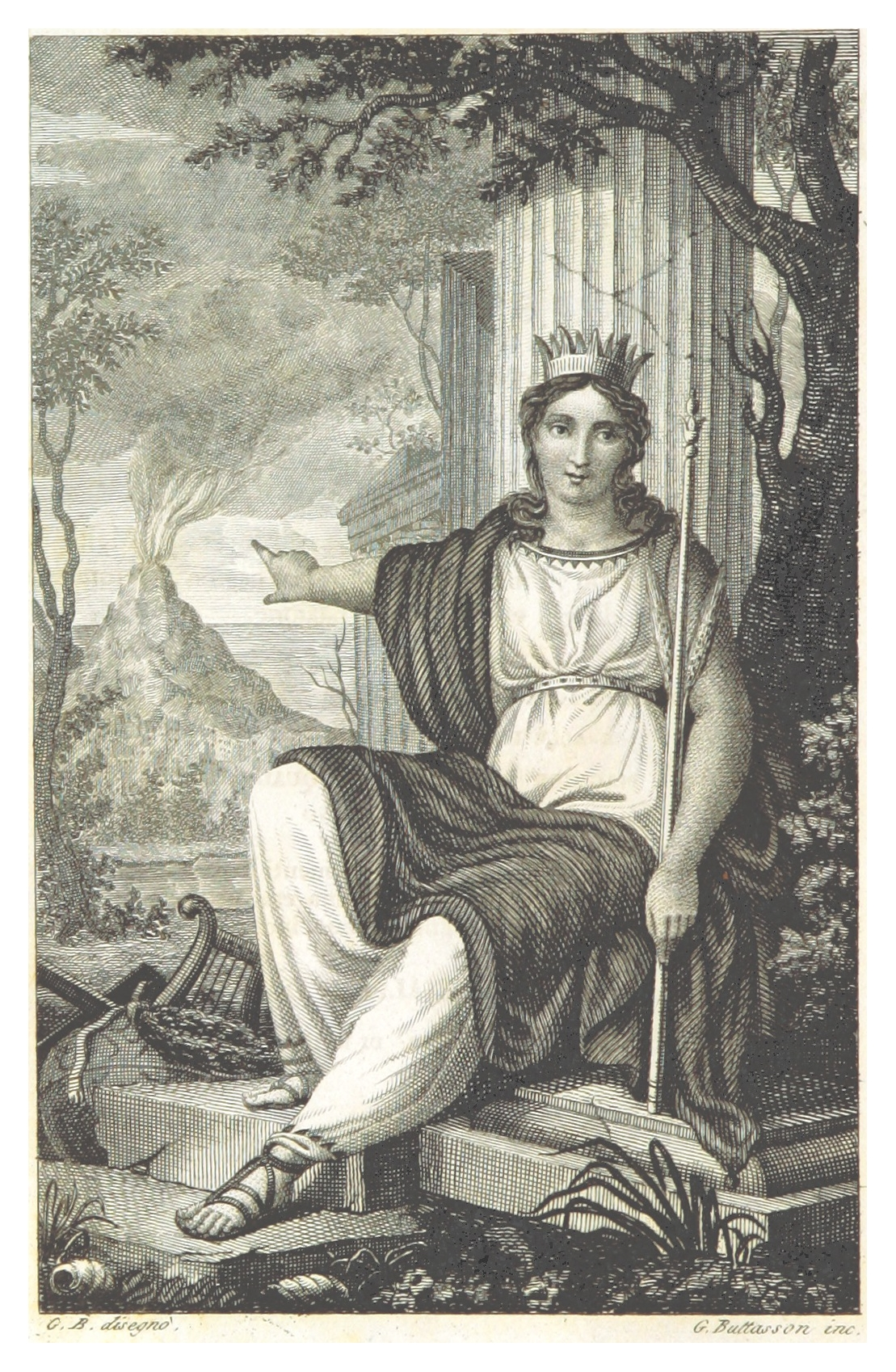
La sirena Partenope, mitica fondatrice e prima eponima della città di Napoli.

Il sito preciso in cui si sviluppò la città, ossia la collina di Pizzofalcone e le aree limitrofe, fu frequentato e occupato quasi senza interruzione sin dal Neolitico avanzato. La sequenza cronologica sembra interrompersi all'inizio dell'Età del Ferro, per poi riprendere con la fondazione di Partenope come epineion (approdo e caposaldo) cumano, alla fine dell'VIII secolo a.C. La documentazione archeologica più antica di Partenope, tuttavia, risale al III quarto dello stesso secolo, tra il 750 e il 720 a.C., coeva alle prime fasi di Pithecusa e Cuma.
Dopo la sua fase iniziale come semplice avamposto, Partenope si sviluppò precocemente, distinguendosi progressivamente dalla sua città madre (Cuma) e entrando in diretta concorrenza con essa, come dimostrato dalla tradizione storica e confermato dalle scoperte archeologiche.
Alla fine del VI secolo a.C., la città fu rifondata come Neapolis (nuova città) dai Cumani, che avevano già fondato Partenope in precedenza, probabilmente dall’aristocrazia cumana espulsa dal tiranno Aristodemo dopo la vittoria di Aricia nel 506 a.C., segnando una trasformazione significativa dell'insediamento preesistente. Neapolis divenne gradualmente una delle città più influenti della Magna Grecia e costituì la principale fonte tramite la quale la "grecità" alimentò la nascente cultura romana.
La Nuova Città, infatti, seppe già a partire dalla prima metà del V secolo a.C. non solo sostituirsi a Cuma nei commerci marittimi, ma anche assumere il controllo del golfo, che da cumano divenne il Golfo Neapolitano; con l'arrivo del navarca ateniese Diotimo, Neapolis raggiunse il culmine della sua influenza nel periodo della Magna Grecia, acquisendo un ruolo sempre più egemone sul litorale campano e una crescente proiezione "internazionale" nel Mediterraneo.
Per la sua posizione strategica, nel 326 a.C., Neapolis si arrese ai Romani, ma riuscì a mantenere l'eredità civile dei suoi fondatori fino al Medioevo, guadagnandosi il titolo di «metropoli dell’ellenismo d’Occidente». Sebbene devastata nell'82 a.C. dai partigiani di Silla, durante l'ultimo secolo della Repubblica romana e sotto l'Impero romano, Neapolis subì una trasformazione: da città mercantile si evolse in una città di otia (cioè luogo di svago) per l'alta società romana. Ebbe importanti scuole, come quella di Filodemo di Gadara e Sirone, nelle quali studiarono Virgilio e Orazio, e fu sede dei Giochi Isolimpici (ossia come quelli di Olimpia), che acquisirono un prestigio pari a quello degli eventi più famosi del mondo greco, come quelli di Olimpia o Delfi, ai quali assistettero o parteciparono anche alcuni imperatori come Augusto e Tito.
Tra il 161 e il 180 d. C., la città ottenne, forse per decisione dell'imperatore Marco Aurelio, il nome di Colonia Aurelia Augusta Antoniniana Felix Neapolis, ottenendo così il riconoscimento ufficiale dello status di colonia.

### Età medievale

#### Il Ducato di Napoli

Il ducato autonomo di Napoli, formalmente provincia bizantina sopravvissuta fino al 1139.

Nel 536 Napoli fu conquistata dai Bizantini durante la guerra gotica e rimase saldamente in mano all'Impero bizantino anche durante la susseguente invasione longobarda, divenendo in seguito ducato autonomo. Il primo duca di Napoli, secondo la tradizione, sarebbe stato Basilio, nominato nel 660-61 dall'imperatore bizantino Costante II, anche se è probabile che egli fosse stato preceduto da altre persone con stesse mansioni, le quali erano comunque espressione delle cosiddette "famiglie magnatizie" cittadine. La vita del ducato fu caratterizzata da continue guerre, principalmente difensive, contro i potenti principati longobardi vicini e i conquistatori musulmani (genericamente definiti Saraceni), provenienti per lo più dal Nordafrica o dalla Sicilia, che era stata conquistata dagli Arabi-Aghlabidi a partire dall'827. Celebre è a quest'ultimo proposito la battaglia navale di Ostia dell'849.
L'avversione tra il cristianesimo e l'islam, tuttavia, intravide già a Napoli ampi spazi di convergenza in vista di una proiezione più mediterranea che continentale del ducato. I comuni interessi commerciali determinarono di fatto una sostanziale amicizia tra Napoli e il mondo arabo, tanto che si verificò il disinvolto impiego da parte napoletana (ma campana in genere, dovendosi comprendere in questo discorso anche Amalfi) di mercenari, per lo più assoldati nell'insediamento del Traetto (in arabo ribāṭ). Prolungato artefice di questa politica fu il vescovo di Napoli e duca Attanasio II, a dispetto della scomunica inflittagli da papa Giovanni VIII.
Il X secolo fu caratterizzato da una politica di neutralità, che mirò a tener fuori Napoli dai giochi che si svolgevano intorno a lei. Da ciò trassero giovamento sia l'economia, che la cultura, consentendo da un lato lo sviluppo delle industrie tessili e della lavorazione del ferro; dall'altro, un proficuo scambio di materiale letterario e storico - sia religioso sia profano, sia greco sia latino - tra la città e Costantinopoli, da cui provenne ad esempio il greco Romanzo di Alessandro.
Lo sviluppo del movimento iconoclasta da parte di Leone III l'Isaurico, e la conseguente disputa teologica tra quest'ultimo e Papa Gregorio II, ebbe come conseguenza il passaggio formale delle diocesi dell'Italia bizantina sotto l'autorità del patriarcato di Costantinopoli. Nei fatti, tuttavia, la disposizione di Leone III rimase inapplicata, e Napoli restò fedele all'autorità del Papa. Come ricompensa per la posizione assunta nella disputa, la città fu elevata al rango di provincia ecclesiastica intorno al 990, e Sergio II ne fu il primo arcivescovo.
Nel 1030 il duca Sergio IV donò la contea di Aversa alla banda di mercenari Normanni di Rainulfo Drengot, che lo avevano affiancato nell'ennesima guerra contro il principato di Capua. Dalla base di Aversa, i Normanni acquisirono una propria struttura sociale e organizzativa e nel volgere di un secolo furono in grado di sottomettere tutto il meridione d'Italia, dando vita al Regno di Sicilia. Il Ducato di Napoli fu, comunque, l'ultimo territorio a cadere in mano normanna, con la capitolazione del duca Sergio VII nel 1137.

#### Il periodo normanno-svevo

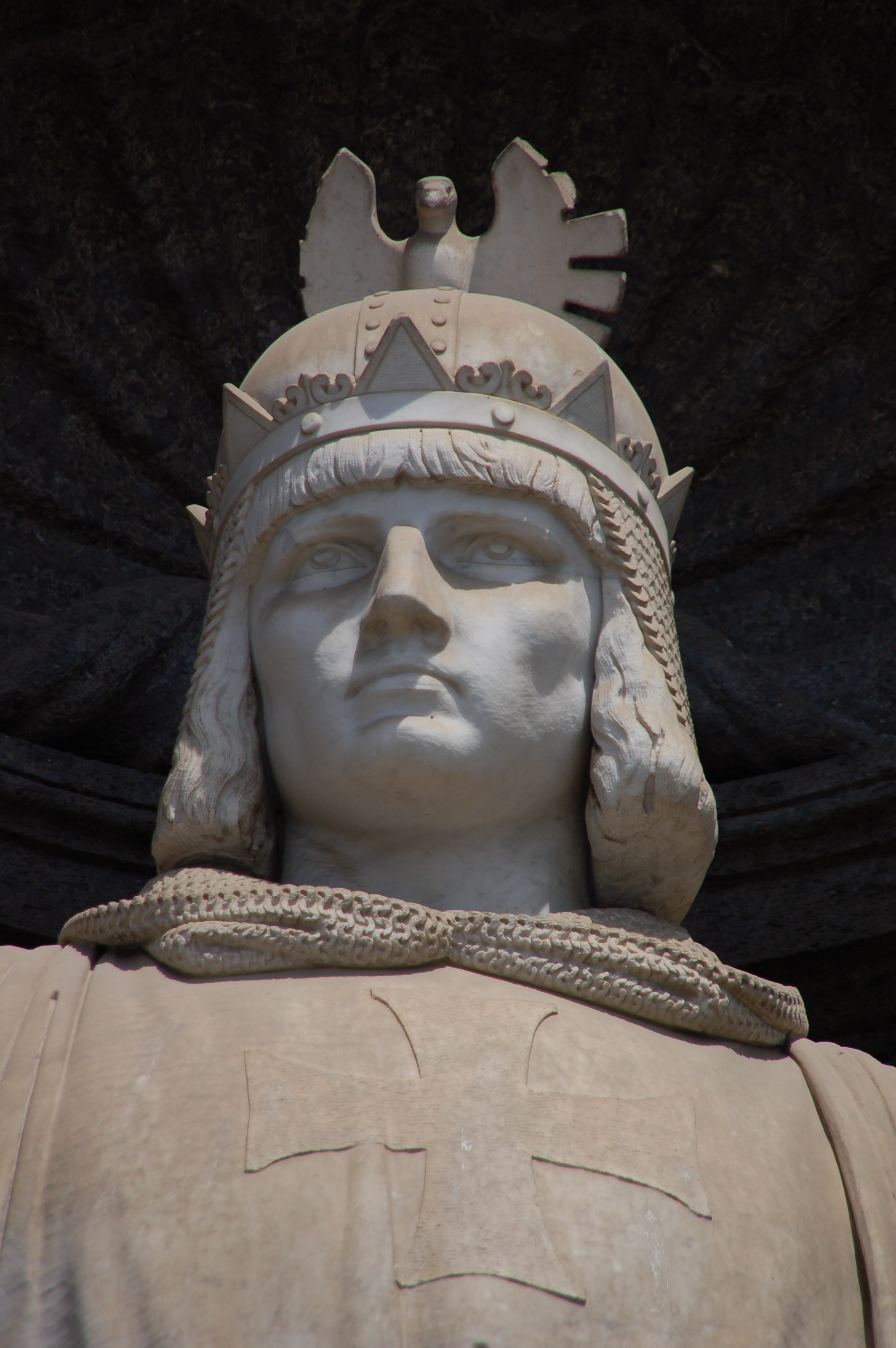
Statua marmorea di Federico II di Svevia, posta all'ingresso del palazzo Reale di Napoli.

Nel 1139, i Normanni conquistarono definitivamente la città e il ducato entrò a far parte del territorio del Principato di Capua, nel neonato Regno di Sicilia. Tale nuovo regno fu governato dai Normanni sino al 1197: la capitale fu posta a Palermo per volere di Ruggero II d'Altavilla, ma Napoli, già un centro di spessore sin dal VII secolo (periodo in cui svolse la funzione di vicecapitale dell'Esarcato d'Italia sotto Costante II), fu un notevole polo mercantile.
Passato il Regno di Sicilia in mano agli Svevi sotto gli Hohenstaufen, Napoli fu compresa nel giustizierato di Terra di Lavoro. Federico II di Svevia preferì sempre come sua residenza Palermo, così come anche la Capitanata in Puglia, ma a Napoli decise di istituire l'Università da cui trarre la classe dirigente dello Stato. Tale scelta fu dovuta, tra le altre cose, alla sua posizione geografica, poiché il nuovo Studio avrebbe dovuto essere un centro di richiamo non solo per il Regno di Sicilia, ma anche per il Sacro Romano Impero. L'Università, il più antico istituto europeo del suo genere, fu concepita come scuola indipendente dal potere papale.
La città si ribellò più di una volta ai figli del defunto imperatore, Corrado IV e Manfredi, tanto che Corrado decise di diroccare parte delle mura e di spostare la sede dell'università a Salerno (poi ritornata a Napoli cinque anni dopo, nel 1258). La fedeltà al papato fu ricompensata con l'ultimo soggiorno di Innocenzo IV nel 1254, da ottobre a dicembre, prima della sua morte.

#### Il periodo angioino

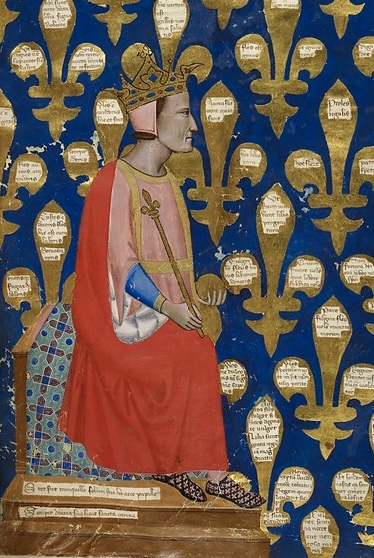
Roberto il Saggio

Napoli divenne parte del regno angioino in seguito alle vittorie di Carlo I d'Angiò su Manfredi di Svevia nel 1266 a Benevento; e su Corradino di Svevia a Tagliacozzo nel 1268. Sotto il regno di Carlo II d'Angiò, furono istituiti formalmente i Sedili, organi amministrativi ripartiti per aree della città. Essi traevano la propria origine dalla fratrie dell'epoca greca e dalla Magna cura Regis e sarebbero rimasti in piedi fino al XIX secolo.
In seguito alla rivolta scoppiata in Sicilia nel 1282 (Vespri siciliani, causati anche dalla promozione ufficiale della città a capitale del Regno di Sicilia nel 1266) e il passaggio dell'isola al dominio aragonese, Napoli, divenne la capitale del Regno di Napoli. Succede a Carlo d'Angiò il figlio Carlo II e in seguito il nipote, Roberto d'Angiò, detto "il Saggio", che rende ulteriormente Napoli uno dei più influenti centri culturali dell'Europa e del Mediterraneo. A questo periodo risalgono i soggiorni in città di Francesco Petrarca, Simone Martini, Giotto (che vi fonderà una scuola pittorica giottesca fra le più importanti d'Italia) e di Boccaccio, che nella basilica di San Lorenzo Maggiore conoscerà Fiammetta, ovvero Maria d'Aquino e in seguito rimpiangerà i piacevoli anni trascorsi alla corte napoletana. Succederà al re Roberto, la nipote Giovanna I di Napoli nel 1343 e poi sarà il momento dei d'Angiò di Durazzo nel 1382 con Carlo di Durazzo, Ladislao I di Napoli e Giovanna II di Napoli.
Tra gli avvenimenti celebri verificatesi nel periodo della dinastia angioina: la decapitazione del giovane Corradino di Svevia nel 1268, il maremoto del 1343 (lo stesso che diede il colpo di grazia ad Amalfi), il primo tentativo di riunificazione politica d'Italia sotto Ladislao di Durazzo e gli assedi alla città nelle lotte per la successione di Giovanna II d'Angiò fra Renato d'Angiò e Alfonso V d'Aragona finché quest'ultimo, dopo essere penetrato nella città attraverso un acquedotto, nel 1442 poté occupare definitivamente Napoli.

### Età moderna

#### Il Regno aragoneseUtriusque Siciliae

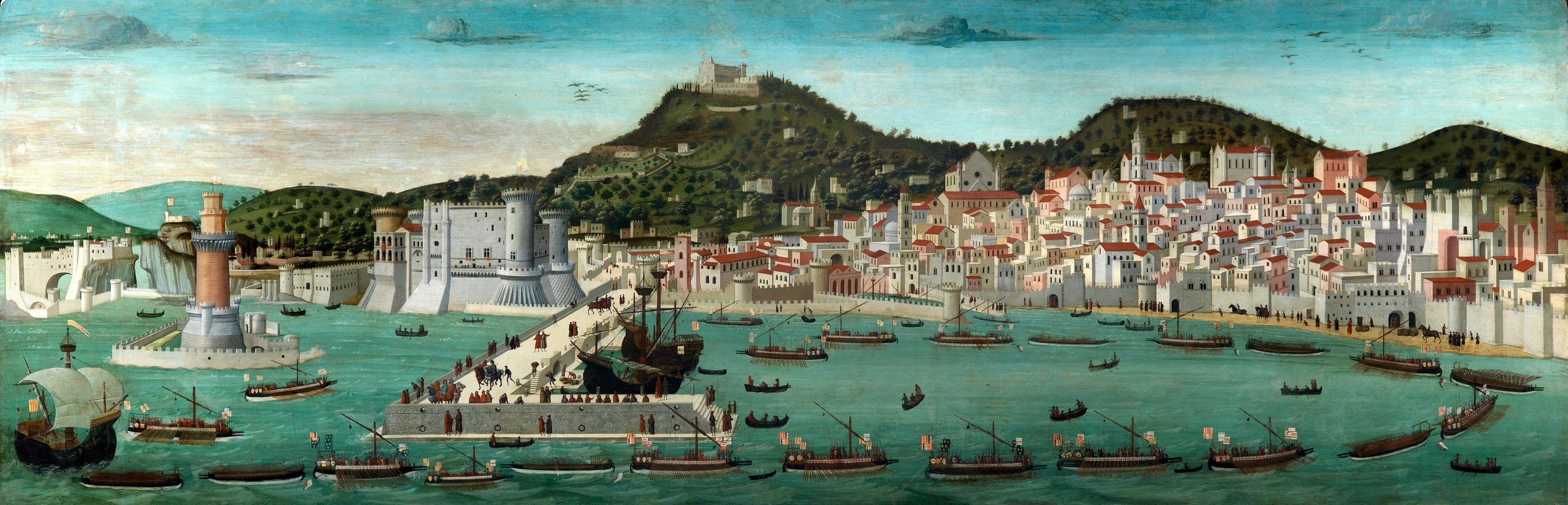
Napoli nel Quattrocento (Tavola Strozzi)

Il sovrano Alfonso il Magnanimo, nonostante il conflitto interno fra la monarchia e i baroni, che si manifestò in episodi drammatici come la congiura dei baroni sotto il regno del figlio Ferdinando I di Napoli, privilegiò la città, facendone la capitale del suo Impero mediterraneo. Il periodo alfonsino e quello dei suoi successori fu caratterizzato dall'ampliamento del perimetro della città e dalla costruzione di una possente cinta muraria con ventidue torri cilindriche. In questo periodo furono anche costruiti importanti monumenti cittadini, come l'arco del Maschio Angioino (iniziativa che diede origine al cosiddetto clima dell'Arco), palazzo Diomede Carafa, palazzo Filomarino, porta Capuana, palazzo Como e la scomparsa villa di Poggioreale, che diverrà un paradigma per numerose ville, anche oltre i confini italiani.
Anche il clima culturale conobbe un notevole incremento, grazie al grande impulso dato da Alfonso alla biblioteca cittadina e alla fondazione dell'Accademia Pontaniana. Le grandi somme profuse nella promozione della cultura diedero impulso ad un fiorire di attività, che resero Napoli protagonista dell'Umanesimo.

#### Il Viceregno spagnolo

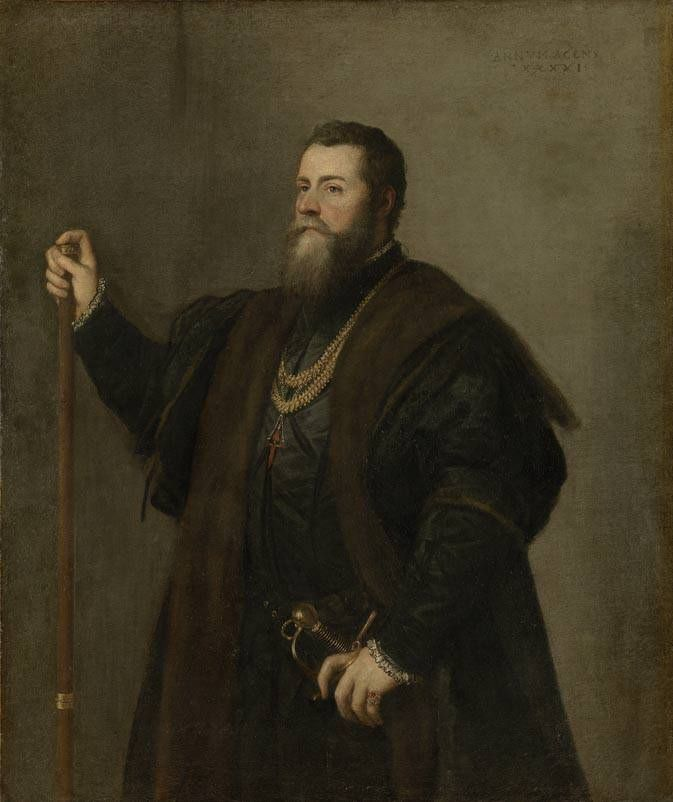
Pedro Álvarez de Toledo. Dipinto di Tiziano.

A partire dal 1501, a causa delle Guerre d'Italia, che stravolsero la geopolitica europea, Napoli perse la sua indipendenza. Dopo la marcia su Napoli di Carlo VIII di Francia e la nuova occupazione francese, nel maggio del 1503 passò sotto la dominazione spagnola, e per oltre due secoli il regno fu governato da un viceré per conto di Madrid. Il lungo dominio spagnolo è generalmente considerato dalla storiografia, specie di stampo crociano, un periodo oscuro e di regresso. In effetti, però, la città in questo periodo non cadde mai in una condizione provinciale (le sue dimensioni monstre, la vivacità interculturale e l'anticurialismo tipici della Napoli spagnola), divenendo uno dei massimi centri dell'Impero; Napoli fu chiamata, tra l'altro, a contrastare l'espansionismo dell'Impero ottomano nel Mediterraneo centro-occidentale e, ancor più importante, a fungere da retrovia dell'azione spagnola nella valle padana.
Del suddetto periodo è possibile riscontrare prestiti lessicali di adstrato nella lingua napoletana, nonché ampliamenti relativi all'assetto urbanistico della città, la quale raddoppiò il proprio perimetro e assistette all'apertura di via Toledo e alla costruzione dei cosiddetti quartieri spagnoli, ad opera degli architetti Giovanni Benincasa e Ferdinando Manlio, su richiesta dell'allora viceré Pedro de Toledo.
Nel corso della guerra di successione spagnola l'Austria conquistò Napoli (1707), ma la tenne per pochi anni, fino al 1734, anno in cui il regno fu occupato da Carlo di Borbone, che vi ricostituì uno Stato indipendente che comprendeva tutto il sud Italia e la Sicilia.

#### Il periodo borbonico e la parentesi francese

Dipinto di Ferdinando II re delle Due Sicilie; metà del XIX secolo.

Sotto Carlo III di Borbone, la città vide una serie di grandiose opere architettoniche ed archeologiche grazie alle quali divenne una eccelsa capitale europea. Si affermò inoltre come uno dei più importanti centri illuministi d'Europa e una delle principali mete del Grand Tour.
Con la Rivoluzione francese e le guerre napoleoniche, Napoli vide la nascita di una repubblica giacobina affogata nel sangue dalla successiva restaurazione borbonica. Nel 1806 fu conquistata dalle truppe francesi condotte da Napoleone Bonaparte che affidò il regno a suo fratello Giuseppe e in seguito a Gioacchino Murat, che non riuscì ad unificare prematuramente la penisola ma risvegliò il sentimento nazionale attraverso il Proclama di Rimini. Nel 1815 con la definitiva sconfitta di Napoleone e il Congresso di Vienna Napoli ritornò nuovamente ai Borbone. Durante il periodo francese, numerose furono le spoliazioni napoleoniche di opere d'arte a Napoli.
Il 1820 in Europa fu l'anno delle agitazioni contro l'assolutismo monarchico, e a Napoli queste si manifestarono nella rivolta capitanata dal generale Guglielmo Pepe. Intimorito da ciò, Ferdinando I acquisì un comportamento ambiguo, elargendo dapprima la Costituzione, e chiedendo poi l'aiuto austriaco, per poterla ritirare e reprimere l'opposizione. Tale atteggiamento si ripeté nei moti del 1848 quando, dopo l'ennesima insurrezione, Ferdinando II concesse una carta costituzionale, per poi sciogliere il Parlamento e reprimere la rivolta nel sangue, ripristinando l'assolutismo. Altresì, in questo periodo la città vide numerosi impulsi in molti settori.
La città fu colpita, come il resto d'Europa, da epidemie di colera che provocarono più di 20.000 morti tra 1835-37 e tra 1854-55; sfociando anche in sommosse.
Nel 1860 il Regno delle Due Sicilie fu oggetto della spedizione dei Mille di Giuseppe Garibaldi e successivamente invaso dal Regno di Sardegna. Francesco II di Borbone abbandonò Napoli ripiegando a Gaeta insieme a parte dell'esercito borbonico per «garantirla dalle rovine e dalla guerra… risparmiare a questa Patria carissima gli orrori dei disordini interni e i disastri della guerra civile», e fu tentata una prima difesa con la battaglia del Volturno e quindi con l'assedio di Gaeta. A seguito della sconfitta delle truppe borboniche, Napoli fu annessa al nascente Regno d'Italia.

### Età contemporanea
(Vittorio Emanuele II di Savoia)
Nel 1864, il Regno d'Italia fu costretto, dalla Convenzione di settembre con il Secondo Impero francese di Napoleone III, a spostare la capitale da Torino. Tra i motivi dello spostamento vi furono quelli militari: Napoli venne considerata la città favorita, assieme a Firenze (la prima era 'protetta' dal Mar Tirreno, la seconda dall'Appennino). La città partenopea, per ragioni politiche, venne considerata dalla maggioranza del gabinetto una candidata particolarmente adatta, ma non ottenne l'appoggio del re, che ritenne Firenze una città più consona ad un ruolo di capitale temporanea,. Questa scelta venne confermata dal comitato di cinque generali incaricato di decidere, poiché Napoli non sarebbe stata abbastanza difendibile, considerato che la flotta italiana non era equiparabile a quella francese o inglese.
Le difficoltà derivanti dalla perdita del suo precedente e secolare ruolo di capitale, unite al nuovo sistema fiscale e doganale nazionale ereditato da quello piemontese, determinarono una profonda crisi sociale e industriale, denunciata anche dalla scrittrice Matilde Serao ne Il ventre di Napoli e Il paese di cuccagna.
Le condizioni così difficili del comune più popoloso del Regno d'Italia (e lo sarà fino agli anni trenta del Novecento, quando sarà superato dapprima da Milano e poi da Roma), determinarono, alla fine del XIX secolo, una lunga e profonda trasformazione urbanistica, influenzata notevolmente dal grande piano di ristrutturazione di Parigi sotto il Secondo Impero. In questo periodo furono demoliti numerosi fabbricati e monumenti, furono costruiti nuovi quartieri, piazze e edifici, e furono aperte arterie come via Duomo, il Rettifilo, via Francesco Caracciolo, via A. Depretis e viale Gramsci. Questo frangente storico coincise anche con la nascita di numerosi café-chantant e con lo sviluppo di un dinamico ambiente culturale e sociale, che vide esponenti del calibro di Benedetto Croce.
L'11 marzo 1918, nel corso del primo conflitto mondiale, pur trovandosi molto distante dalla zona di conflitto, la città fu bombardata dal dirigibile tedesco L.58 o LZ 104, partito da una base bulgara, causando almeno 20 morti ed oltre 100 feriti tra la popolazione civile.

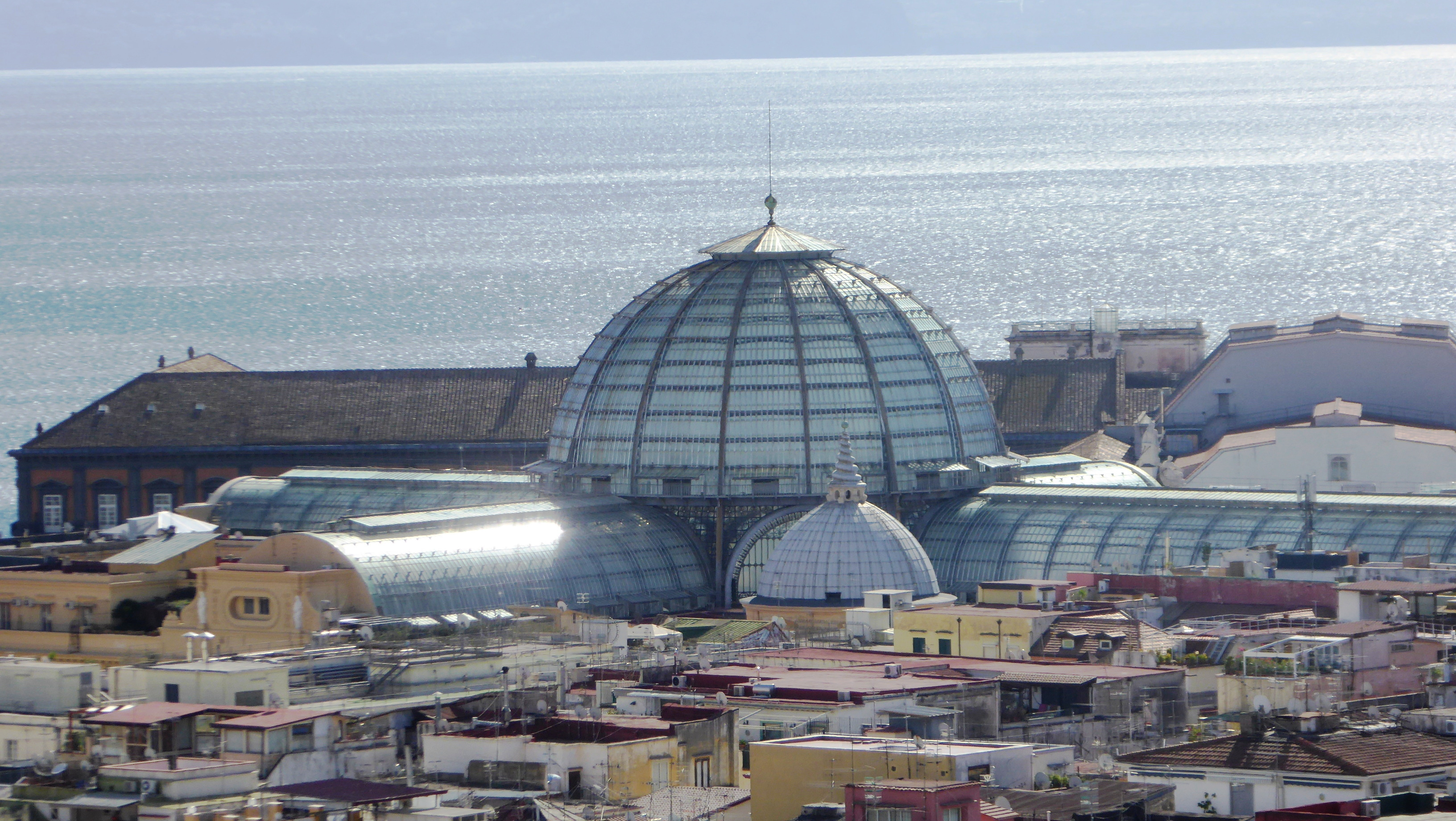
Galleria Umberto I

Nei primi anni venti del XX secolo, Napoli fu sede di uno dei più importanti Fasci di Combattimento italiani con a capo Aurelio Padovani; il 24 ottobre 1922 la città fu teatro della grande adunanza di camicie nere che fu la prova generale della Marcia su Roma.

Uno «scugnizzo» armato durante le Quattro giornate di Napoli.

Con lo spostamento del baricentro politico ed economico del paese verso il Mezzogiorno, Mussolini riservò a Napoli il ruolo di città porto dell'Impero coloniale italiano, motivo per cui vide nuovamente un profondo rinnovamento urbanistico. Casi emblematici di questo cambiamento furono la costruzione della Mostra d'Oltremare e del primo passante ferroviario di penetrazione urbana sotterraneo d'Italia, noto come "metropolitana FS", con la tratta Napoli-Pozzuoli.
Proprio per il suo ruolo Napoli fu, durante la seconda guerra mondiale, la città italiana che subì il numero maggiore di bombardamenti, circa duecento. Dopo la resa del Regno d'Italia agli Alleati, avvenuta l'8 settembre 1943, Napoli fu teatro di una storica insurrezione popolare nota come le Quattro Giornate (27-30 settembre 1943) che, coronata dal successo, diede impulso alla Resistenza italiana dei partigiani contro i nazifascisti. Sconvolta dai numerosi bombardamenti, dal disastro della nave Caterina Costa e dall'occupazione tedesca in ritirata, Napoli fu la prima grande città ad essere governata dagli anglo-americani durante il secondo conflitto mondiale. Pur restando estromessa dal Regno del Sud, nell'inverno 1943-44 e nella primavera seguente, Napoli rivestì il ruolo di maggiore crocevia politico delle terre liberate dagli anglo-americani.
Durante il secondo dopoguerra, vi fu il referendum per decidere tra monarchia e repubblica, e nella circoscrizione di Napoli ben 904 000 furono a favore della prima. Pochi giorni dopo, fu Enrico De Nicola, napoletano, ad essere eletto primo presidente della Repubblica.
Gli anni del miracolo economico ebbero rilevanti effetti anche sulla città, ma, allo stesso tempo, coincisero anche con la nascita di una Napoli capitale della speculazione edilizia, che fu simbolicamente descritta nel celebre film Le mani sulla città di Francesco Rosi. In questo periodo la città si espanse in tutte le direzioni, anche oltre gli obsoleti confini comunali, portando alla nascita dell'agglomerato urbano che oggi conosciamo. Nello stesso periodo la città vide nascere anche un'attività cinematografica molto intensa, sia a livello nazionale che internazionale.
Il terremoto dell'Irpinia del 1980 fece sentire i suoi effetti anche a Napoli, dove nella zona orientale crollò un edificio, causando la morte di 52 persone. Da una situazione economica e sociale così difficile, il settore turistico subì un'ulteriore flessione e fu la camorra a espandersi. Negli anni 1982-84, a ovest della metropoli, i Campi Flegrei subirono una seconda crisi bradisismica, dopo quella del 1970, che provocò un esodo di massa, soprattutto a Pozzuoli, dove parte della popolazione trovò rifugio nella nuova zona urbana di Monterusciello. La crisi bradisismica venne avvertita anche dagli stessi quartieri occidentali del comune di Napoli, come Bagnoli e Pianura.
Nel 1994 ebbe inizio la crisi dei rifiuti in Campania, dichiarata ufficialmente con la proclamazione dello stato di emergenza da parte del governo italiano, e destinata a protrarsi ciclicamente fino al 2012. Nello stesso anno, l'8 e il 9 luglio, Napoli ospitò il vertice del G7, alla presenza dei capi di Stato e di governo delle principali economie industrializzate. Qualche mese più tardi, nel novembre 1994, la città fu anche sede della Conferenza Mondiale delle Nazioni Unite sulla criminalità organizzata transnazionale, ospitata presso il Palazzo Reale, con la partecipazione del Presidente della Repubblica Italiana Oscar Luigi Scalfaro. Questi eventi costituirono una occasione di rilancio turistico, culturale e amministrativo della città.
Nel 1995, dopo circa dieci anni di cantieri, venne completato il Centro Direzionale di Napoli, il primo gruppo di grattacieli dell'Europa meridionale.
Alla fine del 2007, ci fu una nuova e più grave crisi nella gestione dei rifiuti. L'emergenza attirò l'attenzione delle principali testate internazionali e le immagini della città di Napoli ricoperta di rifiuti furono ampiamente diffuse attraverso le televisioni di tutto il mondo, suscitando preoccupazione e indignazione internazionale. L'emergenza fu da imputare a una commistione di errori tecnico-amministrativi e di interessi politici, industriali e malavitosi. Nel frattempo, la città veniva anche scelta per ospitare la quarta edizione del Forum Universale delle Culture.
Nel 2025, Napoli si è aggiudicata l'organizzazione della 38ª edizione della Coppa America di vela, che si terrà nel 2027, segnando la prima volta che la competizione avrà luogo in Italia.
Capitale storica del Mezzogiorno, la Napoli contemporanea è il centro di una vasta area metropolitana e ha conservato un notevole ruolo, soprattutto culturale e diplomatico. La città è sede infatti di importanti istituzioni museali e teatrali, di antiche e prestigiose università, nonché dell'Assemblea parlamentare del Mediterraneo.

### Simboli

Logo della città di Napoli, con lo stemma rosso e oro posto in alto.

Lo stemma è stato riconosciuto con decreto del Capo del Governo del 13 gennaio 1941 e si compone di uno scudo sannitico diviso in due parti orizzontali di uguale altezza, quella superiore colorata d'oro e l'altra di rosso («troncato d'oro e di rosso»), sormontato da una corona turrita con cinque bastioni merlati visibili, di cui solo uno, quello centrale, dotato di porta d'ingresso. Secondo un'ipotesi, già dichiarata infondata dallo storico Bartolomeo Capasso, l'oro simboleggia il sole, mentre il rosso la luna.
Il gonfalone riprende i due colori dello stemma, oro e rosso, che occupano rispettivamente la metà superiore e la metà inferiore dell'intero drappo («troncato»), riprendendo simmetricamente la disposizione dei colori dello scudo araldico cittadino.

### Onorificenze
Napoli è tra le città decorate al valor militare per la guerra di liberazione; è stata, infatti, la prima grande città europea a liberarsi dall'occupazione nazi-fascista e quindi insignita della medaglia d'oro al valor militare per i sacrifici della popolazione e per le attività nella lotta partigiana durante la rivolta detta delle Quattro giornate di Napoli.

## Monumenti e luoghi d'interesse

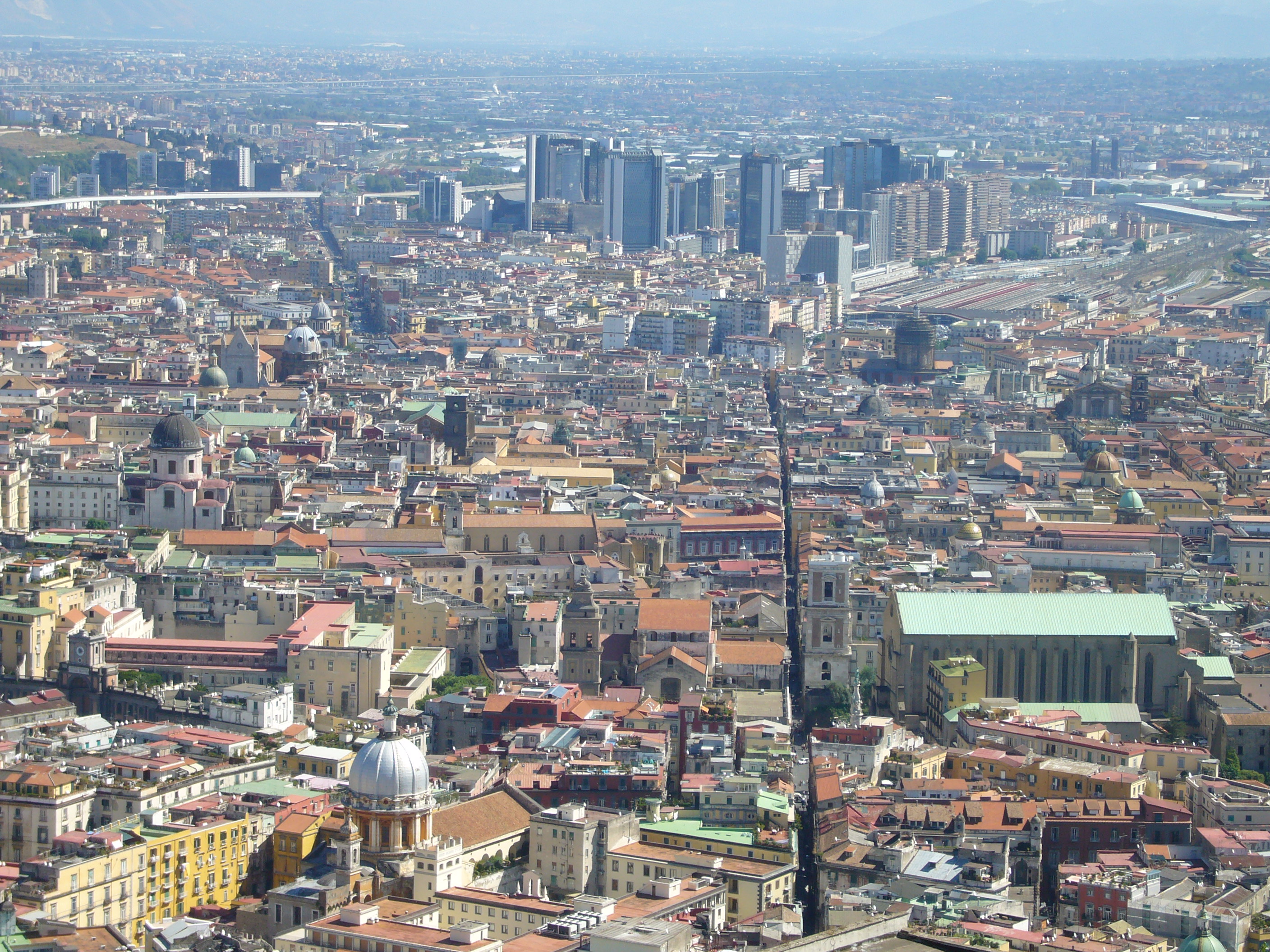
Una parte del centro storico (i decumani). In evidenza, il monastero di Santa Chiara, Spaccanapoli e il centro direzionale.

Napoli si presenta come un microcosmo della storia europea, intrecciando civiltà, popoli e culture che hanno lasciato un’impronta indelebile nel suo patrimonio artistico e monumentale, di valore universale senza pari. La città è una delle più ricche al mondo di risorse culturali, artistiche e monumentali, tanto da essere definita dalla BBC come «la città italiana con troppa storia da gestire». Il suo centro storico, risultato di millenni di evoluzione, ha esercitato una profonda influenza sull'Europa sin dai tempi più antichi.

### Architetture religiose

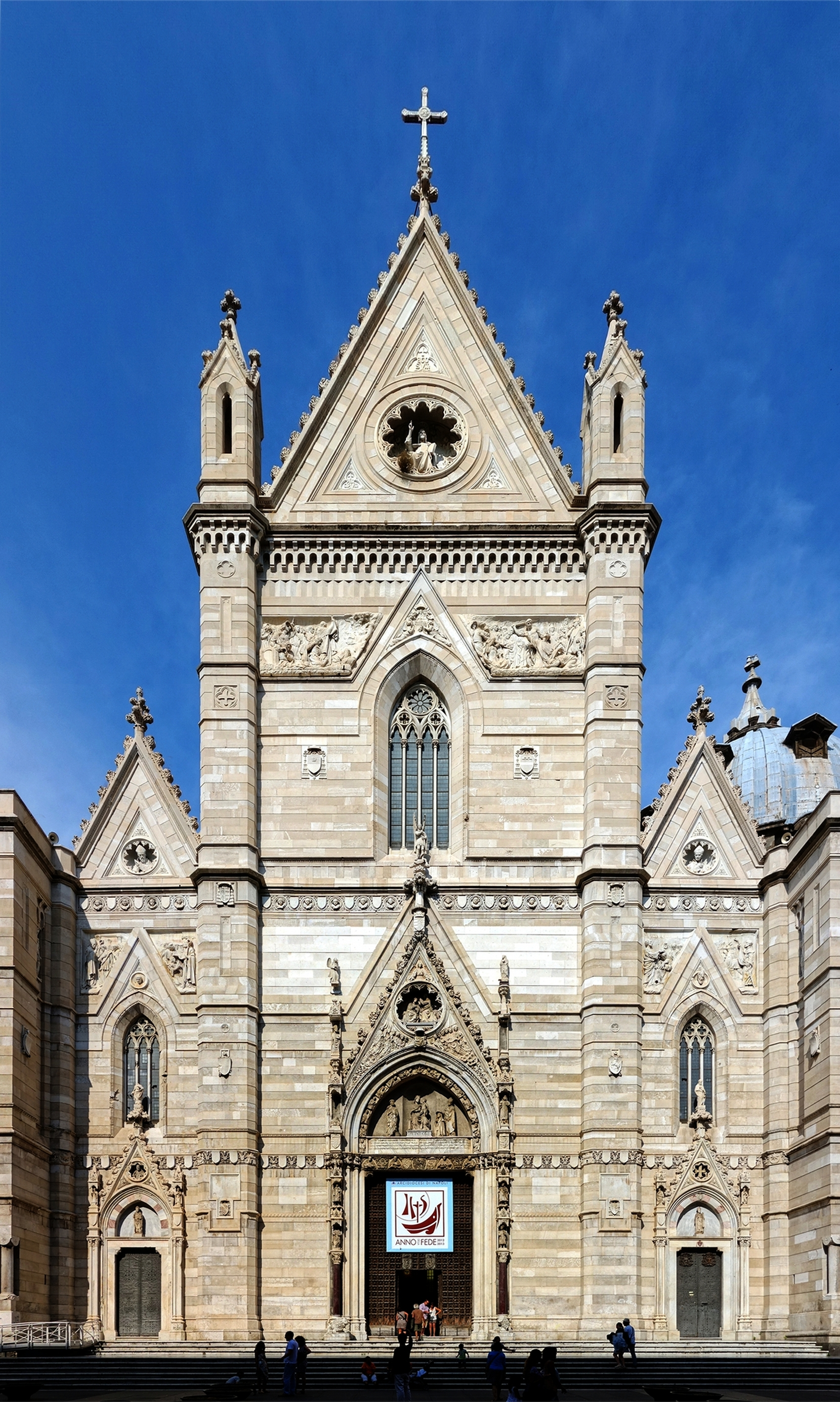
Duomo di Santa Maria Assunta.

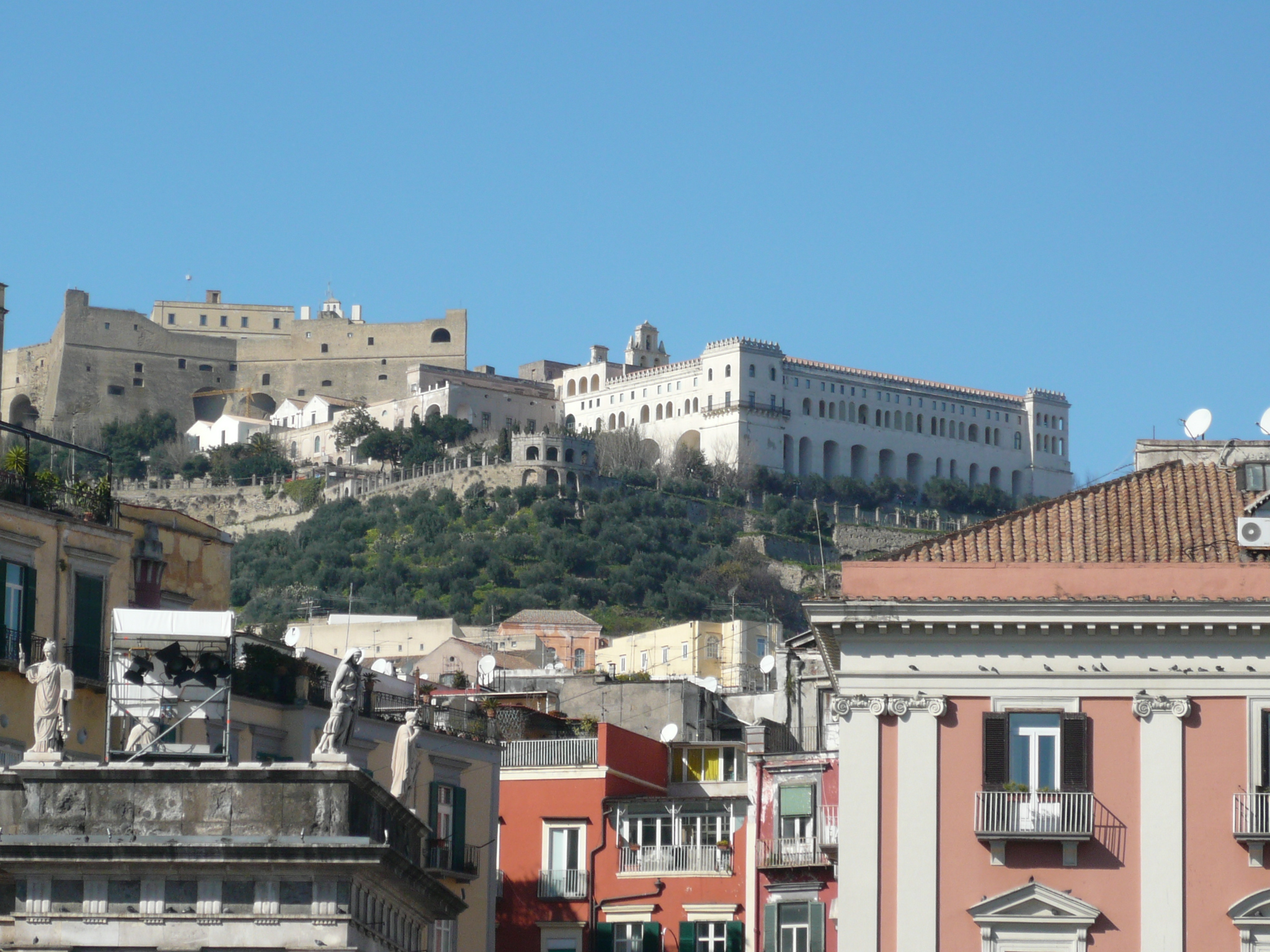
Certosa di San Martino.

Gli edifici religiosi costituiscono una parte essenziale del patrimonio monumentale cittadino. La certosa di San Martino, realizzata su imponenti fondamenta gotiche che costituiscono di per sé una notevole opera architettonica, è uno dei più riusciti esempi del Barocco. La Cattedrale di Napoli è rappresentata dal duomo di Santa Maria Assunta, anche se esistono altri edifici di gran pregio, tra cui la chiesa dei Girolamini, la chiesa del Gesù Nuovo, la basilica di San Francesco di Paola, la basilica di San Domenico Maggiore, la basilica di San Lorenzo Maggiore, la basilica di Santa Maria del Carmine Maggiore e la basilica di Santa Chiara con una delle navate più alte del mondo (45 metri).

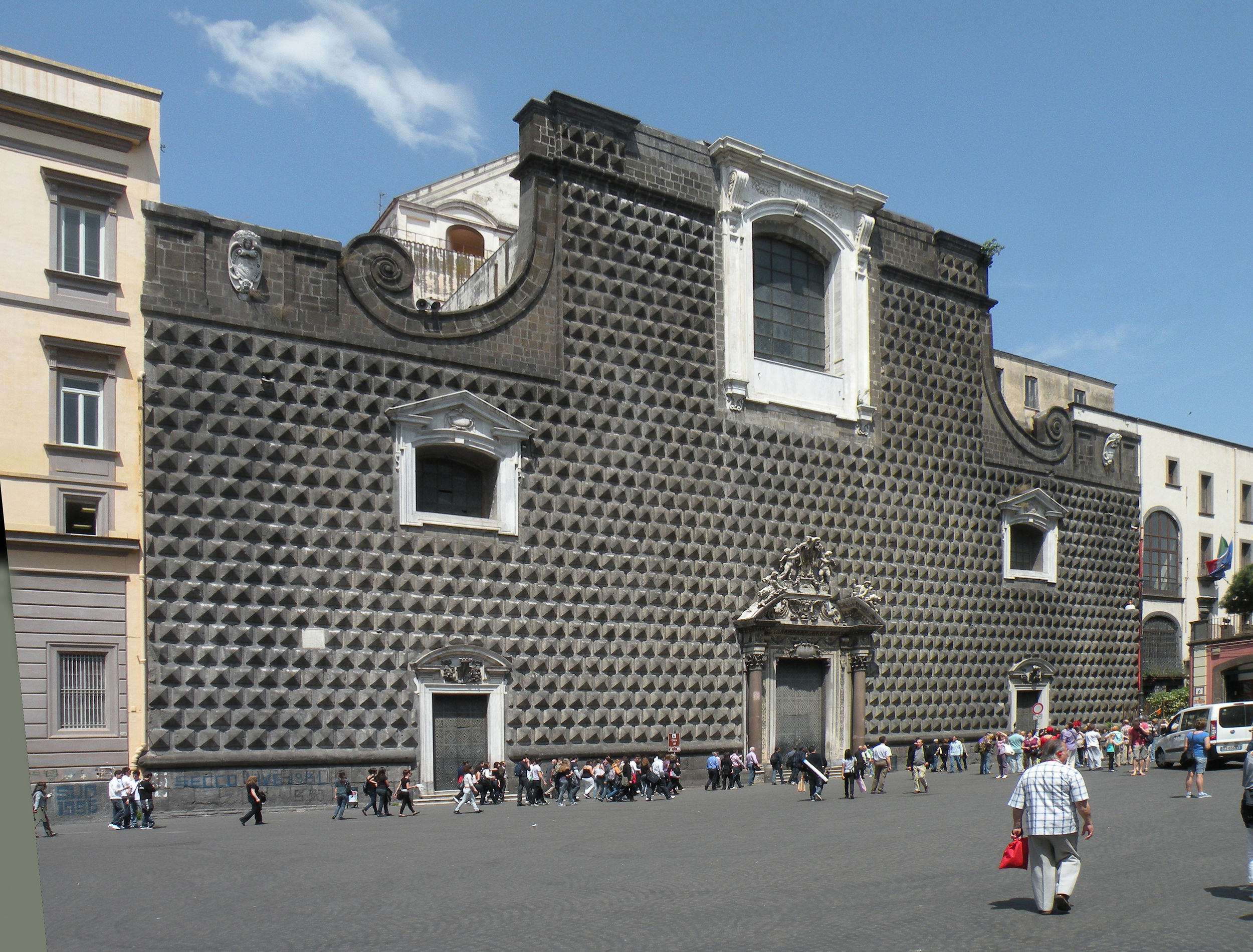
Chiesa della Trinità Maggiore.

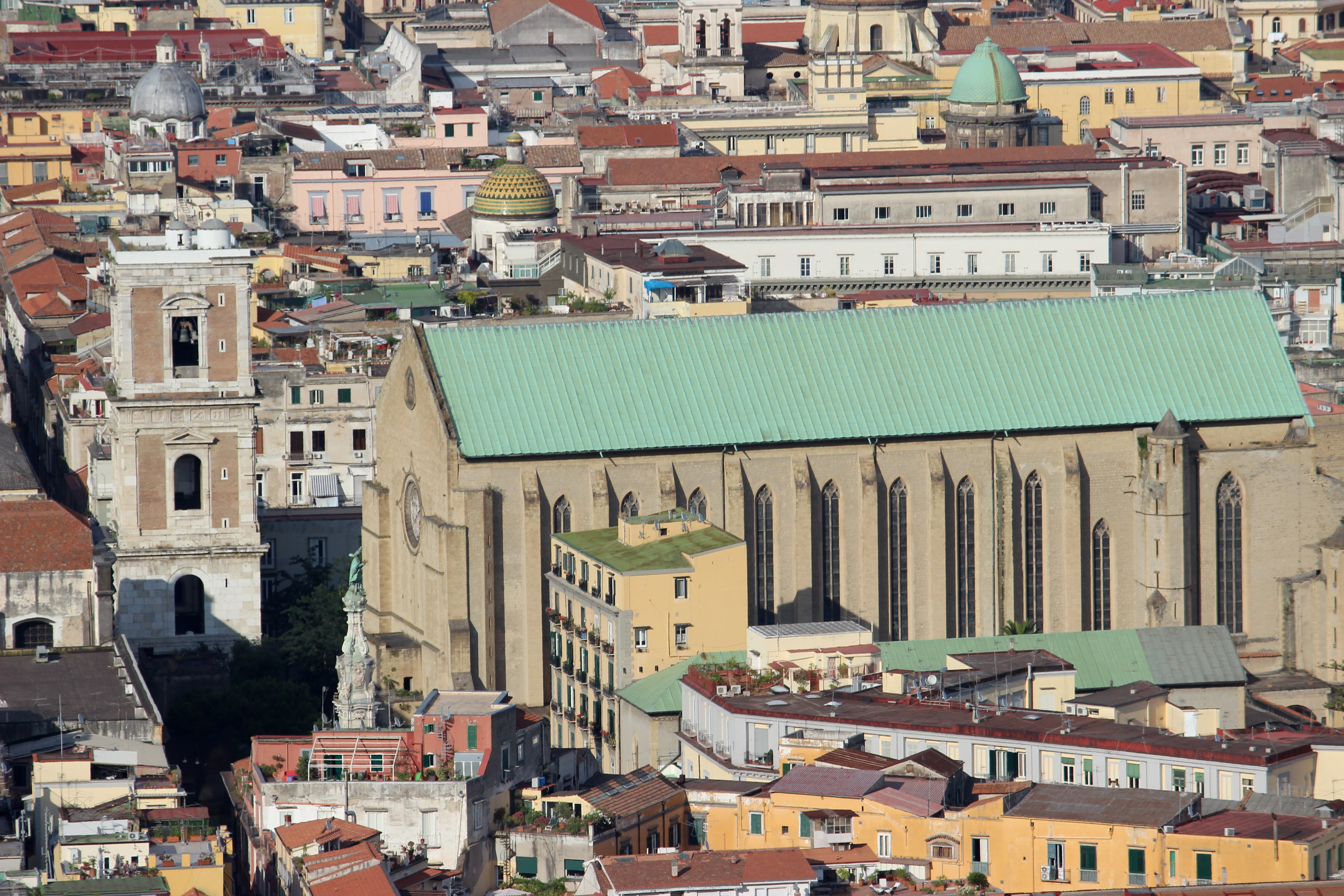
Basilica di Santa Chiara.

Il numero di chiese censite a Napoli ammonta a circa un migliaio, dato che fa della città probabilmente uno dei centri con più chiese al mondo. Nel solo centro antico, da non confondersi con il più ampio centro storico, si concentrano circa 300 chiese dell'arte: nel XVIII secolo la metropoli partenopea era soprannominata la "città delle 500 cupole". A tal proposito un viaggiatore e scrittore del periodo riportava:
(Maximilien Misson)
Nonostante i restauri recenti (chiesa dei Girolamini, chiesa di San Carlo alle Mortelle, chiesa di Santa Maria Maggiore alla Pietrasanta, Chiesa dell'Immacolatella a Pizzofalcone, Chiesa di Sant'Antonio a Port'Alba ecc.) e quelli in corso (chiesa di Santa Maria della Sapienza, chiesa di Santa Maria Maddalena delle Convertite Spagnole, Chiesa di Santa Croce e Purgatorio al Mercato, Chiesa di Santa Maria del Popolo agli Incurabili ecc.), molte chiese restano chiuse. Questo rispecchia la mancata valorizzazione, nonostante il valore artistico di edifici come la chiesa di Santa Maria delle Grazie Maggiore a Caponapoli, la chiesa di Sant'Agostino alla Zecca e Santa Maria in Cosmedin, tra le più antiche della città. Numerosi anche le edicole sacre di Napoli, i chiostri monumentali e le aree cimiteriali, tra cui il cimitero di Poggioreale, uno dei più vasti d'Europa.

### Architetture civili
Per il clima mite e la favorevole posizione naturale, nel corso dei secoli Napoli e i suoi dintorni sono stati scelti anche come luogo di villeggiatura. Con l'ascesa della città a capitale iniziarono a essere edificate dimore e palazzi nobiliari, residenze di aristocratici desiderosi di prender parte alla vita di corte. Come risultato, la città e il suo circondario (soprattutto lungo la costa vesuviana) furono arricchiti da centinaia di ville, tra le quali è doveroso ricordare villa Pignatelli, villa Carafa di Belvedere, villa Doria d'Angri, villa Rosebery, villa Floridiana, villa Rocca Matilde e villa Visocchi.

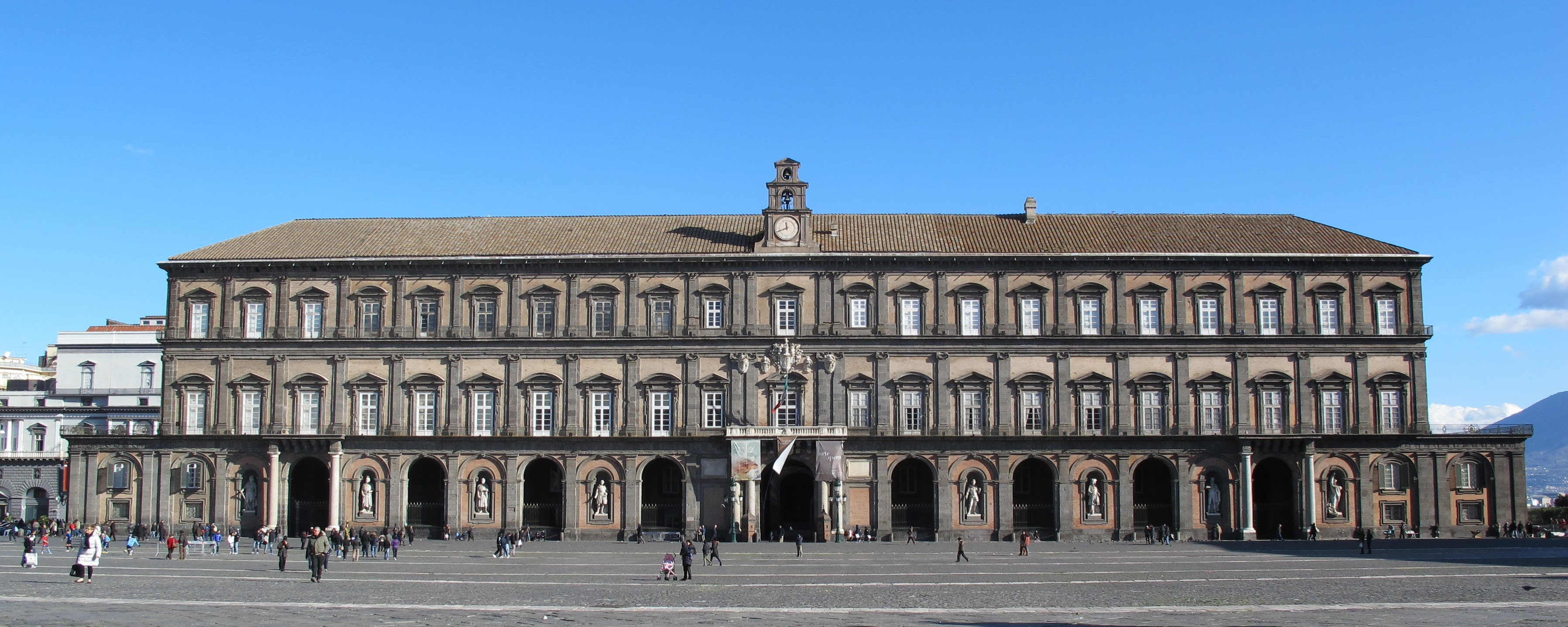
Palazzo Reale.

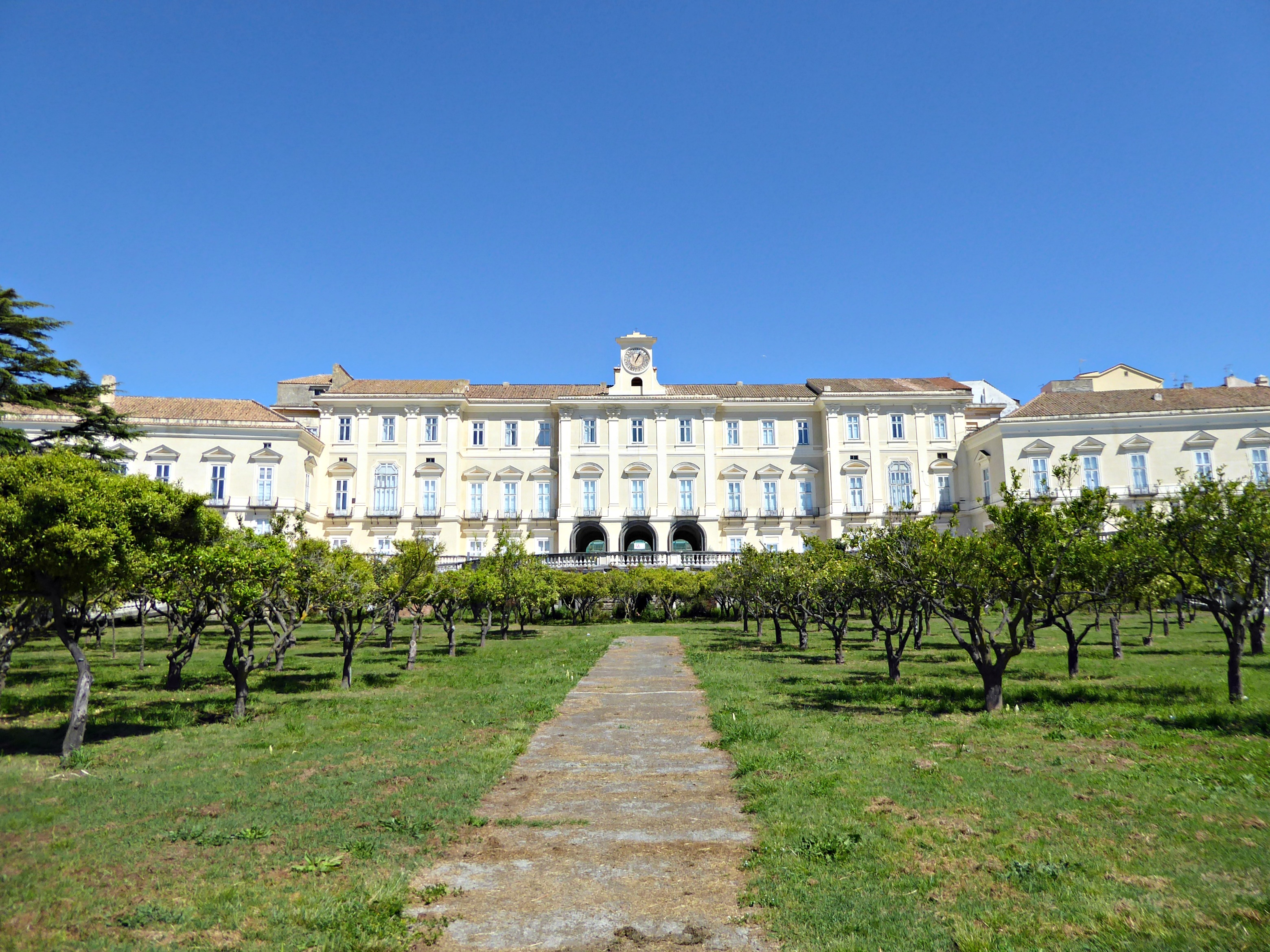
Reggia di Portici (nel comune confinante di Portici, ma parte integrante del piano urbanistico napoletano del XVIII secolo).

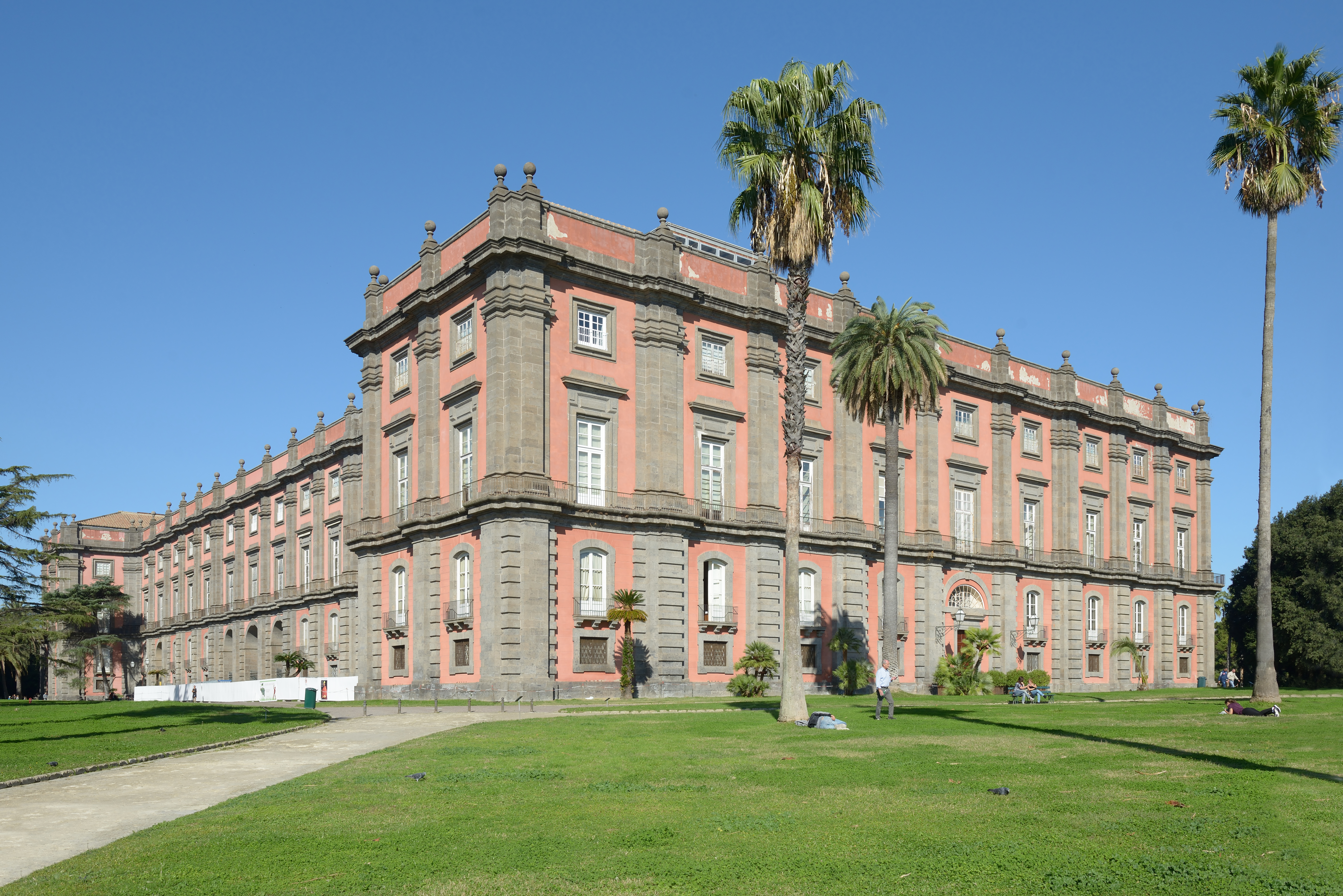
La Reggia di Capodimonte.

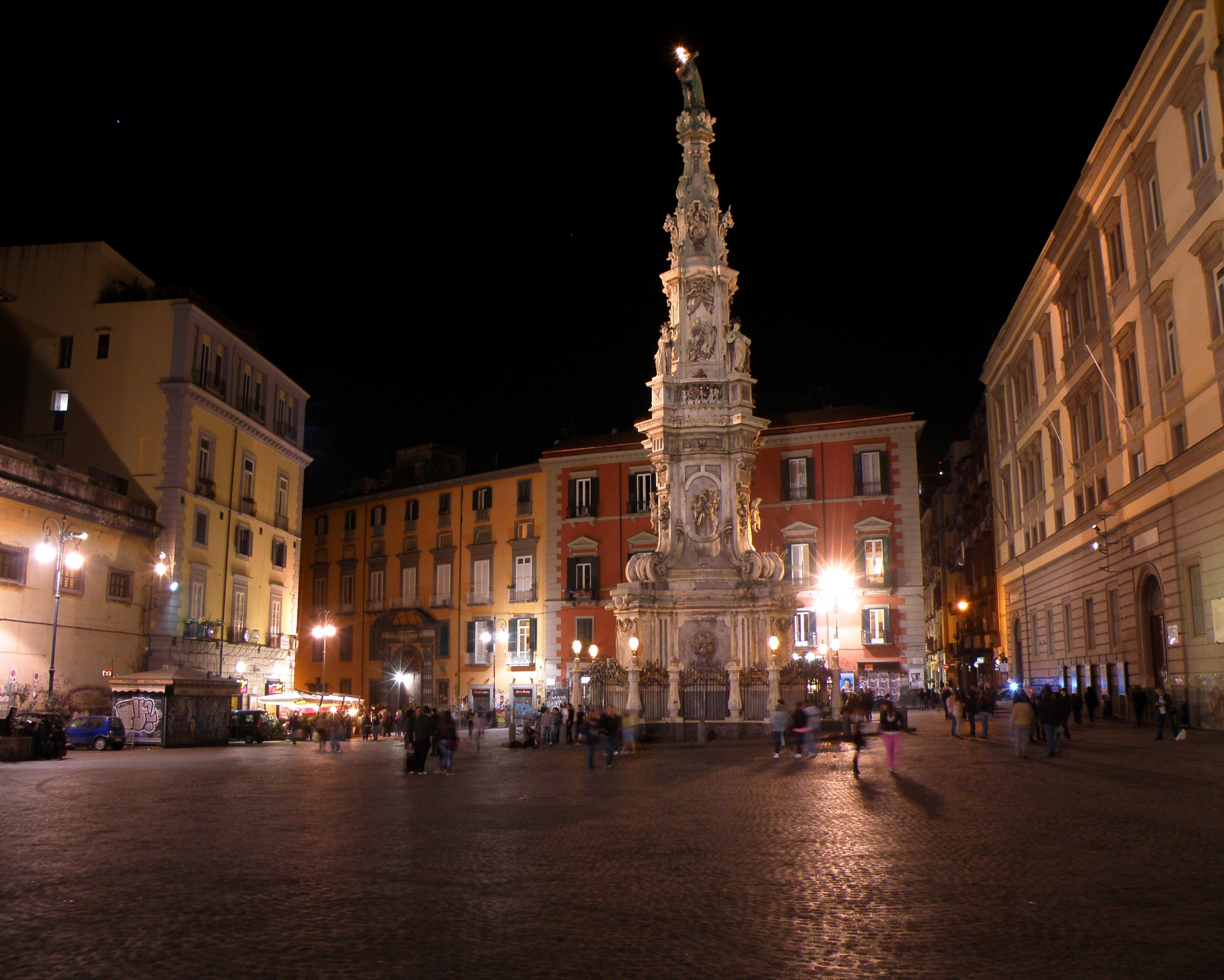
L'Obelisco dell'Immacolata.

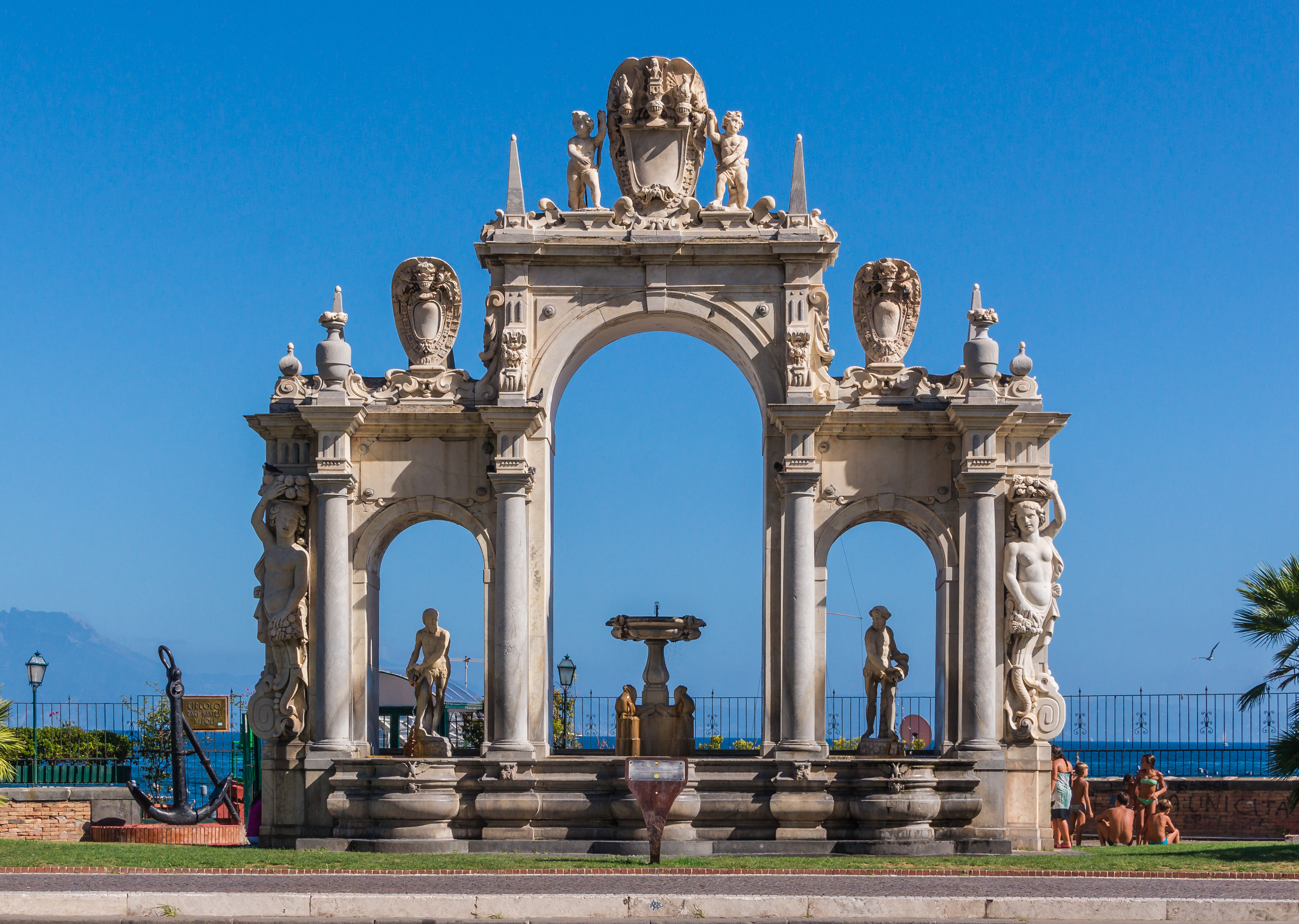
La Fontana del Gigante.

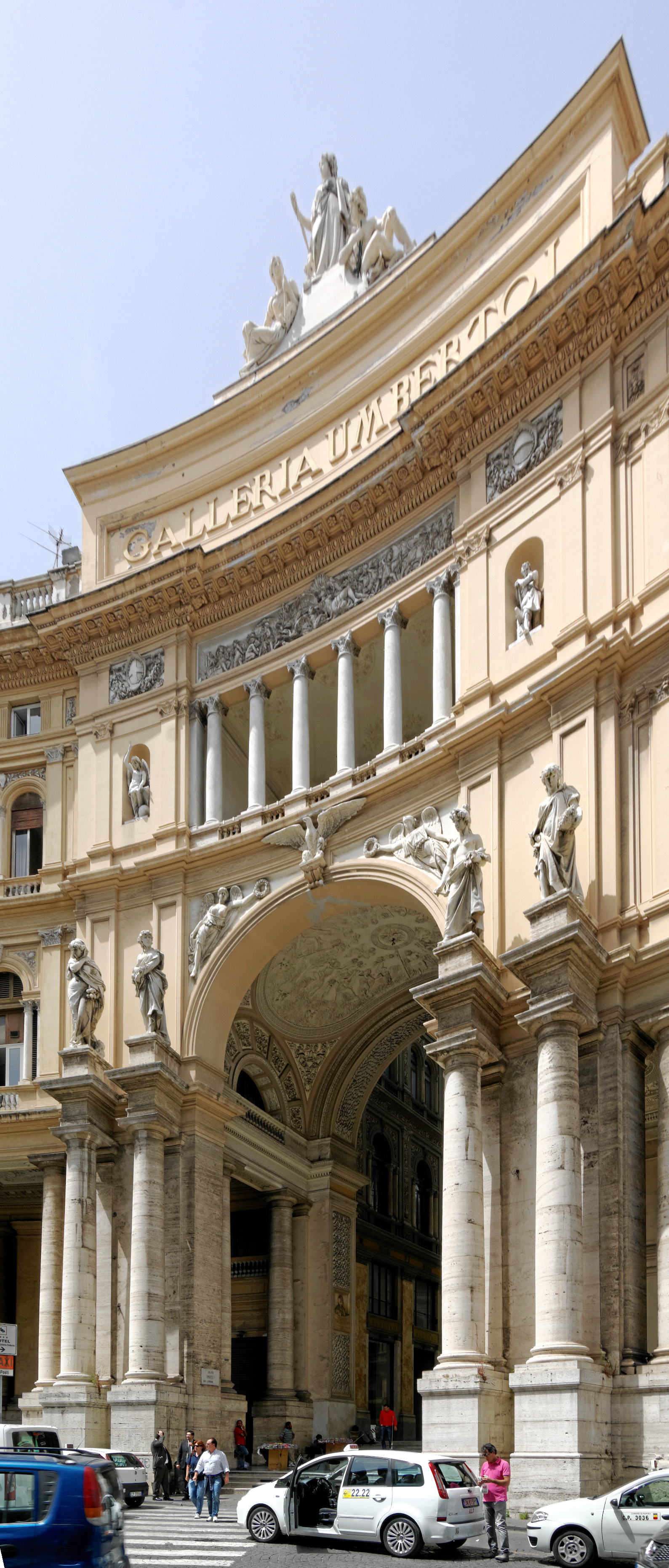
Galleria Umberto I.

L'edilizia civile in epoca altomedievale risentì ampiamente delle numerose guerre e dell'incertezza politica del periodo. L'Umanesimo invece lasciò numerose testimonianze, in particolare di artisti catalani, mentre a partire dal XV secolo più marcata fu l'impronta toscana, caratteristica dell'edilizia rinascimentale riletta in chiave locale. Furono gli anni in cui si ebbe la fioritura più cospicua di palazzi nobiliari, soprattutto grazie alle espansioni a ovest che portarono alla nascita di via Toledo.
Al particolarmente prolifico periodo barocco, seguito dal neoclassico, risale invece la grande residenza regia della città: il Palazzo Reale. Il grande piano urbanistico di Carlo di Borbone coinvolse anche i territori fuori le mura, con la costruzione delle regge di Portici, Capodimonte e Caserta. Sempre nel corso del XVIII secolo furono costruiti il teatro di San Carlo, il più antico al mondo ancora in attività e il più capiente in Italia, e il real Albergo dei Poveri, paragonabile per dimensioni alla Reggia di Caserta. Dopo l'unità d'Italia, sul finire del XIX secolo, si avviò il grande progetto del risanamento di Napoli, che prevedeva l'abbattimento di intere aree e l'edificazione di nuovi edifici, anche di notevole pregio, come la galleria Umberto I.
Dopo il periodo razionalista, che vide sorgere importanti strutture, tra cui il nuovo palazzo delle Poste e il teatro Mediterraneo della Mostra d'Oltremare, negli anni Novanta fu inaugurata un'intera cittadella di grattacieli, la prima d'Italia e dell'Europa meridionale: il centro direzionale di Napoli di Kenzō Tange, alla cui realizzazione parteciparono architetti di fama internazionale. In anni recenti si ricorda invece la stazione di Napoli Afragola di Zaha Hadid, inclusa dalla BBC tra le migliori costruzioni al mondo del 2017.
Gli obelischi della città, i più famosi dei quali sono l'obelisco dell'Immacolata, quello di San Domenico e di San Gennaro, risalgono al periodo compreso tra il medioevo e il barocco. La loro costruzione derivò dalle pratiche della chiesa di assegnare a ogni importante edificio di culto un elemento riconoscibile ai pellegrini, ma anche dalle feste pubbliche, durante le quali si soleva costruire torri lignee portate a spalla e fortemente decorate con cartapesta (tradizione che sopravvive con la Festa dei Gigli di Nola).
Napoli, sebbene molto meno rispetto al passato, è inoltre ricca di fontane: la fontana del Gigante, la fontana del Sebeto e la fontana del Nettuno sono importanti esempi di epoca barocca. La più vasta è invece la fontana dell'Esedra (900 m²) di Carlo Cocchia e Luigi Piccinato, che si ispirarono alla settecentesca fontana della Reggia di Caserta.
Numerose anche le scale storico-monumentali della città, che superano le 200 e costituiscono un elemento distintivo dell'urbanistica partenopea. Vi sono esempi di varie forme e dimensioni disseminati su tutto il territorio del centro storico: tra le altre, la Pedamentina a San Martino, la scalinata del Petraio e la monumentale scalinata di Montesanto.

### Architetture militari

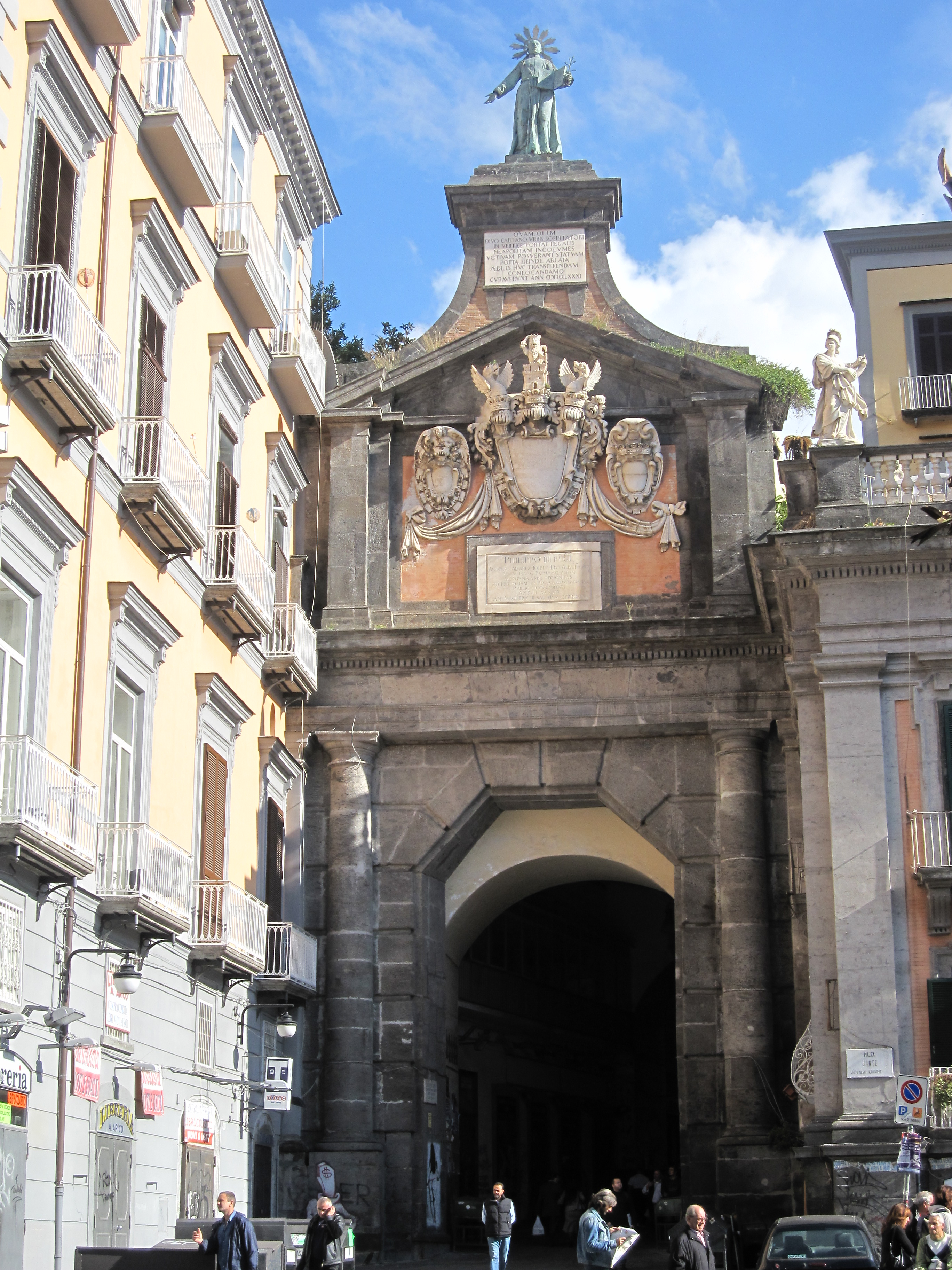
Port'Alba.

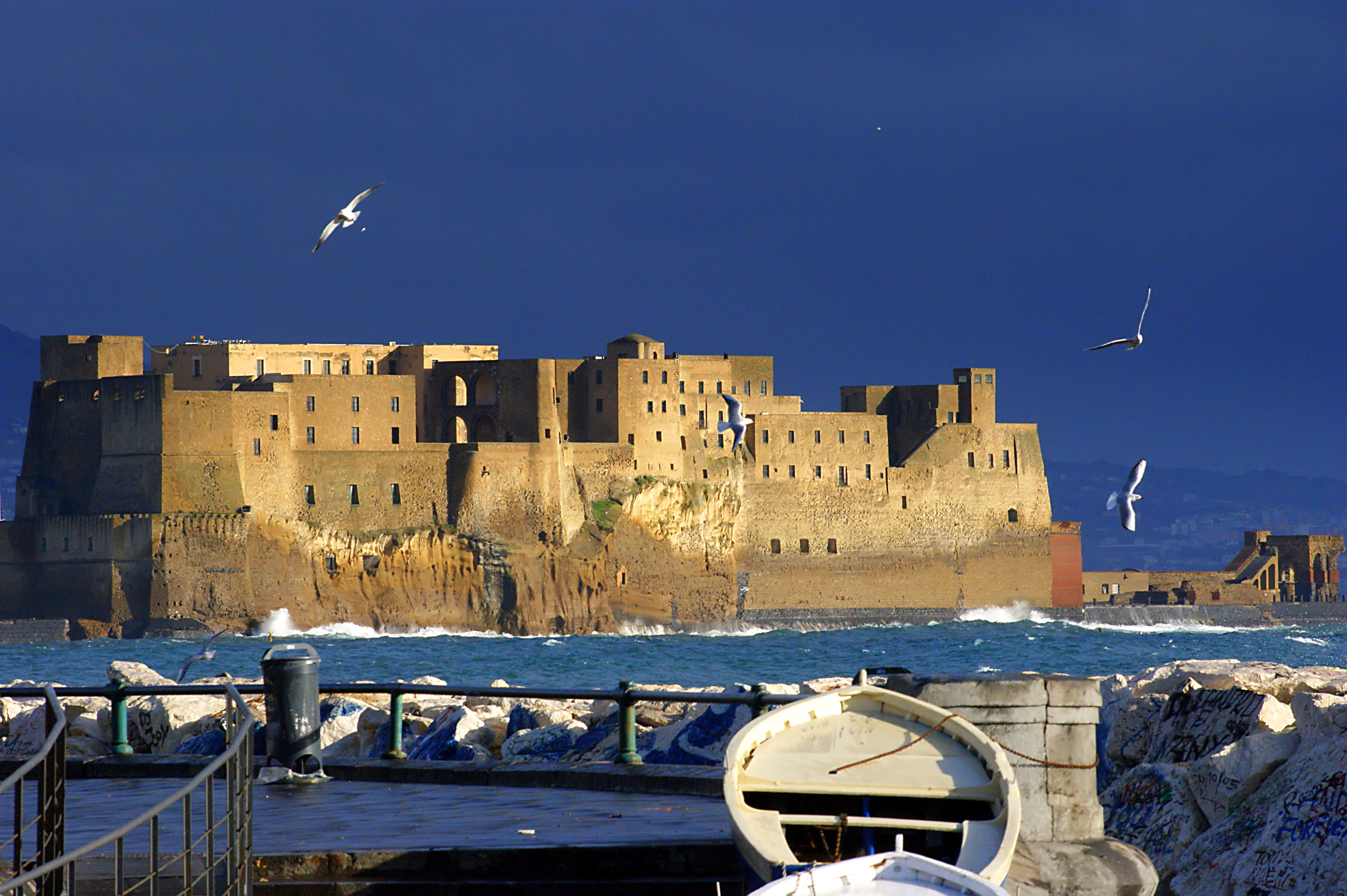
Castel dell'Ovo.

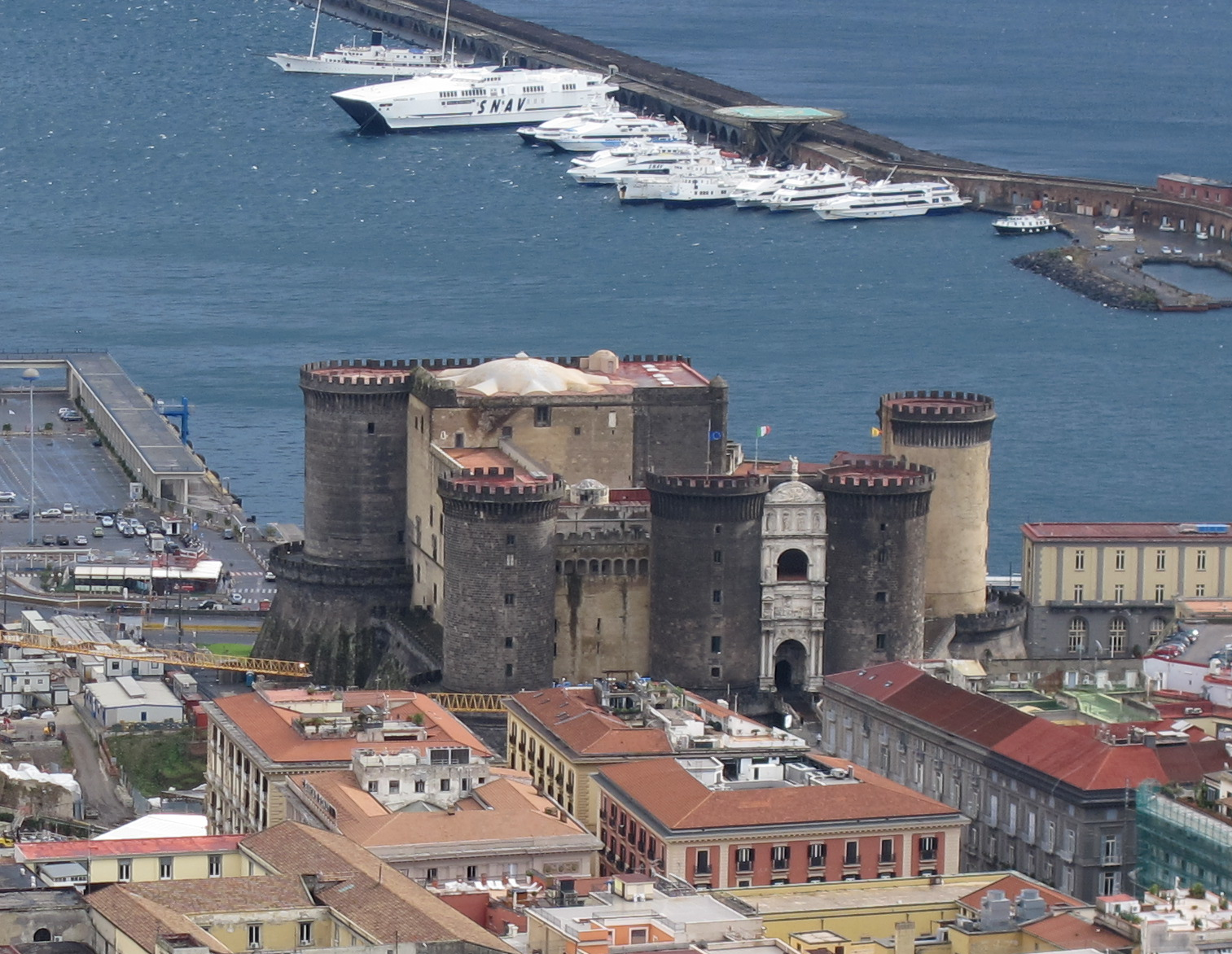
Maschio Angioino.

Sin dall'epoca greca le mura cittadine si estendevano su un tracciato quadrangolare, delimitato a nord dall'odierna via Foria, a sud dal corso Umberto I, ad ovest su via San Sebastiano e ad est su via Carbonara. Queste saranno poi riprese anche in epoca romana, costituendo quindi il centro antico della città. Delle modifiche furono compiute per accogliere i profughi dall'eruzione del Vesuvio del 79 d.C. e sotto Valentiniano III.
Napoli ha visto l'avvicendarsi di diverse dinastie straniere, motivo per cui ha dovuto dotarsi di poderose fortificazioni: la più antica fu Castel dell'Ovo, costruito direttamente sul mare sulle vestigia della Villa di Licinio Lucullo, con funzione prettamente difensiva delle coste cittadine, in considerazione della sua posizione pressoché centrale. Nel 1153 fu eretto Castel Capuano, edificato per volere di Guglielmo I di Sicilia con lo scopo di proteggere l'entroterra e fungere da residenza reale.
In epoca angioina le mura si estendevano per circa 4,5 km, comprendendo un'area di circa 200 ettari e 30 000 abitanti. Il fossato a nord fu denominato carbonarius publicus in quanto vi venivano bruciati i rifiuti, quello a ovest Lavinaius in cui fluivano le acque piovane prima di gettarsi in mare. Ulteriori modifiche furono effettuate nel XIII secolo da Carlo I d'Angiò, in direzione della marina fino ad includere il Castel Nuovo, e nel 1484 dagli Aragonesi in direzione del Carmine fino all'omonimo castello. In questa fase furono edificati altri tre castelli: il Maschio Angioino, che assunse il ruolo di residenza reale, il Castel Sant'Elmo, che aveva una funzione di controllo della città grazie alla sua favorevole posizione in altura, e il Castello del Carmine.
Durante il vicereame spagnolo furono intrapresi nuovi lavori di murazione. Nonostante il divieto di estendersi fuori le mura, nel 1656 la città contava 450 000 abitanti (compresi i casali). Al periodo del viceregno, invece, risalgono il Castello di Nisida e il forte di Vigliena. La caserma Garibaldi infine rappresenta l'ultima fortificazione, sorta poco prima l'unità d'Italia. Altri castelli, per lo più palazzi o monasteri fortificati, sono locati oltre le mura e nel suo circondario. Da segnalare anche i piccoli fortini daziari del muro finanziere, l'ultima cinta muraria che circondava la città ottocentesca, come quello in stile neogreco del ponte dei Granili.
Con lo sviluppo delle tecnologie belliche, le mura persero progressivamente valore fino a scomparire del tutto.
La cinta muraria originale era intervallata da una serie di torri, dapprima erette in tufo e poi in piperno e pietra lavica, accompagnate lungo il percorso da una serie di portali, dei quali sono ancora visibili testimonianze: porta Medina (1640) nell'attuale Montesanto, porta San Gennaro (1573) nell'attuale piazza Cavour, port'Alba (1625) nell'attuale piazza Dante e l'antica porta Capuana. Tra le torri sopravvissute si ricordano Torre Ranieri e Torre San Domenico.

### Siti archeologici

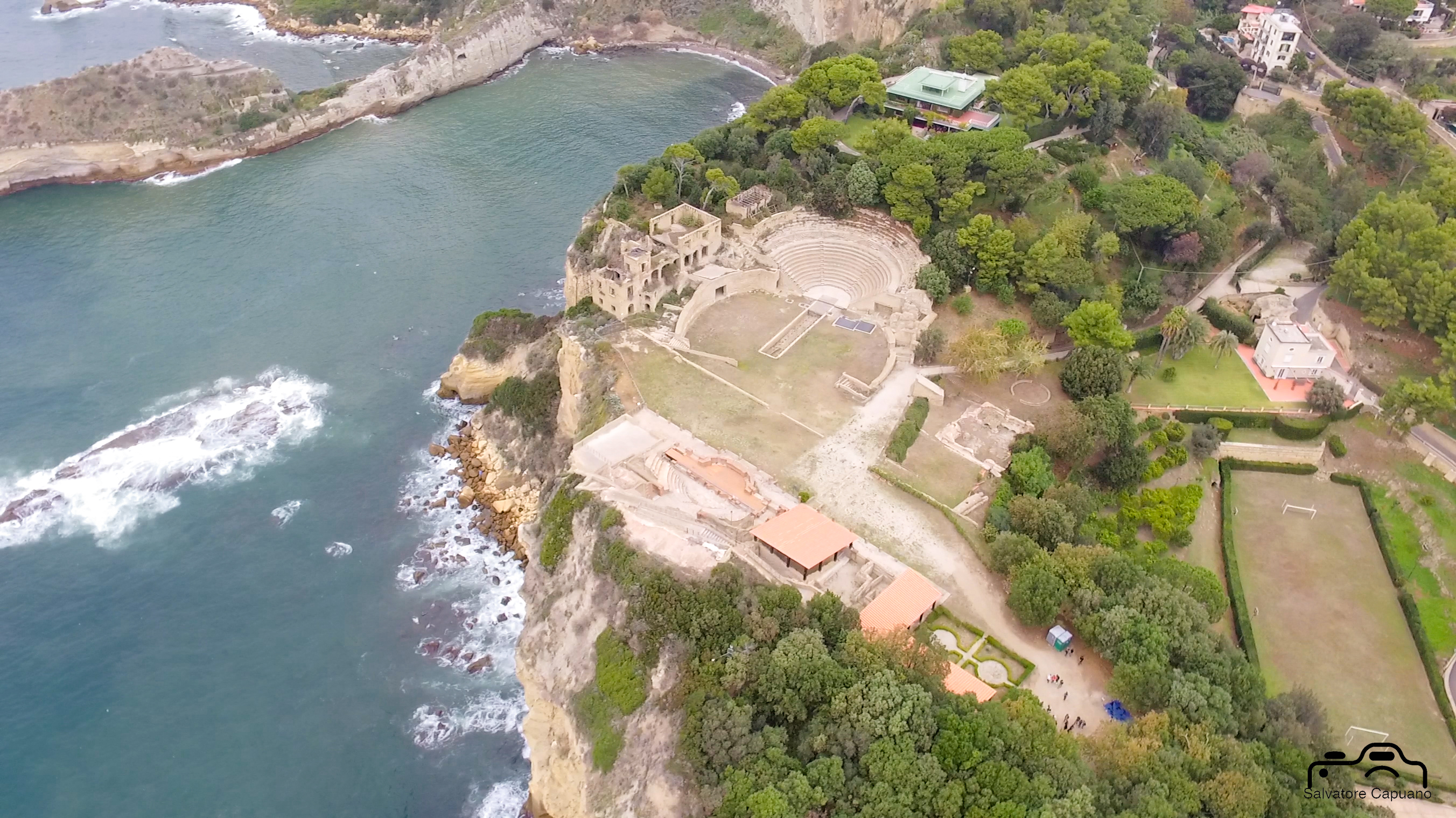
Il parco archeologico di Posillipo.

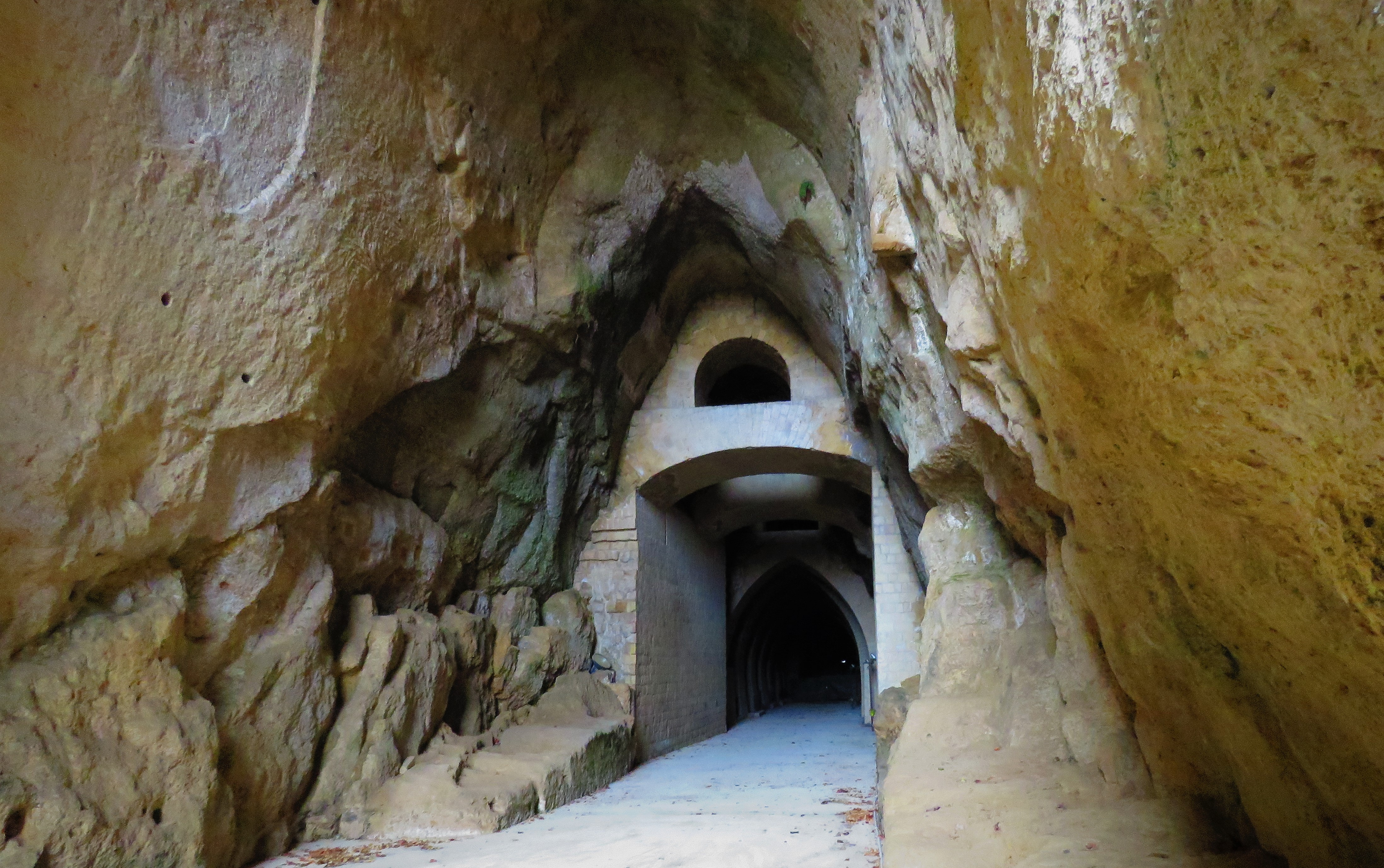
Crypta Neapolitana.

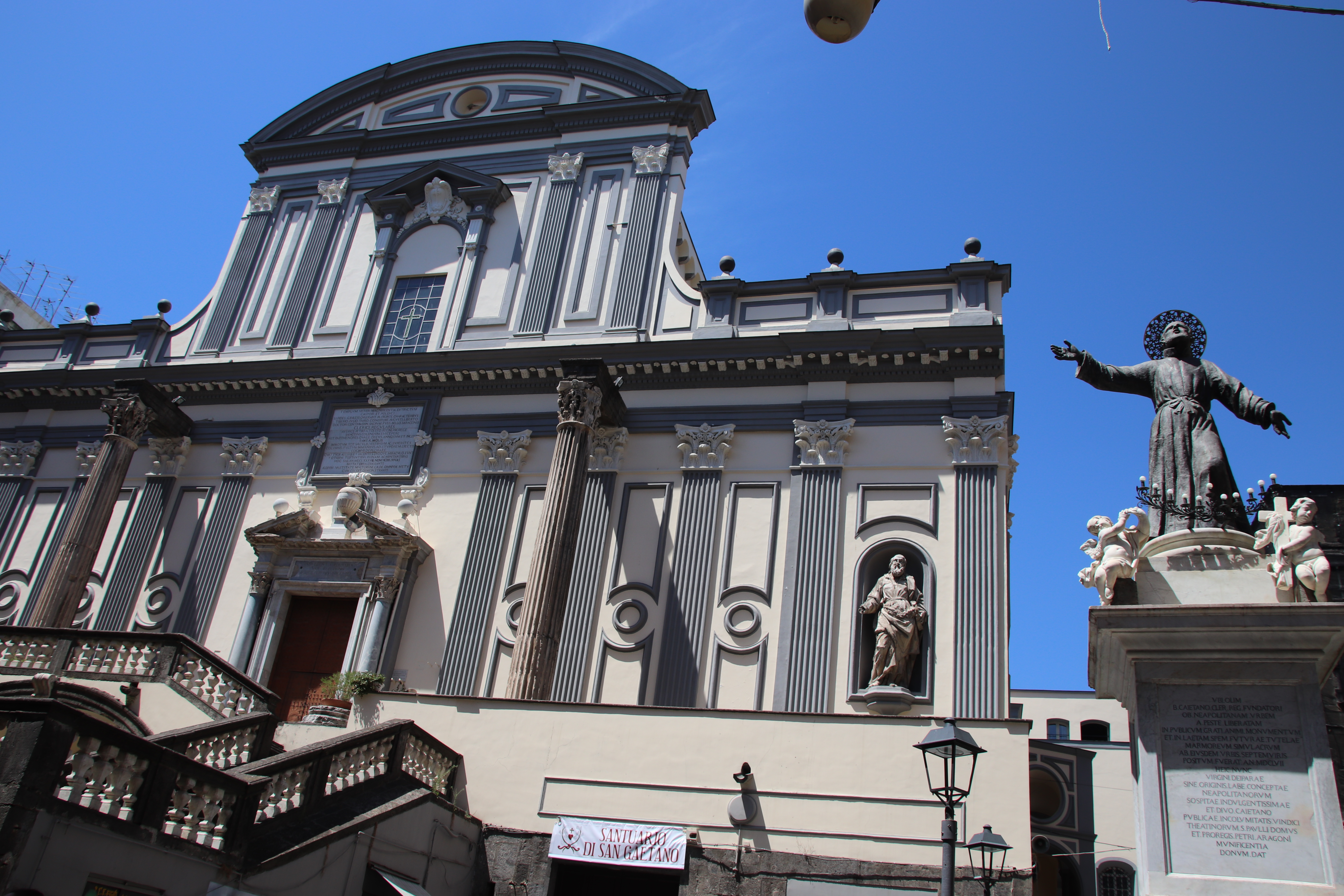
Colonne superstiti del tempio dei Dioscuri (Foro di Neapolis)

L'attuale forma del centro antico rispecchia ancora la rielaborazione dell'antico tracciato viario, costituendo uno dei più importanti siti archeologici greci ancora in uso da circa 2600 anni. La Napoli greca, oltre all'impianto urbano, ci ha lasciato preziosi resti, come mura, torri di difesa, templi (compresa la tazza di porfido proveniente dal tempio di Era di Poseidonia), cunicoli e ambienti del sottosuolo.
Più numerose sono le rovine risalenti al periodo romano, tra le quali i resti di mercati come quello di San Lorenzo Maggiore, aree termali come quella di Santa Chiara, cryptae, mura, acquedotti, passaggi sotterranei (avviati dai Greci, ma ampliati dai Romani) e reperti archeologici di vario genere.
Tra le rovine di epoca romana visitabili in città rientrano quelle del parco archeologico di Posillipo, che comprende anche il parco sommerso di Gaiola.
La Napoli sotterranea occupa un'enorme estensione (circa 900.000 m² di cavità artificiali). Tra questi ambienti del sottosuolo, è possibile ammirare anche i resti del teatro romano di Neapolis, in cui si esibiva anche Nerone. Porzioni dello stesso teatro sono visibili all'esterno, lungo i decumani. Come testimonianza della Napoli antica, vi sono anche luoghi di culto e sepolture sotterranee: le più famose sono le catacombe cristiane, ma ne esistono esempi legati al periodo greco e preellenico.
Il parco archeologico di Ercolano, pur essendo situato al di fuori dei confini amministrativi di Napoli, rappresentava in epoca romana un importante sobborgo della città, parte di un vasto sistema urbano che si estendeva oltre i suoi confini.

### Aree naturali

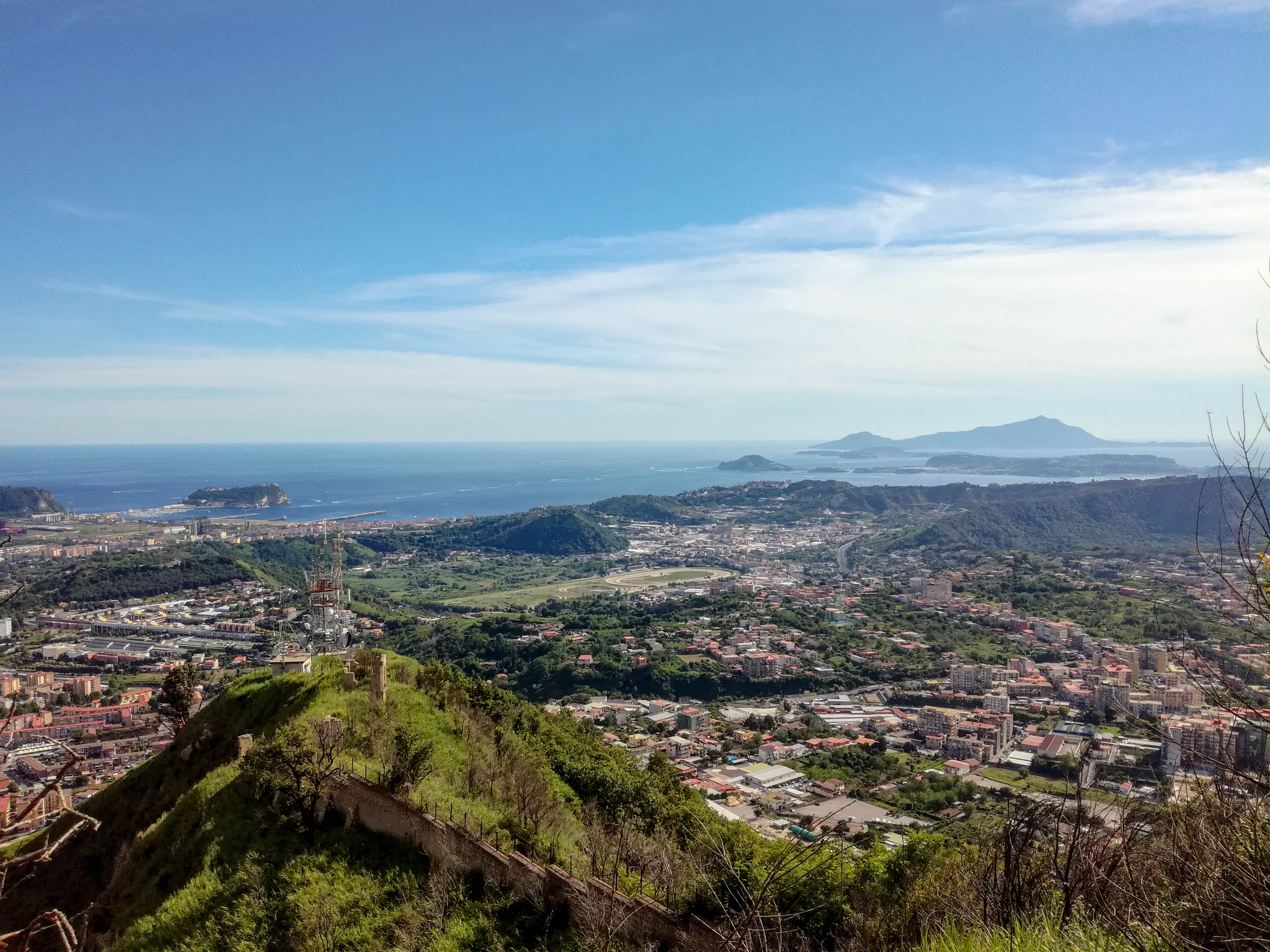
Veduta del parco regionale dei Campi Flegrei (in evidenza Nisida, Capo Miseno, Procida e Ischia).

Napoli, oltre a possedere un patrimonio storico, monumentale, artistico, archeologico e culturale di livello mondiale, vanta anche un patrimonio naturalistico paragonabile a quello di Rio de Janeiro, tanto che su questo elemento distintivo è nato il celebre detto popolare: «Vedi Napoli e poi muori».

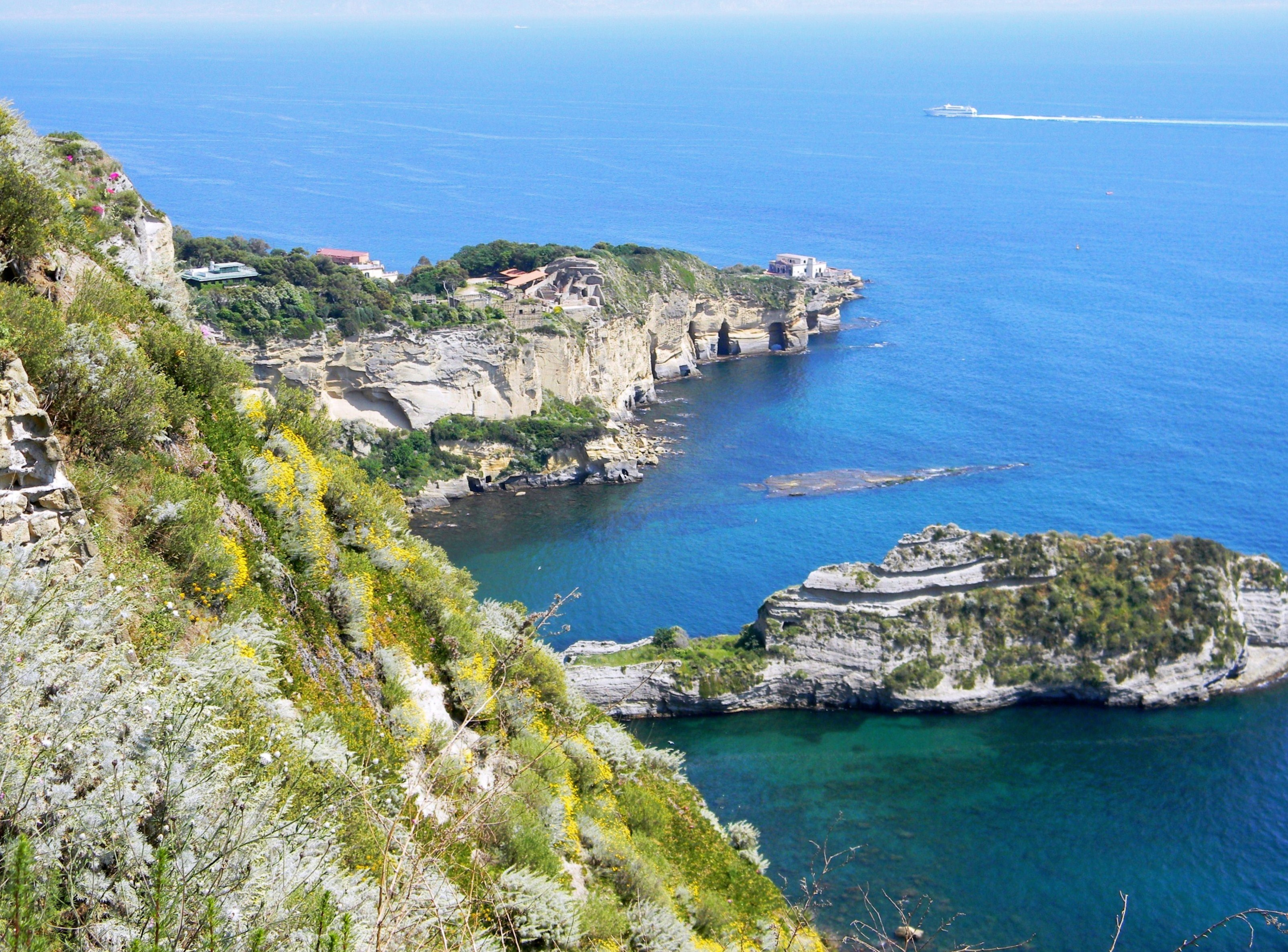
La baia di Trentaremi lungo la costa di Posillipo.

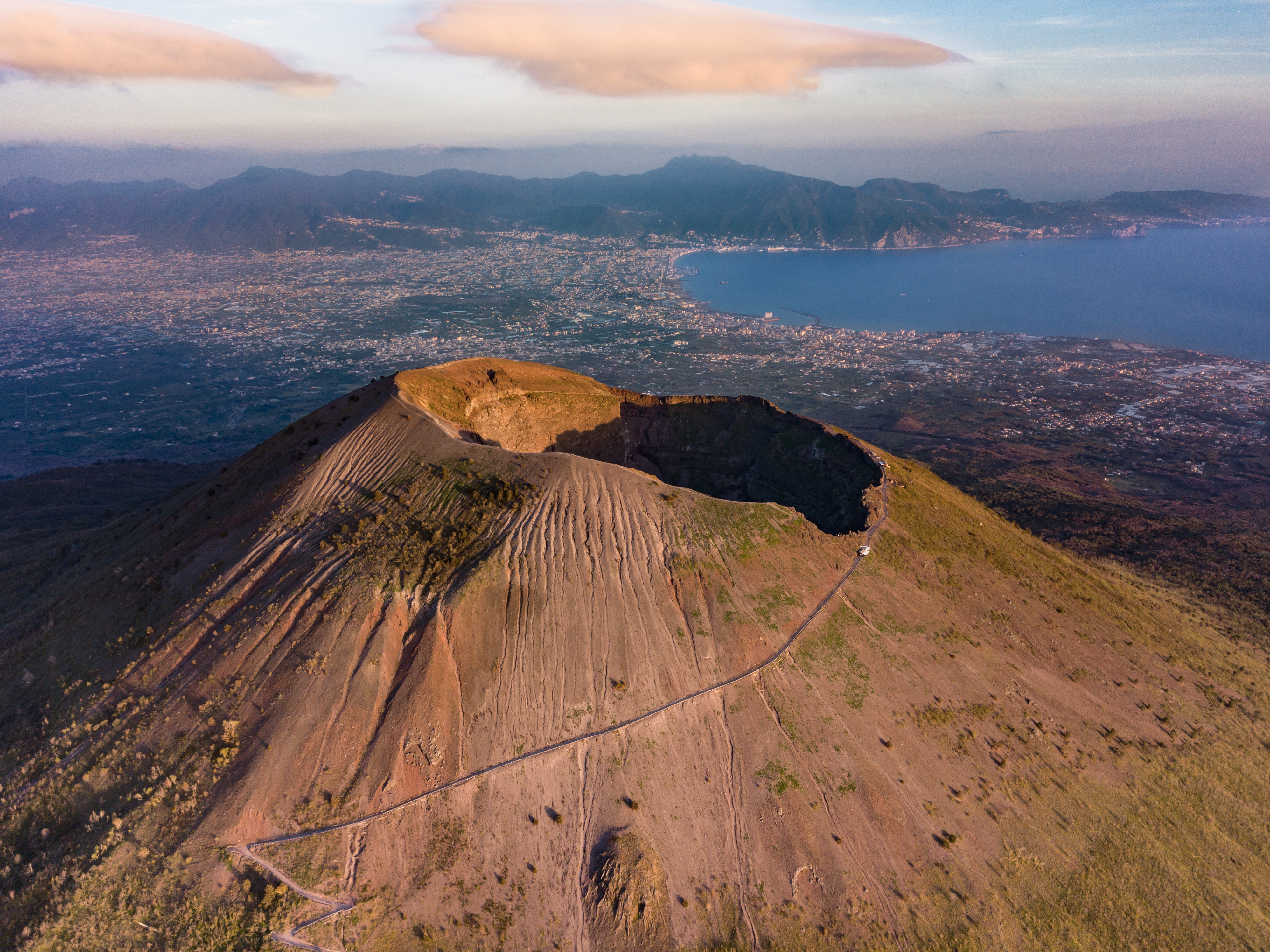
Il parco nazionale del Vesuvio.

La città possiede una moltitudine di aree verdi libere: il parco di Capodimonte, una vasta distesa di verde che circonda diversi fabbricati settecenteschi e in particolare l'omonima reggia, la Villa Reale (oggi meglio conosciuta come Villa Comunale), un giardino urbano di circa un chilometro e mezzo opera di Carlo Vanvitelli, il parco Vergiliano a Piedigrotta, una piccola area verde in cui secondo la tradizione popolare è custodito il sepolcro di Virgilio, o ancora la villa Floridiana, il real orto botanico e il parco regionale dei Campi Flegrei.
Una veduta particolarmente suggestiva è offerta dal parco Virgiliano a Posillipo, posizionato su uno punto che permette di osservare contemporaneamente tutta la baia di Napoli.
Sulla collina dei Camaldoli inizia invece il parco Metropolitano delle colline di Napoli (2215 ettari), il quale occupa un quinto dell'intera superficie comunale fino al parco del Poggio ai Colli Aminei.
Oltre agli spazi verdi Napoli è caratterizzata anche da aree marine protette, come Nisida, cala Badessa e la Gaiola, quest'ultima un raro esempio nel Mediterraneo di parco archeologico sommerso a causa del fenomeno del bradisismo.
Posto a pochissima distanza dalla zona est, si ricorda infine il vulcano Vesuvio, simbolo per eccellenza della città, il cui parco è stato inserito dall'UNESCO tra le riserve mondiali della biosfera.

## Società

### Evoluzione demografica
Nel primo censimento dello Stato unitario (1861), Napoli era il comune più popoloso d'Italia e tra i primi in Europa. Cedette negli anni '30 del '900 il primato a Milano (1931), poi a Roma (1936). Annoverando anche i pendolari (circa 200 000, ben il 20% in rapporto alla popolazione residente) che ogni giorno si riversano in città, il numero di persone presenti sul territorio del comune cambia considerevolmente. Tuttavia, analogamente a quanto accade in altre città europee, come ad esempio Francoforte sul Meno, Napoli presenta un comune non particolarmente popolato (il diciottesimo dell'Unione europea), ma un'area metropolitana tra le più popolose d'Europa.
Abitanti censiti in migliaia

Abitanti censiti in migliaia

### Etnie e minoranze straniere
Al 31 dicembre 2023 a Napoli risultavano residenti 58 044 cittadini stranieri (6,35% della popolazione complessiva). Le nazionalità principali erano:
- Sri Lanka 14 810
- Ucraina 7 748
- Cina 4 372
- Pakistan 3 639
- Bangladesh 2 374
- Romania 2 361
- Filippine 1 700
- Nigeria 1 659
- Senegal 1 278
- Repubblica Dominicana 1 070

### Lingue e dialetti

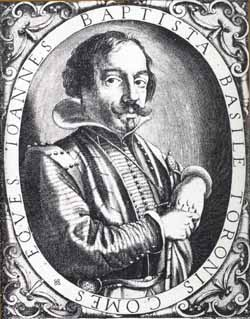
Giambattista Basile, uno dei primi scrittori e letterati in lingua napoletana.

La lingua napoletana è un idioma neolatino del gruppo italo-romanzo, sottogruppo meridionale intermedio, parlato a Napoli nella variante diatopica locale detta dialetto napoletano (napulitano).
Nel tempo ha ricevuto influenze di adstrato da bizantini, longobardi, normanni, francesi e spagnoli. Le prime testimonianze scritte risalgono al 960 con il Placito di Capua. La prima opera in prosa, i Diurnali attribuiti a Matteo Spinelli, è oggi ritenuta inautentica.
Dal 1442, per volere di Alfonso V d'Aragona, il napoletano letterario divenne lingua ufficiale della cancelleria reale, sostituendo in parte il latino, fino al 1501. Fu poi sostituito dal volgare toscano (italiano), su impulso dell’Accademia Pontaniana e in via definitiva nel 1554 da Girolamo Seripando. L’italiano fu così adottato da tutti gli Antichi Stati italiani preunitari, tranne che nel Regno di Sardegna insulare, dove divenne ufficiale solo nel XVIII secolo.
Nel XVII secolo, a Napoli, l’italiano era la lingua più usata nella stampa (53,6% dei libri), seguito dal latino (38,8%) e solo marginalmente dal napoletano (meno dell’1%).
Nonostante ciò, il napoletano conservava un ruolo primario nell’uso orale, coesistendo con l’italiano in regime di diglossia.
Tra gli autori in volgare napoletano si ricordano Giulio Cesare Cortese (Vaiasseide) e Giambattista Basile (Lo cunto de li cunti), reso celebre anche dalla traduzione di Benedetto Croce, che ha donato al mondo l’immaginario popolare delle odierne "fiabe classiche".
Cortese e Basile posero le basi della dignità letteraria della lingua napoletana moderna, sviluppatasi nei secoli seguenti con autori come Salvatore di Giacomo, Edoardo Nicolardi e Libero Bovio, e divenuta elemento distintivo del teatro napoletano, della canzone classica napoletana e della scuola musicale partenopea.

### Religione

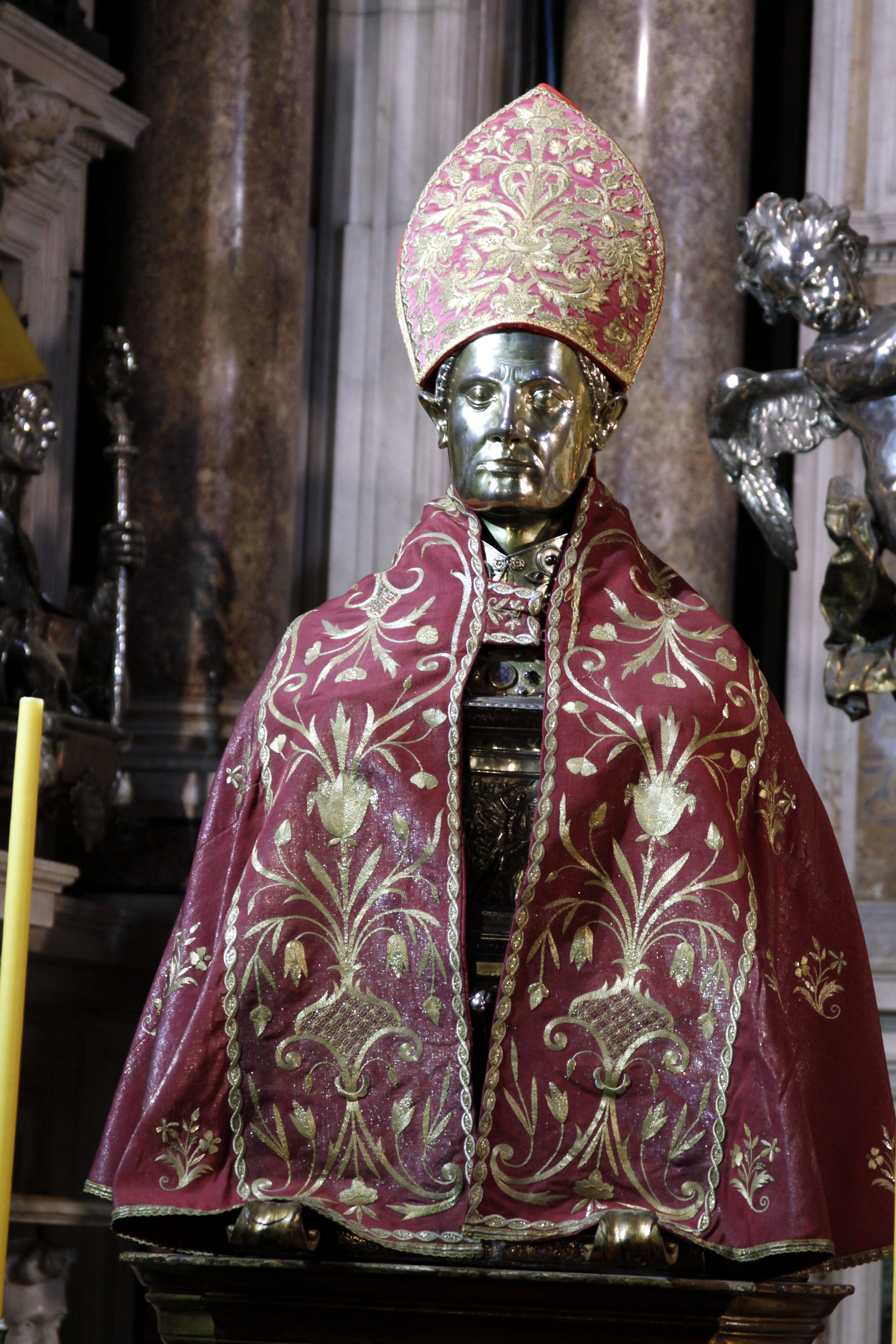
Busto reliquiario di San Gennaro, conservato presso la Reale cappella del Tesoro di San Gennaro.

Luogo di approdo dell'apostolo Pietro in Italia, Napoli fu uno dei primi luoghi del cristianesimo in Occidente.
Le prime catacombe partenopee, risalenti al II e al III secolo d.C., non furono adibite al culto, ma utilizzate solo per usi funebri, secondo quanto stabiliva la legge romana.
L'evangelizzazione della città si sviluppò nei primi secoli dell'era cristiana, mentre la latinizzazione dei riti avvenne nel XII secolo, soprattutto per volontà di Ruggero II il normanno. Per molti secoli le basiliche maggiori ospitarono i sedili di Napoli, organi amministrativi cittadini cui si deve, tra l'altro, l'opposizione all'istituzione del locale tribunale dell'Inquisizione (1547).
La città, escludendo i quartieri occidentali afferenti alla diocesi di Pozzuoli, rientra nell'arcidiocesi di Napoli, retta dall'arcivescovo Domenico Battaglia. È organizzata in base a 13 decanati, con 500 luoghi di culto di cui 189 parrocchiali.
In ambito islamico, presenze musulmane all'interno della città partenopea, anche se sporadiche, si ebbero fin dal IX secolo, per effetto dei rapporti commerciali instaurati dai napoletani con i mercanti arabi. La diffusione dell'islam avvenne in concomitanza con i flussi migratori degli anni Ottanta del Novecento, periodo in cui sorsero le prime due moschee a piazza Garibaldi e piazza Municipio. Una terza moschea fu successivamente aperta in piazza Mercato. Quest'ultima, all'indomani degli attentati delle Torri Gemelle del 2001, redasse con la Diocesi di Napoli una dichiarazione comune "Salam alaikum – Pax Vobiscum", nella quale si confermarono i principi di reciproco rispetto e buona convivenza. Ad oggi la presenza islamica in città registra una significativa evoluzione, come attesta il docufilm "Napolislam" del 2015, vincitore del Biografilm Festival.
Infine, sono presenti anche una chiesa evangelica, una basilica anglicana e una comunità ebraica.

### Tradizioni e folclore

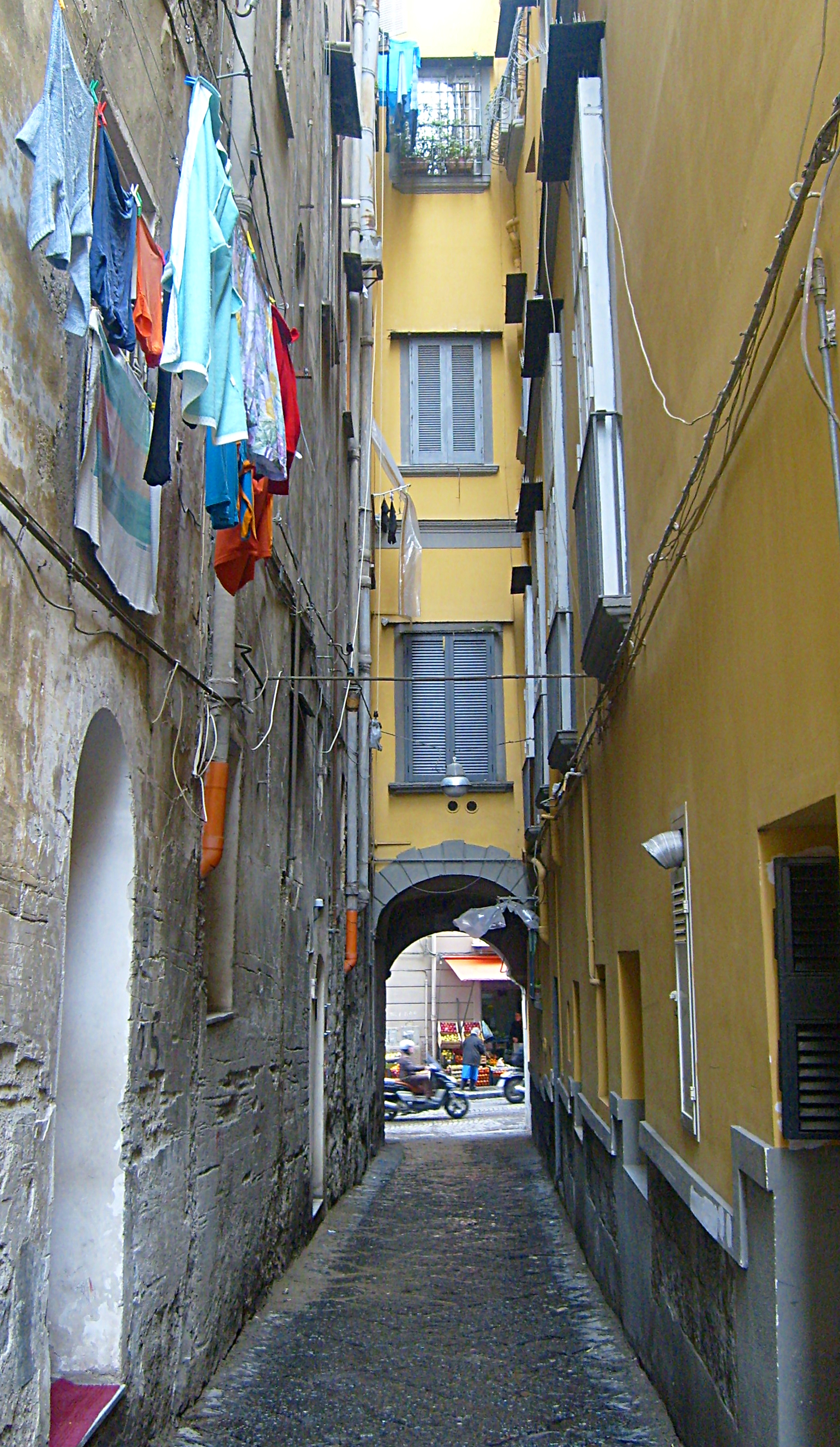
Un vicolo tipico del centro storico di Napoli.

La ricca tradizione popolare e la cultura millenaria di Napoli hanno generato un forte sentimento di napoletanità, che racchiude usi, credenze e identità del popolo partenopeo. Questi tratti, spesso pittoreschi e talvolta caricaturizzati, esprimono un senso di appartenenza radicato, riflesso del contesto folcloristico e culturale regionale, e talvolta nazionale.

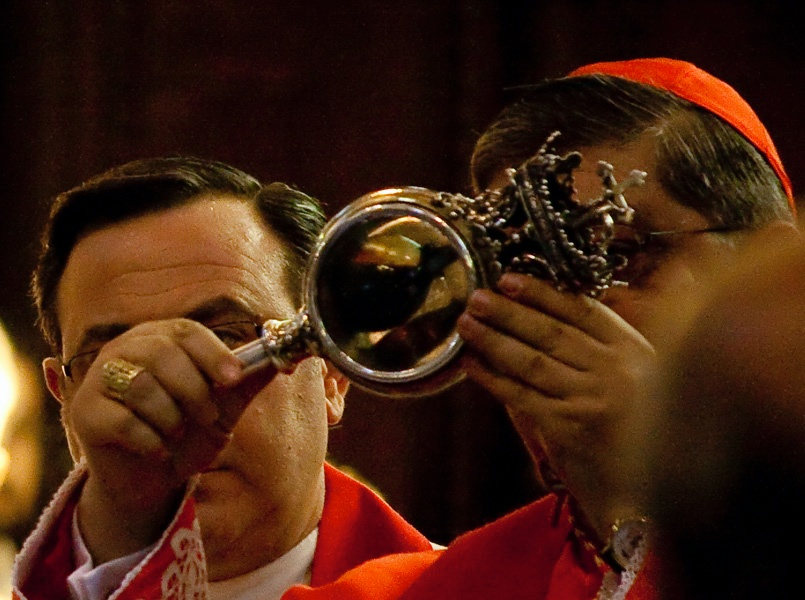
Il rito dello scioglimento del sangue di San Gennaro.

Il vasto bagaglio culturale, che spazia dalla musica alla cucina, dai riti sacri alle credenze mistiche, fa sì che alla città vengano associati diversi stereotipi, talvolta estesi all'intera nazione. Pizza, sole, tarantella e mandolino, quattro simboli di Napoli, sono infatti annoverati e riconosciuti come classici emblemi italiani nell'immaginario collettivo internazionale, in alcuni casi anche con accezione negativa.
Numerose sono le parole o le immagini che sintetizzano e rappresentano l'identità stereotipata napoletana: il Vesuvio; il corno o il munaciello, che simboleggiano la superstizione popolare; la mozzarella, tra i simboli della cucina napoletana e italiana; la tombola, tipico gioco natalizio accompagnato dalla smorfia napoletana, altra invenzione popolare partenopea associata anche al gioco del lotto; Pulcinella, una delle maschere italiane più famose. Infine vi è l'iconografia classica del vicolo napoletano, dominato dai bassi e dai panni stesi al sole lungo la strada.
Tra i riti religiosi, invece, dominano la storica arte presepiale napoletana per rappresentare la scena della natività, il miracolo di San Gennaro, testimonianza della devozione religiosa popolare al santo patrono, e infine il culto della Madonna dell'Arco.

### Istituzioni, enti e associazioni

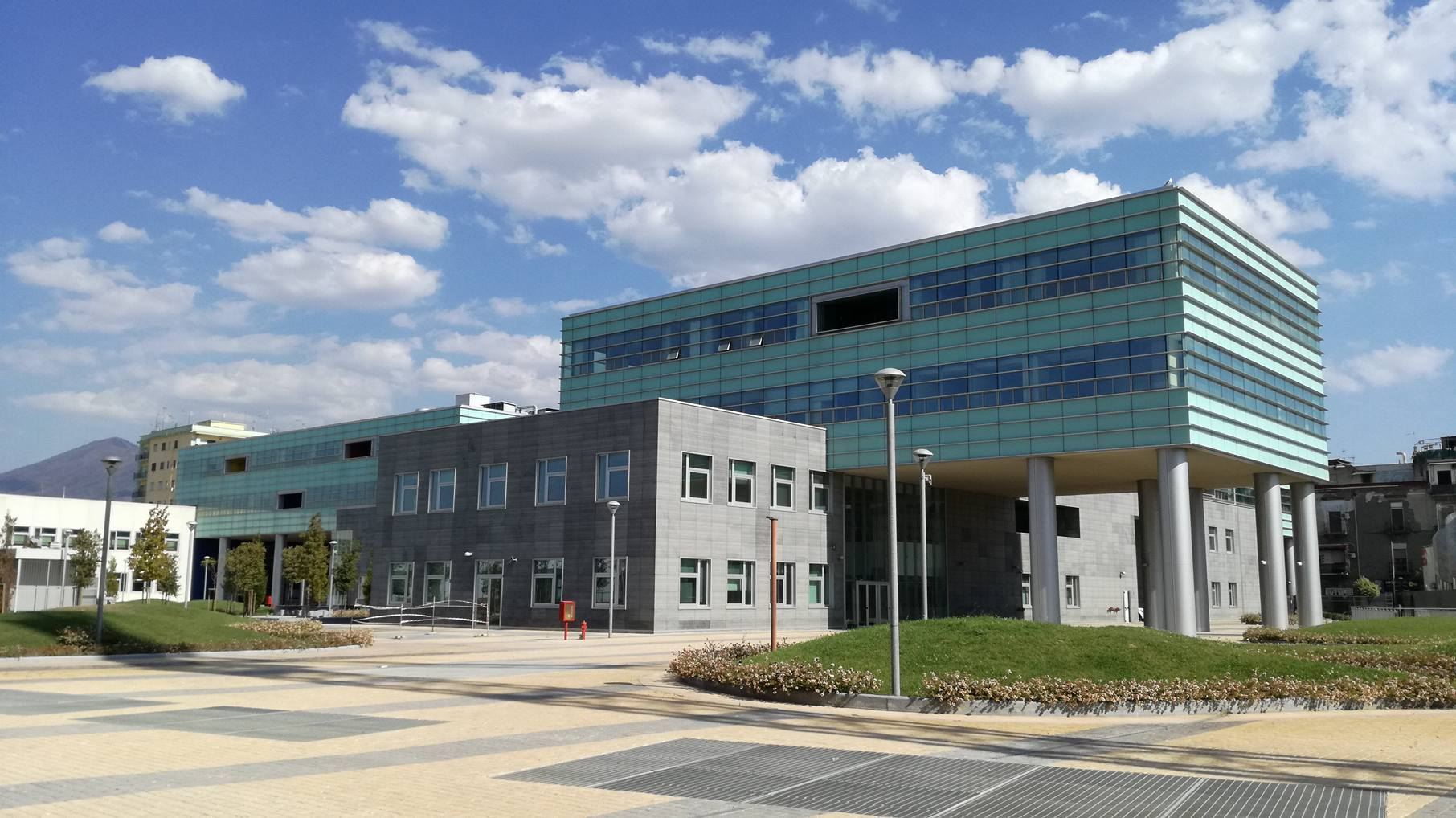
Il polo universitario di San Giovanni a Teduccio che ospita la Apple Developer Academy e la Cisco Networking Academy.

Napoli, capoluogo della città metropolitana di Napoli e della regione Campania, ospita gli organi di governo locali, l'Autorità per le garanzie nelle comunicazioni, che opera a livello nazionale come ente indipendente, e Villa Rosebery, residenza estiva del Presidente della Repubblica.
Napoli non si limita tuttavia al ruolo di capoluogo regionale e sede di istituzioni nazionali, ma si distingue anche a livello internazionale: è sede dell'Assemblea Parlamentare del Mediterraneo (PAM) e, sebbene il quartier generale dell'Allied Joint Force Command Naples della NATO si trovi dal 2012 a Giugliano in Campania, che fa comunque parte della città metropolitana di Napoli, per motivi logistici, il nome 'Naples' rimane legato a questo ente, mantenendo Napoli come sua sede simbolica. Napoli ospita inoltre dal 2017 l'Hub di Direzione Strategica della NATO, situato nella base NATO di Giugliano, un centro per le sfide di sicurezza in Nord Africa, Sahel e Medio Oriente, e il Naval Support Activity Naples della Marina statunitense. La città è anche sede di istituzioni accademiche internazionali, come la Apple Developer Academy e la Cisco Networking Academy.
Napoli ospita inoltre con Firenze la sede italiana di Robert F. Kennedy Human Rights, organizzazione non profit impegnata nella promozione e tutela dei diritti umani, con particolare attenzione al Sud Italia e ai Paesi del Mediterraneo.
Di alto rilievo è infine la presenza della sede centrale degli Stati Uniti del Mondo, organizzazione non governativa internazionale impegnata nella promozione della pace, del dialogo interreligioso e dei diritti umani, con sede nel Palazzo Pierce e dotata di un Museo della Pace riconosciuto a livello globale.
La città ospita numerosi ospedali, sia pubblici che privati, tra cui l'ospedale Antonio Cardarelli, l'Ospedale del Mare, l'azienda Ospedaliera Universitaria Federico II, l'ospedale Monaldi, la fondazione Giovanni Pascale, l'ospedale pediatrico Santobono e l'ospedale Domenico Cotugno.

### Criminalità
Napoli è interessata da fenomeni di criminalità organizzata sin dal XIX secolo, con l'emergere della camorra come principale gruppo criminale. Tale organizzazione ha origini ottocentesche ed è articolata in clan autonomi con struttura orizzontale. Le sue attività includono traffico di droga, estorsioni, usura e altre forme di illecito. Nonostante gli interventi delle forze dell’ordine nei primi decenni del nuovo millennio, il fenomeno resta radicato, in particolare nelle periferie. Alla criminalità organizzata, si registrano alti livelli di microcriminalità, con un’incidenza rilevante di reati comuni. Le istituzioni promuovono azioni di contrasto e prevenzione, ma persistono criticità di tipo socioeconomico, aggravate dalla debolezza delle istituzioni e dalla mancanza di interventi efficaci da parte dello Stato.

## Cultura

### Istruzione

#### Archivi e biblioteche

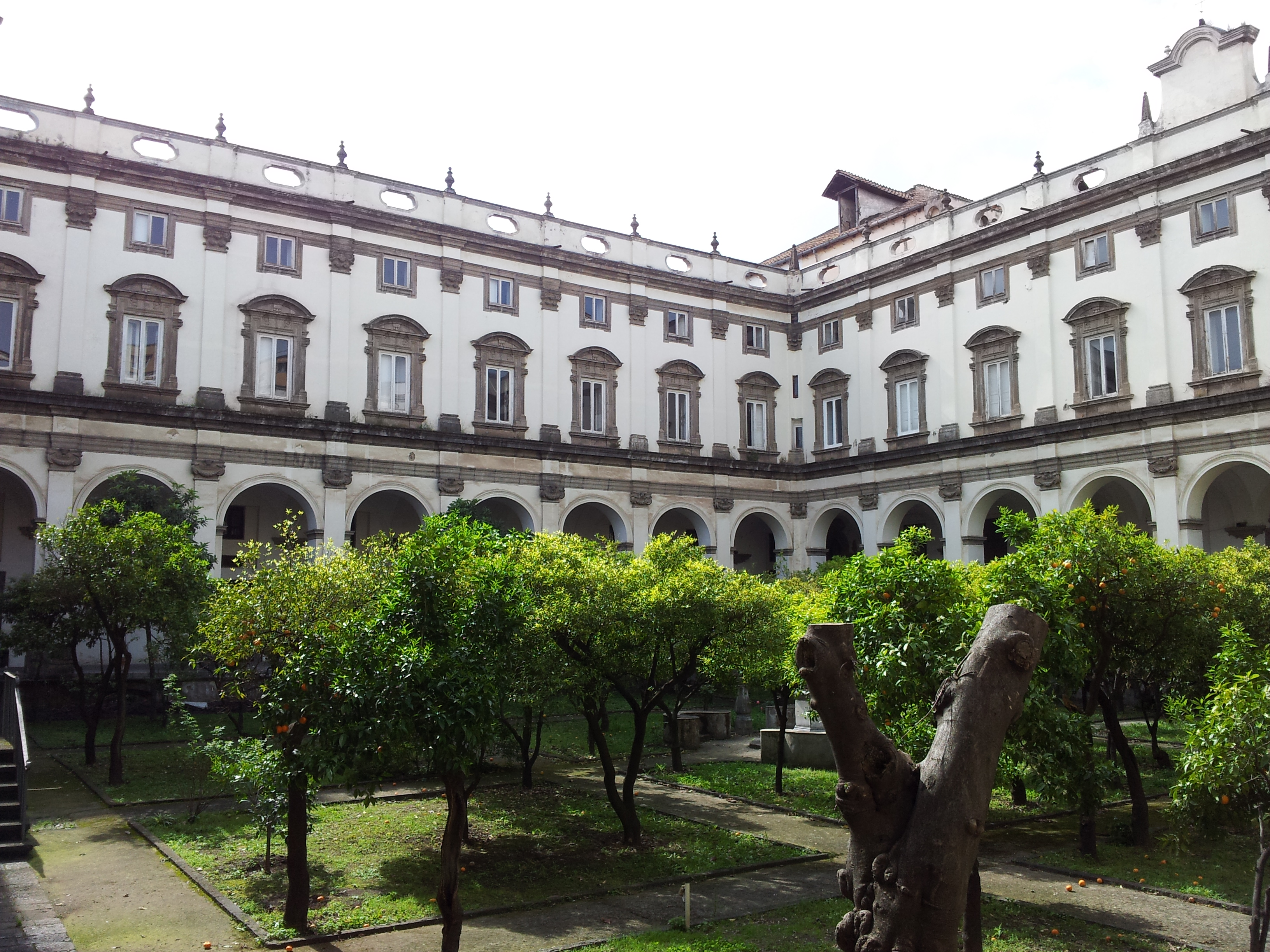
Complesso claustrale dei Girolamini, sede della biblioteca omonima.

Napoli possiede un archivio di Stato, istituito nel 1808 al fine di concentrare presso un'unica sede tutti gli antichi archivi del Regno di Napoli.
Sul territorio del comune sono attive 14 biblioteche civiche.
La biblioteca più antica della città — e seconda in Italia per anno di istituzione, dopo quella Malatestiana di Cesena — è la biblioteca dei Girolamini, aperta al pubblico nel 1586. La più grande, e terza nel paese per dimensioni, è invece quella Nazionale, aperta nel 1804 come "Reale biblioteca di Napoli" nel palazzo degli Studi. Le collezioni librarie furono ivi trasferite dalla Reggia di Capodimonte per volontà reale. Divenuta "Reale biblioteca borbonica" nel 1816, dopo l'unità d'Italia (1860) fu denominata "Biblioteca Nazionale".
Tra le altre biblioteche, archivi o raccolte della città si annoverano quella dell'Università di Napoli (BUN), del conservatorio di San Pietro a Majella, dell'Accademia di Belle Arti di Napoli della Fondazione Biblioteca Benedetto Croce, dell'Istituto Italiano per gli Studi Storici, della Società Napoletana di Storia Patria, della biblioteca Tarsia, della biblioteca del MANN, della biblioteca di storia dell'arte Bruno Molajoli, della biblioteca "Alfredo De Marsico" a Castel Capuano, l'emeroteca Tucci e la raccolta appartenente al citato archivio di Stato.

#### Ricerca

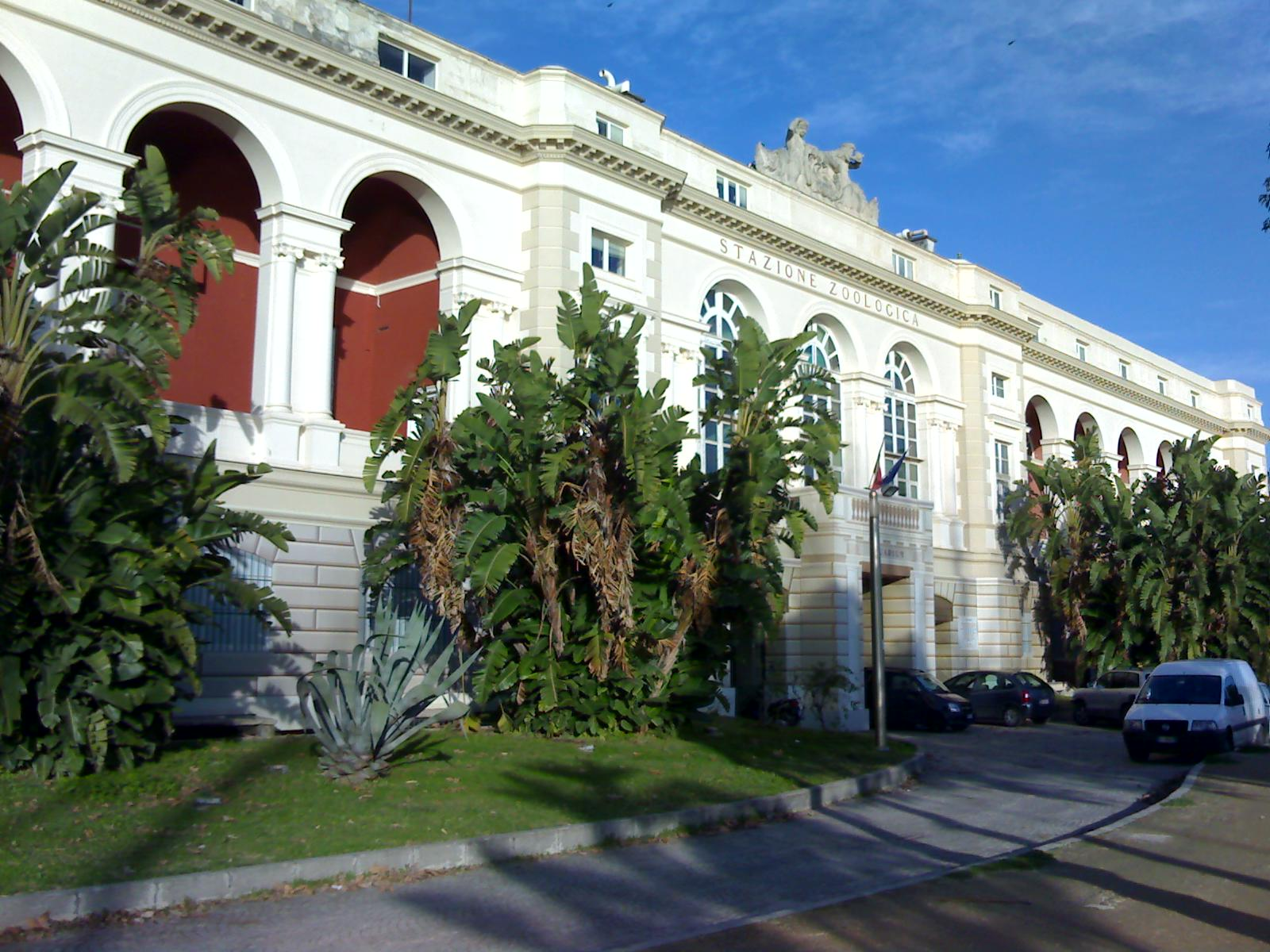
La Stazione zoologica Anton Dohrn, a Mergellina, comprende l'acquario più antico d'Italia.

La città ospita numerosi centri di ricerca di notevole importanza, di seguito alcuni tra i più rilevanti:
- la Stazione zoologica Anton Dohrn, sita all'interno della villa comunale, che comprende anche l'acquario più antico d'Italia e secondo più antico d'Europa (primo tra quelli ancora esistenti);
- l'European Marine Biological Resource Centre;
- l'IRCCS - Fondazione "Giovanni Pascale";
- l'SDN - Istituto di Ricerca Diagnostica e Nucleare;
- la sede operativa dell'Osservatorio Vesuviano, il più antico osservatorio vulcanologico del mondo;
- il Tigem (Telethon Institute of Genetics and Medicine), il Ceinge-Biotecnologie avanzate, l'Istituto di Ricerche sulla Combustione presso la Facoltà di Ingegneria dell'Università degli Studi di Napoli Federico II e diversi istituti del CNR;
- l'Osservatorio astronomico di Capodimonte;
- la Sezione di Napoli dell'INFN (Istituto Nazionale di Fisica Nucleare) con sede presso il complesso universitario di Monte Sant'Angelo;
- il Center for Advanced Biomaterials for Healthcare dell'IIT;
- l'Istituto Italiano per gli Studi Filosofici, accademia culturale e scientifica di rilevanza internazionale con sede nello storico palazzo Serra di Cassano;
- l'Istituto italiano per gli studi storici, fondato da Benedetto Croce, con sede a palazzo Filomarino;
- l'Accademia Pontaniana, sorta nel XV secolo a Napoli come libera iniziativa di uomini di cultura per coltivare le scienze, le lettere e le arti;
- la Società Nazionale di Scienze, Lettere e Arti;
- la Stazione Sperimentale per l'Industria delle Pelli e delle Materie Concianti, fondata nel 1885 per dare supporto tecnologico all'industria guantaria napoletana ed attuale centro di ricerca riconosciuto a livello internazionale per la chimica e la tecnologia conciaria;
- il Centro Studi "Gaetano Salvemini", istituto di ricerca storica e sociologica.

#### Scuole

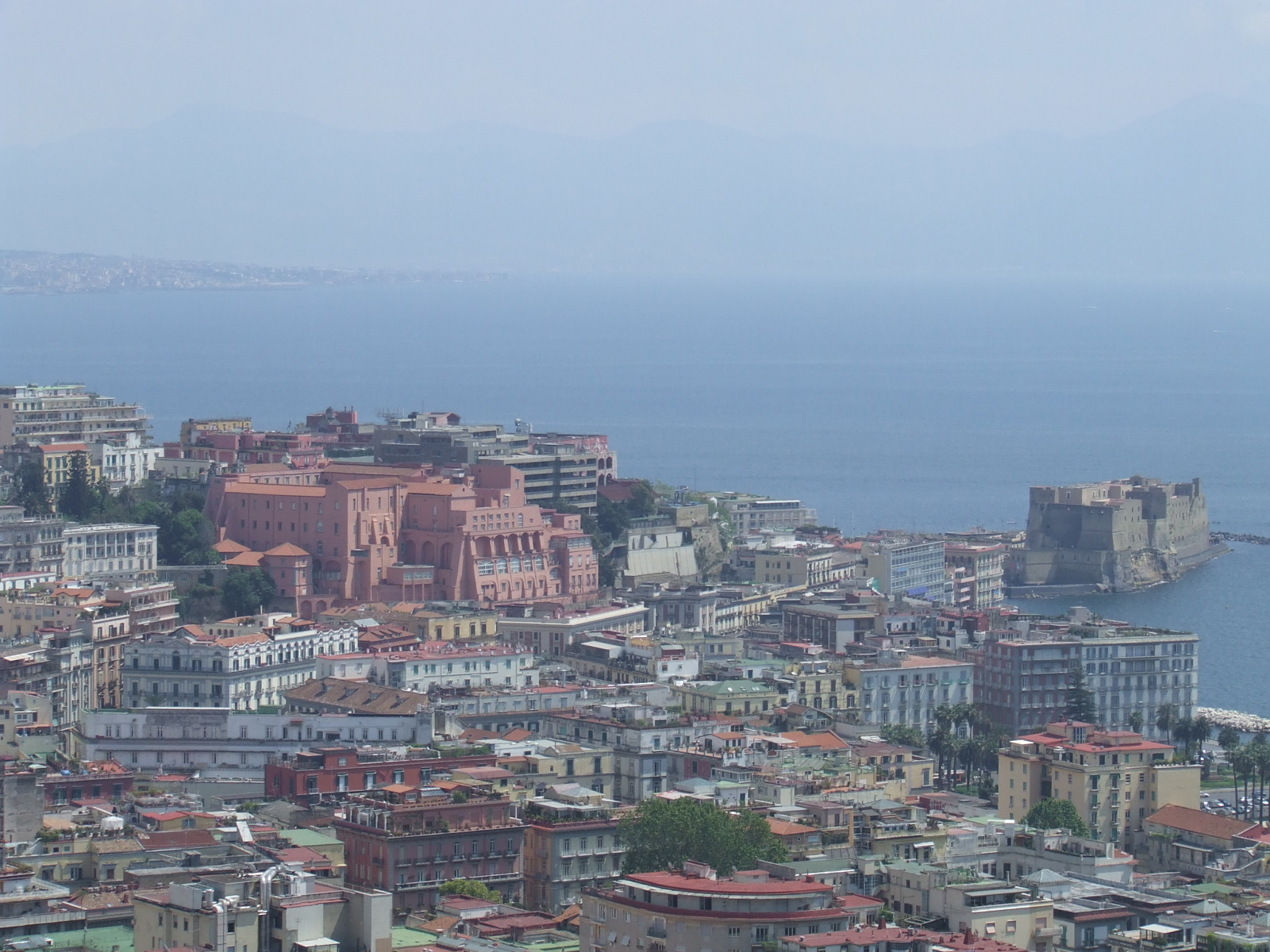
Complesso della Nunziatella, una delle prime scuole militari al mondo tra quelle ancora operative senza soluzione di continuità.

Data l'origine greca della città, la scuola napoletana ha radici illustri e molto antiche. Durante la successiva epoca romana era nota la sua scuola di osservanza epicurea.
Tra i più importanti istituti napoletani vi è senza dubbio la scuola militare "Nunziatella", uno dei più antichi istituti di formazione militare d'Italia e del mondo.
Nata nel 1787 per volere di re Ferdinando IV di Borbone con la denominazione di Real Accademia Militare, nel 2012 è stata eletta patrimonio culturale dei Paesi del Mediterraneo dall'Assemblea parlamentare del Mediterraneo (PAM). Situata a Pizzofalcone in via Generale Parisi, è stata fin dalle origini luogo di elevata formazione militare e civile. Ha avuto, tra professori e alunni, personalità del calibro di Francesco De Sanctis, Mariano d'Ayala, Carlo Pisacane, Enrico Cosenz e Vittorio Emanuele III. Tra i numerosi ex-allievi di prestigio, figurano anche altissimi gradi delle forze armate, presidenti del Consiglio, ministri, senatori e deputati del Regno delle Due Sicilie, del Regno d'Italia e della Repubblica Italiana, un presidente della Corte Costituzionale, nonché esponenti di assoluto rilievo del mondo culturale, politico e professionale italiano e internazionale, tra cui un vincitore del premio Sonning. La bandiera della scuola è decorata da una croce d'oro al merito dell'Arma dei carabinieri (2012) e da una medaglia di bronzo al valore dell'esercito (2008). I suoi ex-allievi hanno meritato 38 medaglie d'oro, 490 medaglie d'argento e 414 medaglie di bronzo al valor militare, 2 al valor civile e numerosi altri riconoscimenti al valore.
Altri istituti storici napoletani di rilievo sono i licei classici Umberto I, Jacopo Sannazaro, Vittorio Emanuele II, Giambattista Vico, Giuseppe Garibaldi e Adolfo Pansini; i licei scientifici Giuseppe Mercalli, Tito Lucrezio Caro, Arturo Labriola e Leon Battista Alberti; i licei statali Giuseppe Mazzini, Margherita di Savoia, Antonio Genovesi ed Elio Vittorini; l’Istituto d’arte "Filippo Palizzi", l’ISIS "Enrico De Nicola" e il Convitto Nazionale Vittorio Emanuele II.

#### Istituti per l'alta formazione
- Conservatorio musicale

Storica è la tradizione del Conservatorio di San Pietro a Majella, fondato nel 1826 come "Regio conservatorio di musica" a seguito della fusione di quattro preesistenti istituti, per volontà di Francesco II. Oggi si tengono insegnamenti relativi a tutti gli strumenti musicali ed è ospitato al suo interno un museo della musica.
- Accademia di Belle Arti

L'Accademia di Belle Arti di Napoli è nata nel 1752 per volere di Carlo III di Borbone. Ha ricoperto un ruolo importante nello sviluppo della pittura napoletana del XIX e XX secolo e, più nello specifico, nella formazione della scuola di Posillipo. Accoglie circa 4000 studenti (A.A. 2023/2024) ed è aperta anche alle matricole internazionali. La nuova dimensione universitaria e l'ampliamento degli indirizzi sta comportando un'ulteriore espansione del numero degli studenti. L'Accademia, si pone, al presente, l'ambizioso obiettivo di formare i nuovi quadri della produzione dell'immagine in breve, non solo, cioè, nel vasto ambito delle arti figurative ma anche per quel che concerne la creatività applicata all'uso dei nuovi media, della grafica, del design, del restauro dei beni culturali e della didattica dell'arte.
L'Accademia presenta inoltre un teatro, un'aula magna, una gipsoteca, una galleria museale e una biblioteca.
- Scuola Superiore della Magistratura

È stata istituita dalla cosiddetta riforma Castelli nel 2006. Ha sedi operative a Napoli, all'interno di Castel Capuano, e a Scandicci.

#### Università

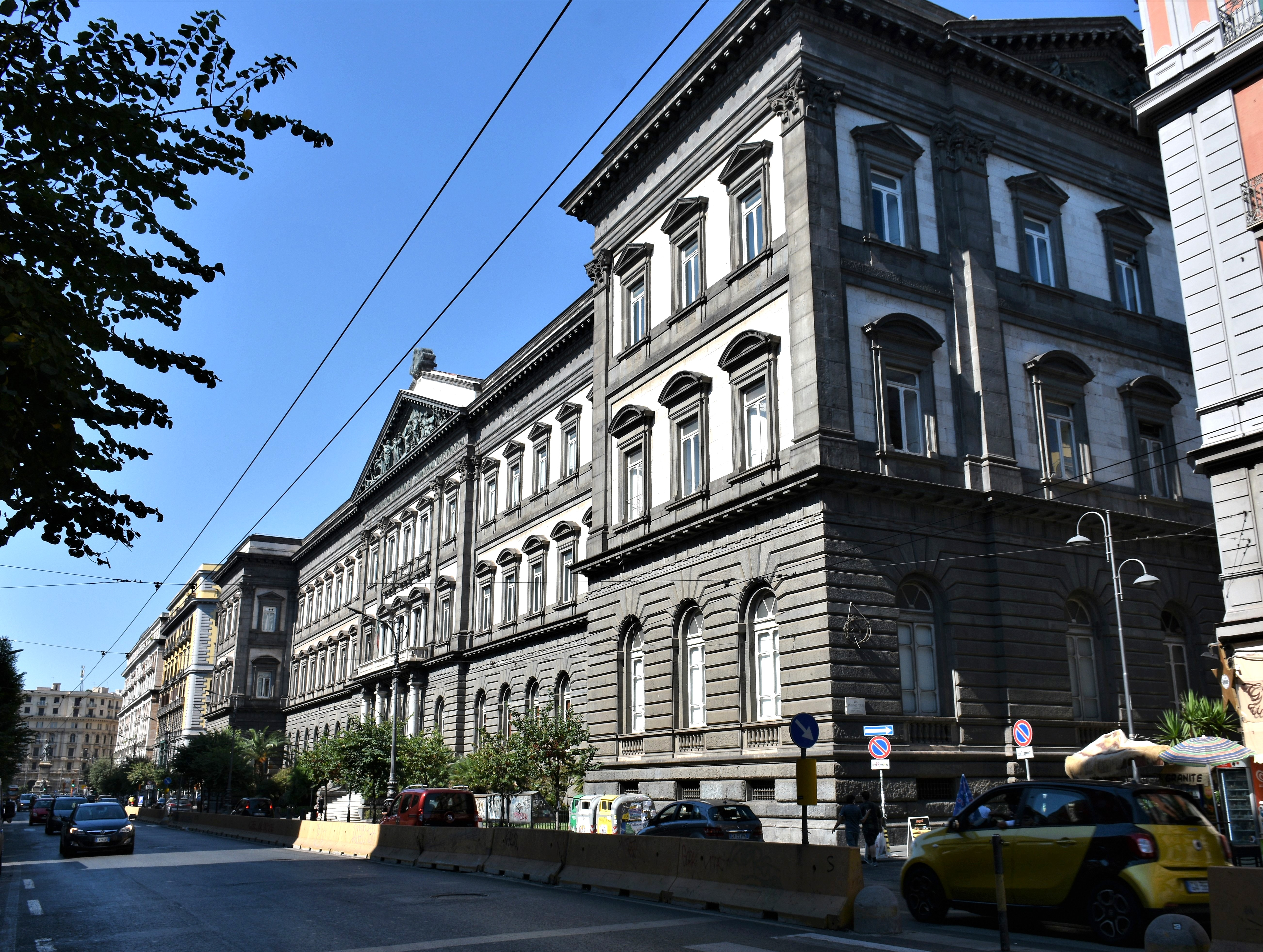
Sede delle facoltà di Giurisprudenza e Lettere/Filosofia alla Federico II.

A Napoli hanno sede l'Università degli Studi di Napoli "Federico II", primo ateneo al mondo istituito con provvedimento statale e laico, e l'Università degli Studi di Napoli "L'Orientale", prima università di studi sinologici ed orientalistici del continente europeo. La città conta complessivamente otto atenei.
Le università pubbliche di Napoli sono:
- l'Università degli Studi di Napoli "Federico II";
- l'Università degli Studi di Napoli "L'Orientale";
- l'Università degli Studi della Campania "Luigi Vanvitelli";
- l'Università degli Studi di Napoli "Parthenope";
- la Scuola Superiore Meridionale,[222] scuola superiore universitaria.

Università private:
- Pontificia facoltà teologica dell'Italia meridionale (PFTIM);
- Università degli Studi "Suor Orsola Benincasa".

Università private telematiche:
- Università telematica "Pegaso".

#### Musei

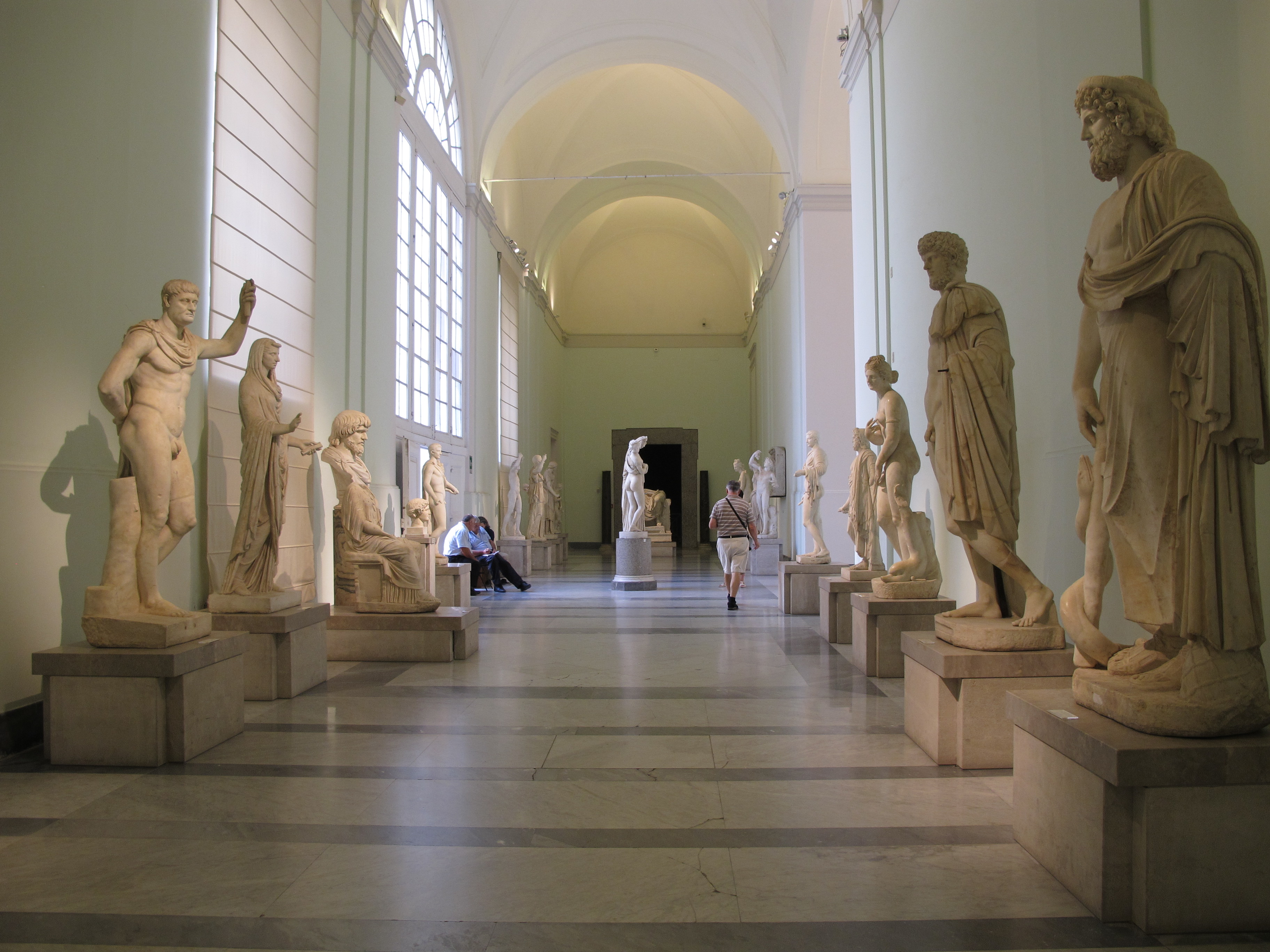
Museo archeologico nazionale, collezione Farnese.

Napoli, tra le grandi città d'arte italiane ed europee, vanta un'abbondante offerta museale con più di 60 siti museali visitabili nel solo territorio comunale.

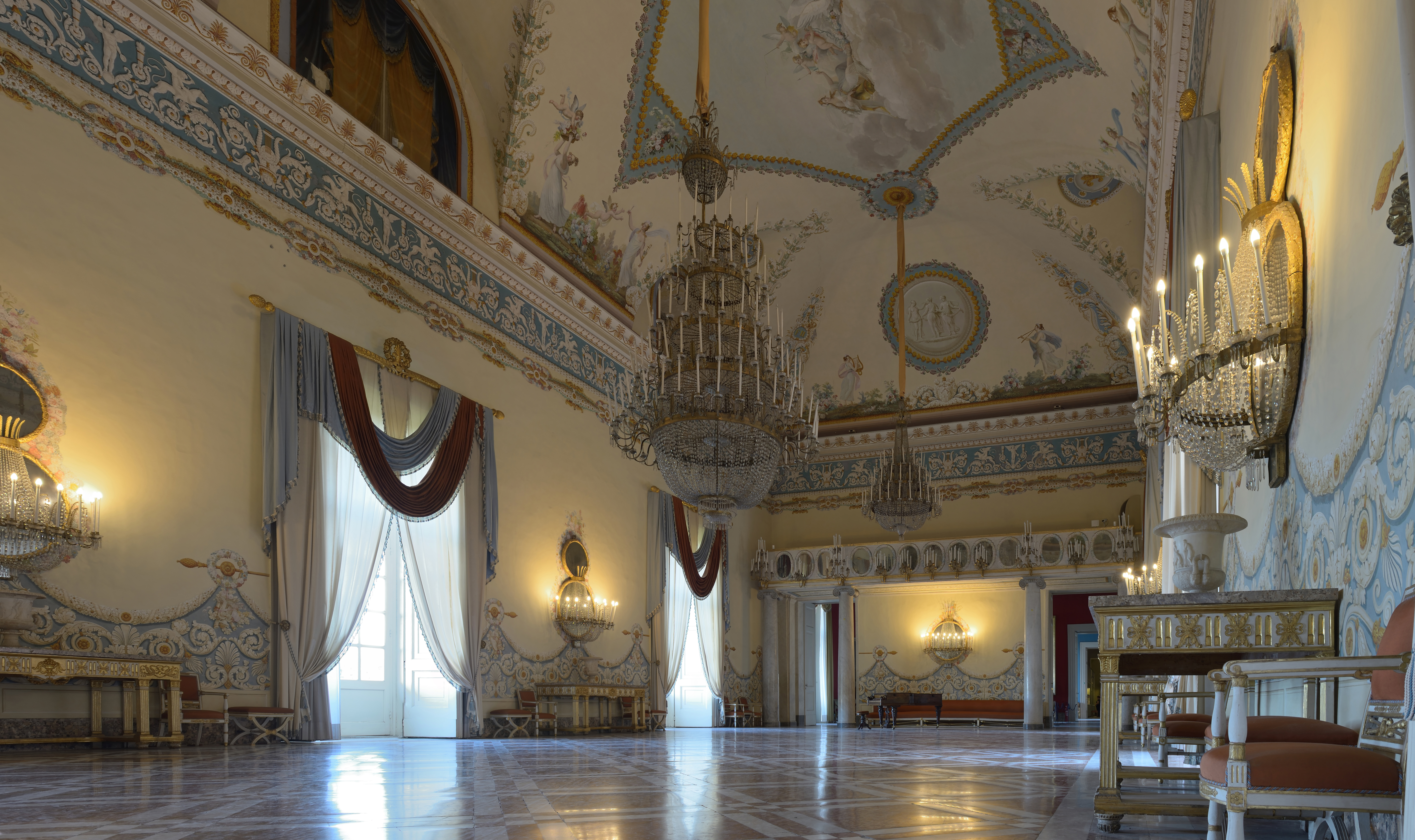
Il salone da ballo della reggia di Capodimonte.

I principali sono il Museo archeologico nazionale, ritenuto uno dei più importanti al mondo per la qualità e la quantità delle opere esposte, risalenti principalmente all'epoca greco-romana; il Museo nazionale di Capodimonte, sito nell'omonima reggia, che custodisce opere pittoriche dei più grandi maestri italiani dal Rinascimento al Barocco; il Museo nazionale di San Martino e il Palazzo Reale di Napoli.

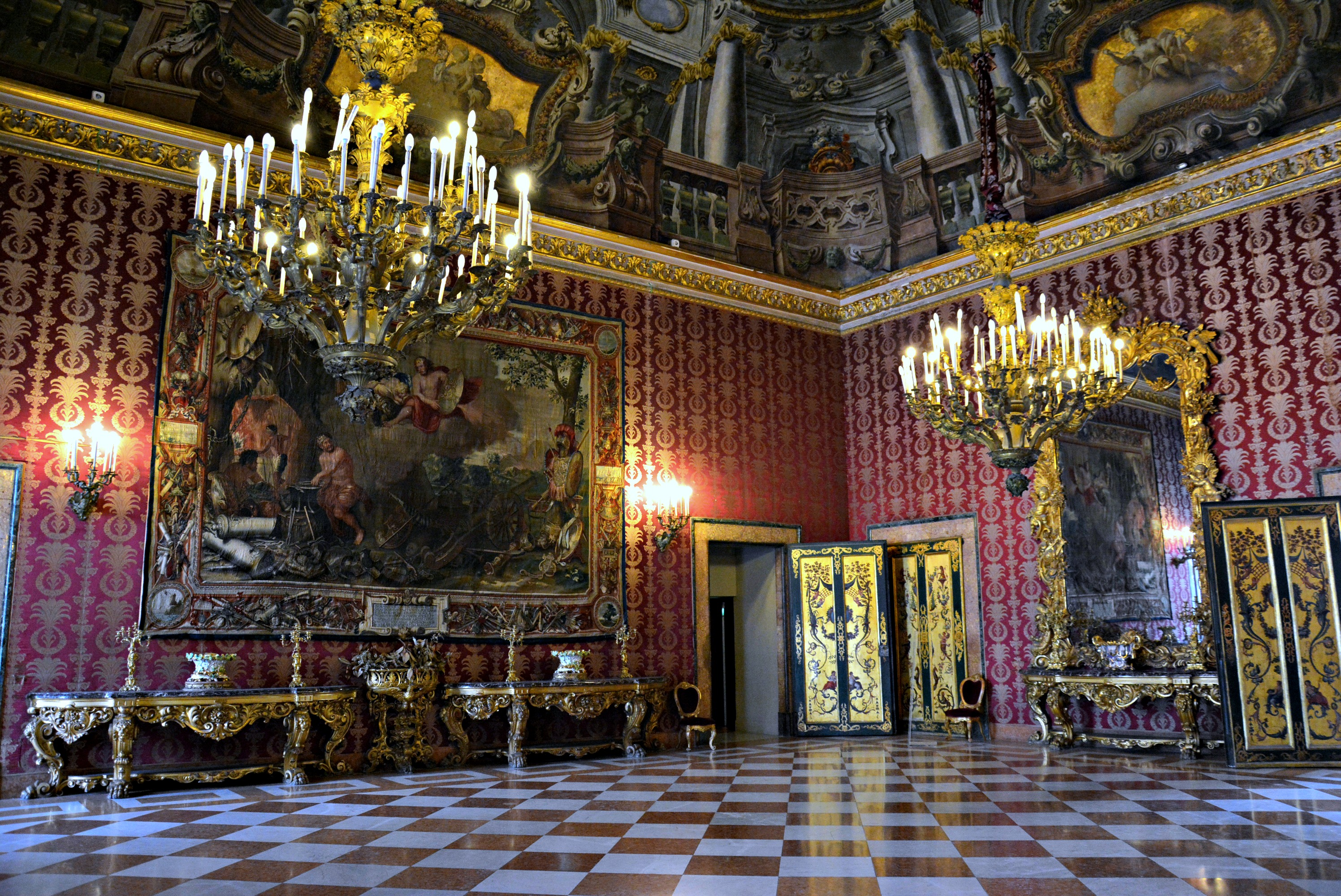
Una sala del palazzo Reale.

Tra gli altri musei di rilievo si annoverano il Pio Monte della Misericordia, la Quadreria dei Girolamini, il Museo del Tesoro di San Gennaro, il Museo nazionale della ceramica "Duca di Martina", il Museo del conservatorio di San Pietro a Majella, il MEMUS del teatro di San Carlo, la sede napoletana di Gallerie d'Italia nel Palazzo del Banco di Napoli, il Museo dell'Opera di San Lorenzo Maggiore e di Santa Chiara, il Museo diocesano, Villa Pignatelli, i musei civici Gaetano Filangieri e di Castel Nuovo, il Museo ferroviario di Pietrarsa, la Galleria dell'Accademia, Cappella Sansevero, il Palazzo delle Arti di Napoli e il Museo d'Arte Contemporanea Donnaregina (M.A.D.R.E.).
Da segnalare anche le Stazioni dell'arte, stazioni della metropolitana cittadina non concepite unicamente come semplici luoghi di transito, ma anche come spazi espositivi che ospitano opere di artisti di fama mondiale (come Joseph Kosuth, Mimmo Rotella, Mario Merz).

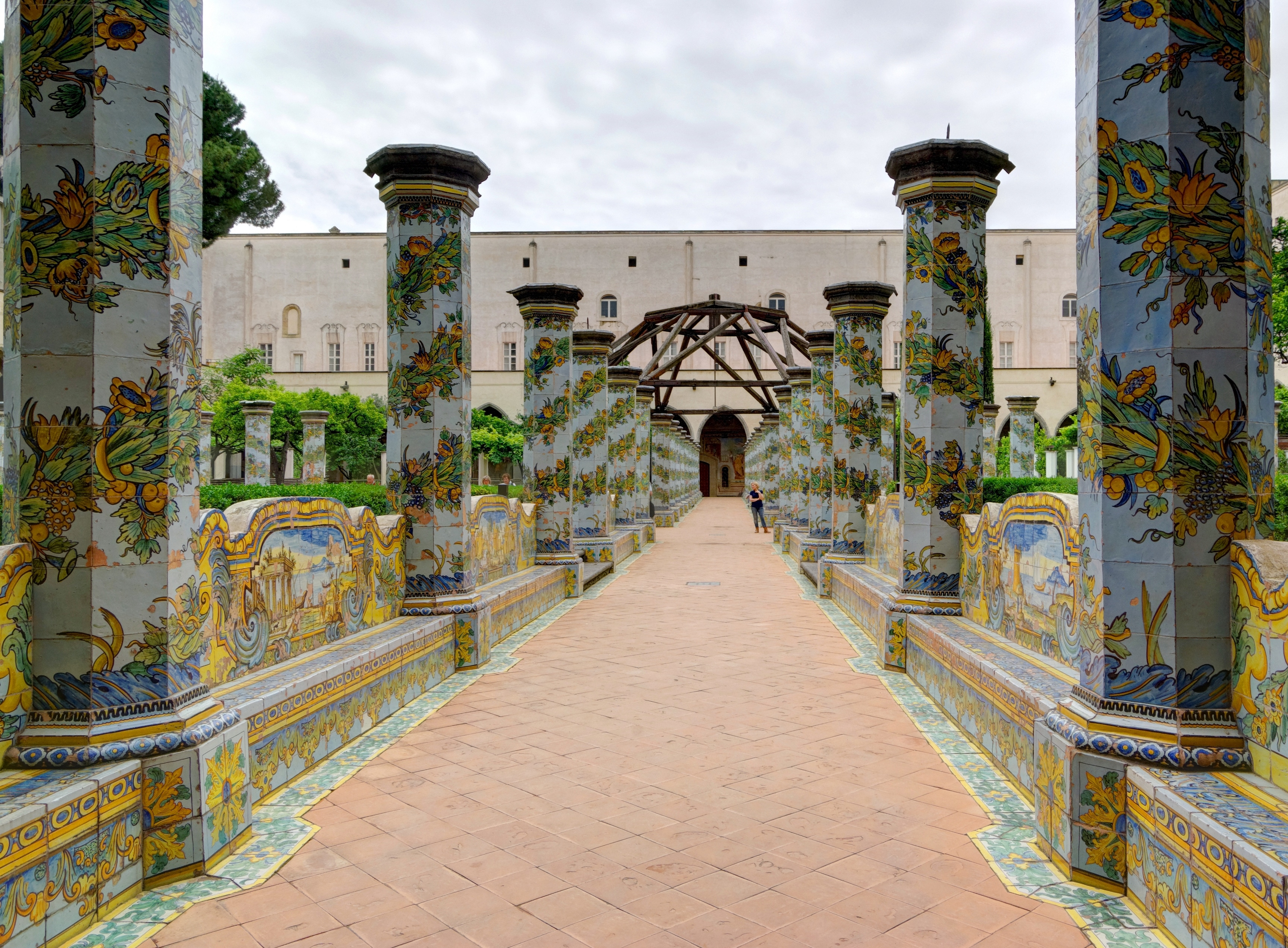
Chiostro maiolicato, parte del complesso del museo dell'Opera di Santa Chiara.

Tra i musei scientifici, oltre alla Stazione zoologica Anton Dohrn, di particolare interesse sono quelli che fanno parte del Centro musei delle scienze naturali e fisiche dell'Università degli Studi di Napoli "Federico II". Vi sono inoltre l'Osservatorio astronomico di Capodimonte e, presso l'Università degli Studi della Campania Luigi Vanvitelli, il Museo di anatomia umana.

### Media

#### Stampa
A Napoli fu fondato il primo quotidiano italiano: la prima edizione del Diario Notizioso, un giornale a carattere economico, fu stampata il 10 agosto 1759.
La città è anche sede di alcuni quotidiani anche a diffusione nazionale:
- Il Mattino, fondato nel 1892 da Edoardo Scarfoglio e Matilde Serao;
- Roma, il più antico quotidiano italiano post-unitario;
- Corriere del Mezzogiorno, tra le edizioni locali del Corriere della Sera
- Il Denaro

Tra le case editrici, si annoverano invece la Edizioni Scientifiche Italiane, la Guida Editori, la Pironti e La Canzonetta.

#### Radio
A Napoli, tra le emittenti radiofoniche nazionali, ha la sua sede centrale Radio Kiss Kiss, sesta tra le radio nazionali più ascoltate secondo i dati "TER" aggiornati al secondo semestre del 2024.

#### Cinema
I primi tentativi di cinema a Napoli risalgono al 1904, ma dal 1905 si iniziò a girare regolarmente grazie ai Roberto Troncone. Nel 1924-25 oltre un terzo dei lungometraggi italiani era prodotto a Napoli, spesso in dialetto. Il periodo pionieristico terminò con il fascismo, che puntò sullo sviluppo di Roma come centro unico del cinema nazionale: la centralizzazione e i costi più bassi portarono il trasferimento della produzione nella capitale, dove sorse Cinecittà.
Napoli mantiene tuttavia un ruolo centrale: nel 2024 vi sono stati girati 200 film e serie tv. Molti registi l’hanno scelta come set, sin dai fratelli Lumiere che nel 1898 vi girarono alcune delle loro prime riprese sul lungomare.

#### Televisione
A Napoli ha sede uno dei quattro centri di produzione televisiva e radiofonica della Rai. Sito in via Guglielmo Marconi, è teatro di numerosi programmi e produzioni televisive, tra cui la soap opera italiana più longeva, nonché la più seguita al mondo, Un posto al sole.

### Arte
Napoli ha ancor oggi un ruolo centrale nell'arte e nell'architettura italiana ed europea, essendo sede di eventi e mostre internazionali.

#### Architettura

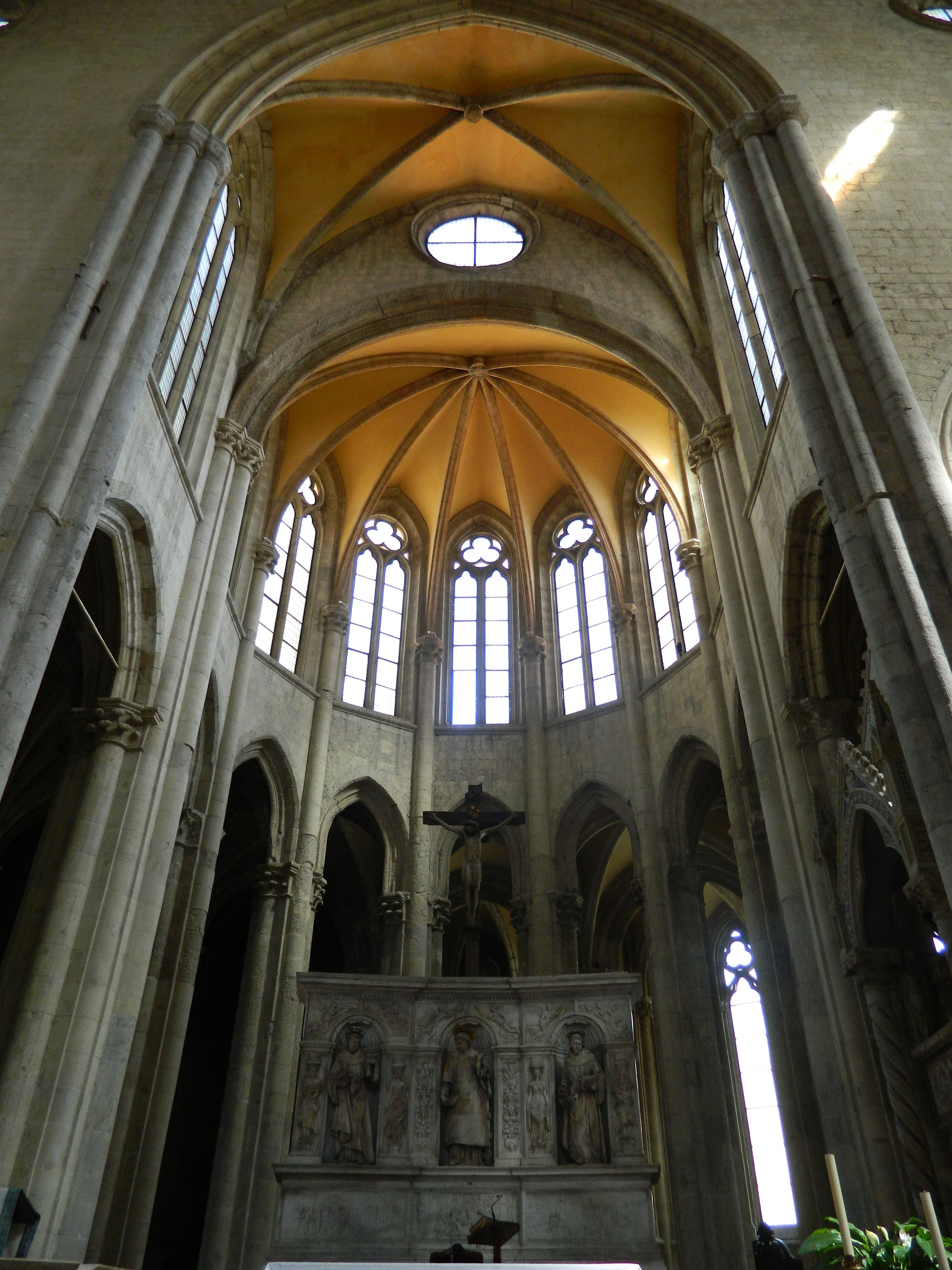
Basilica di San Lorenzo Maggiore, abside con deambulatorio in gotico francese.

La storia dell'architettura medievale napoletana, nelle sue forme più significative e ancora oggi ammirabili, ebbe inizio sostanzialmente sotto la dinastia degli Angioini, grazie alla quale sorsero le prime chiese in stile gotico della città, prevalentemente di matrice italiana e, in taluni casi — come in quello della basilica di San Lorenzo Maggiore, unicum in Italia — di stampo francese.

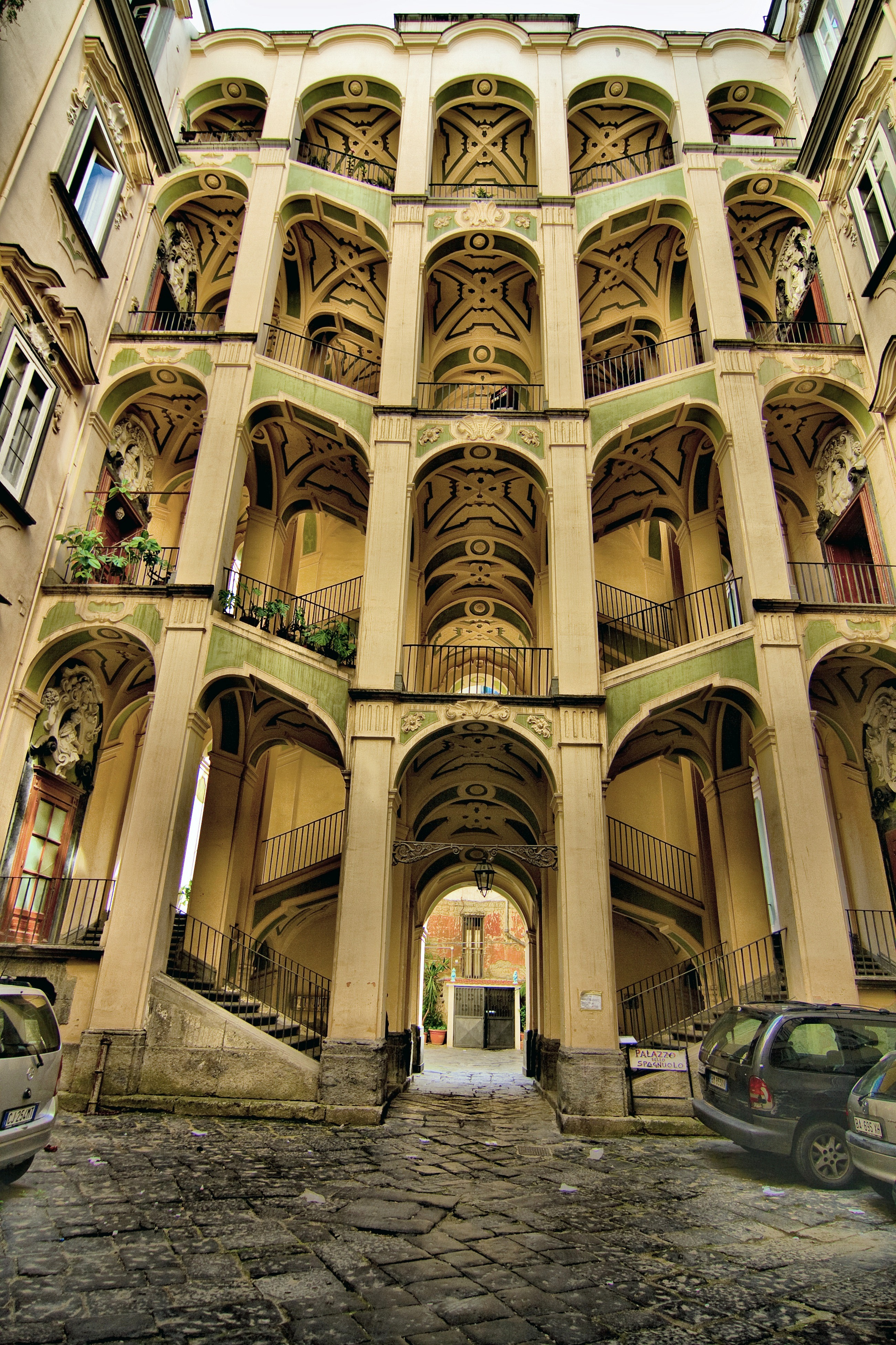
Lo scalone monumentale ad "ali di falco" del palazzo dello Spagnolo, architettura tipica del barocco napoletano.

Dopo il successivo periodo rinascimentale, si entrò nell'età dello sfarzoso barocco napoletano, periodo in cui l'architettura cittadina assunse maggior consapevolezza, mostrando i massimi punti di spessore qualitativo, apprezzabili nei rifacimenti delle facciate di palazzi preesistenti e nelle nuove edificazioni, che ebbero nei portali d'ingresso e negli scaloni monumentali gli elementi caratterizzanti dello stile architettonico locale. Data la particolare conformazione urbanistica della città, caratterizzata da strette vie che non davano la possibilità di edificare facciate di ampie vedute, il gusto artistico-architettonico partenopeo si focalizzò su particolari dell'edificio, come appunto il portale d'ingresso o lo scalone monumentale, che divennero simboli dell'architettura rinascimentale e barocca napoletana.

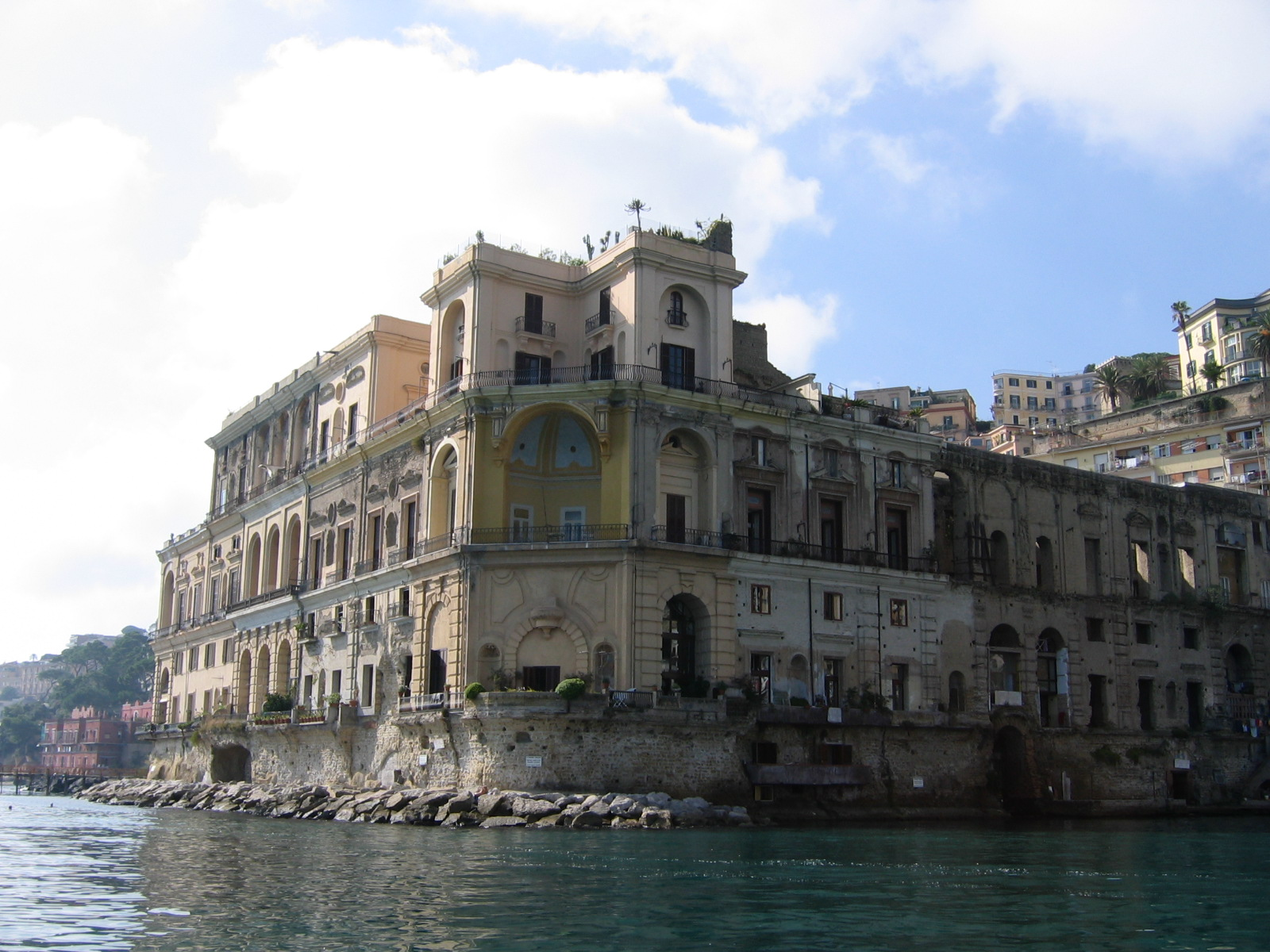
Palazzo Donn'Anna a Posillipo.

Se lo stile rinascimentale ed il successivo barocco furono il risultato di riletture locali di movimenti più ampi, pur raggiungendo livelli molto alti, nel corso del XVIII secolo Napoli fu un centro avanguardistico nel campo architettonico, avendo contribuito alla costituzione del modello neoclassico, nato grazie agli scavi archeologici di Ercolano e di Pompei e ai relativi studi.
Le nuove correnti industriali di fine Ottocento e inizio Novecento portarono ad elaborazioni eclettiche che sfociarono in adattamenti locali dell'art nouveau e del modernismo, caratterizzanti in particolar modo le nuove ville vomeresi.
Nei primi decenni del XX secolo nacque il liberty napoletano, mentre gli anni Trenta furono il periodo del razionalismo italiano. Una delle ultime grandi realizzazioni architettoniche fu la Mostra d'Oltremare, un complesso di 720000 m², inaugurato nel 1940 e ripristinato negli anni Cinquanta dagli stessi progettisti.
Tra gli architetti principali ad aver firmato opere cittadine si annoverano Luigi Vanvitelli, Ferdinando Fuga, Domenico Fontana, Cosimo Fanzago, Ferdinando Sanfelice, Domenico Antonio Vaccaro, Antonio Niccolini, Buono di Napoli, Marcello Piacentini, Lamont Young, Pier Luigi Nervi, Gae Aulenti, Kenzō Tange, Renzo Piano e Álvaro Siza.

#### Pittura
L'arte pittorica napoletana risale alla sua fondazione, ma non restano tracce apprezzabili del periodo greco, romano, normanno, svevo e bizantino. Le dominazioni straniere non permisero una scuola pittorica locale. Tra il XIV e il XVII secolo, artisti toscani come Pietro Cavallini, Giotto, Simone Martini e Giorgio Vasari favorirono l'emergere di pittori napoletani come Colantonio, Fabrizio Santafede e Giovanni Antonio Amato.
La Scuola pittorica napoletana nacque nel XVII secolo con Caravaggio, dando vita al caravaggismo. Lavorarono pittori come Jusepe de Ribera e Artemisia Gentileschi, e la città attrasse anche esponenti del rinascimento emiliano come Domenichino, Guido Reni e Giovanni Lanfranco. Tra i più noti del Seicento napoletano ci sono Battistello Caracciolo, Luca Giordano, Salvator Rosa e Aniello Falcone.

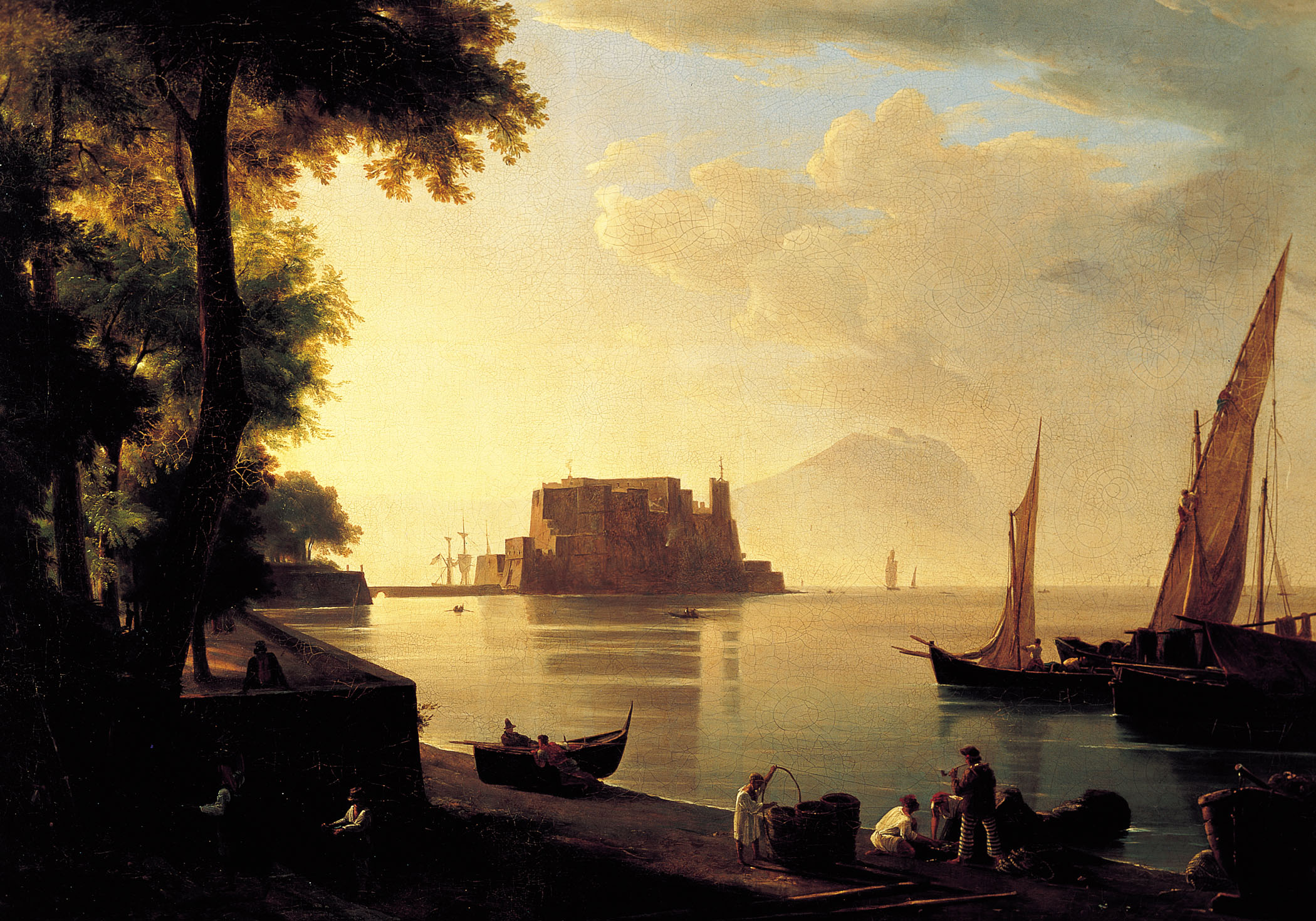
Castel dell'Ovo dalla spiaggia, Anton Sminck van Pitloo (Scuola di Posillipo).

Il Settecento continuò il tardo-barocco, con artisti come Francesco Solimena, Francesco De Mura e Fedele Fischetti, incaricato di affrescare palazzi nobiliari. Nel XIX secolo, la pittura napoletana, ispirata da John Constable e William Turner, divenne la scuola di Posillipo, con Anton Sminck van Pitloo e Giacinto Gigante come principali esponenti. L'Accademia di belle arti di Napoli fu il centro della scuola e influenzò artisti come Francesco Saverio Altamura, Gioacchino Toma, Domenico Morelli e Vincenzo Petrocelli.
Negli anni Ottanta, la Transavanguardia, con Mimmo Paladino e Francesco Clemente, segnò un nuovo capitolo per l'arte napoletana. Importante anche l'attività del gallerista Lucio Amelio, che allestì mostre di grande valore.

#### Scultura

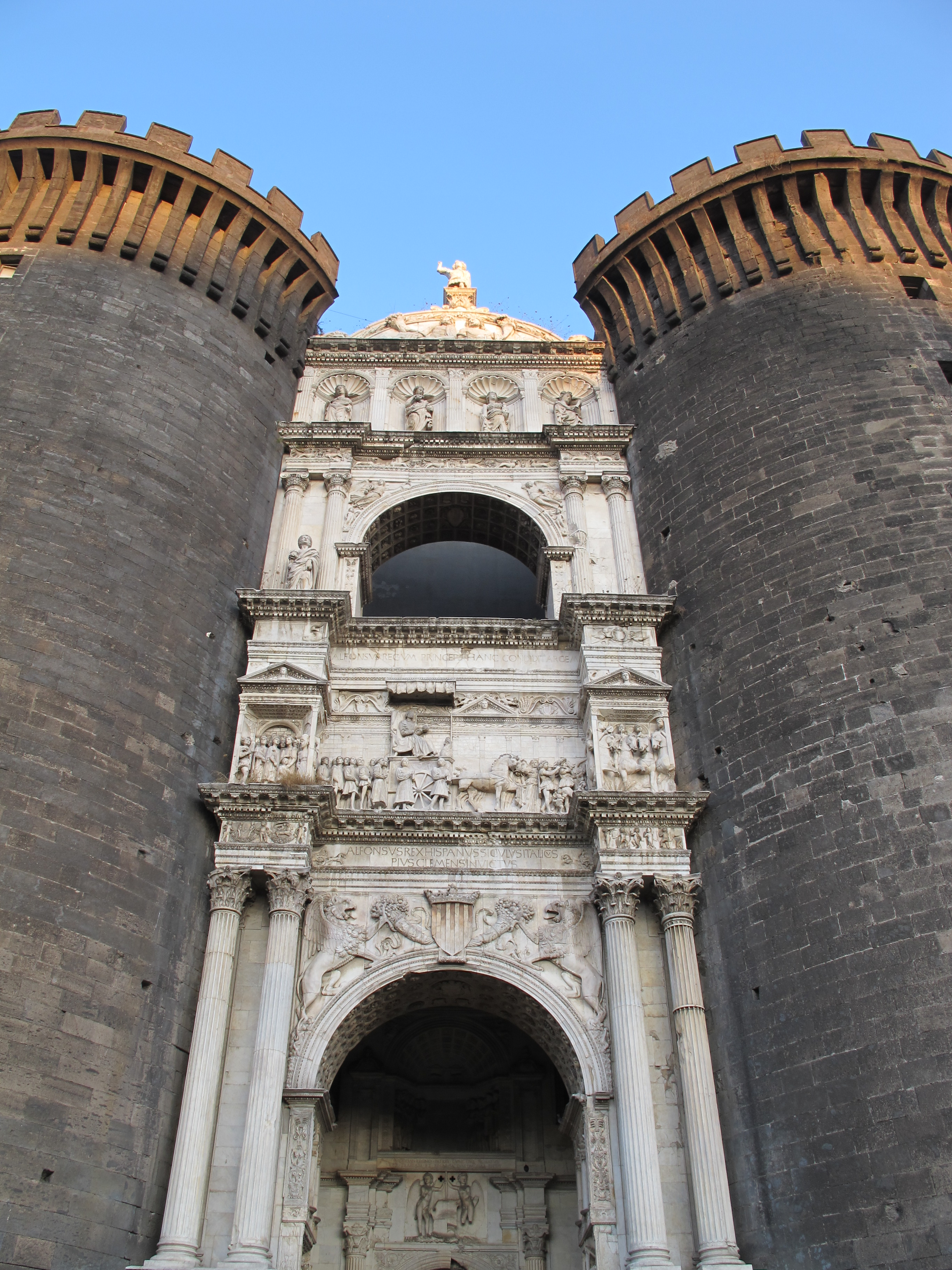
L'arco trionfale del Castel Nuovo, simbolo della scultura del rinascimento napoletano.

Il Quattrocento e il Cinquecento furono periodi floridi per la scultura napoletana. Con la realizzazione dell'arco trionfale del Castel Nuovo ad opera di Francesco Laurana (1452–1471), nacque un laboratorio artistico rinascimentale che diffuse innovazioni in tutto il regno, dando origine al clima dell'arco.
La chiesa di Santa Maria delle Grazie Maggiore a Caponapoli è considerata museo della scultura cinquecentesca per le numerose opere conservate. Tra gli scultori più noti: Giovanni da Nola, Giovanni Domenico D'Auria, Girolamo D'Auria e Gian Lorenzo Bernini, attivo però principalmente a Roma. Di rilievo anche le fontane di Napoli, con Pietro Bernini tra gli artefici.
Nel Seicento si ricordano gli obelischi di San Domenico e San Gennaro, opera di artisti come Francesco Antonio Picchiatti, Cosimo Fanzago e Dionisio Lazzari, autore di altari per varie chiese.
Nel Settecento si distinsero Domenico Antonio Vaccaro e Giuseppe Sanmartino, maestro della terracotta e del presepio. Nel 1753 realizzò il celebre Cristo velato, conservato nella cappella Sansevero, accanto a opere di Antonio Corradini (Pudicizia) e Francesco Queirolo (Disinganno).
Nel XIX secolo emersero Vincenzo Gemito e Tito Angelini, noti per busti e sculture bronzee, insieme alla Fonderia artistica Chiurazzi.
Oggi si segnala l’attività di Jago, che ha aperto il suo laboratorio nel rione Sanità.

#### Altre arti
Tra le numerose arti praticate in città, la porcellana di Capodimonte, il presepe napoletano e l’arte orafa emergono per tradizione storica e rinomanza internazionale.
L'origine della prima va fatta risalire al 1743, quando Carlo di Borbone fondò la Real Fabbrica di Capodimonte con l'intento di affrancarsi dalle produzioni straniere. I modellatori napoletani raggiunsero presto livelli di assoluta eccellenza, avviando una tradizione giunta sino ai giorni nostri.
L'origine del secondo è ancor più antica, considerando che il presepio a Napoli era già citato in un documento del 1025, conservato nella chiesa di Santa Maria del Presepe, anteriore quindi alla leggenda che vorrebbe il primo presepe realizzato da Francesco d'Assisi nel 1223. Nel corso dei secoli, l'arte del presepe si è intrecciata con il vissuto e l'immaginario napoletano sia colto, che popolare. Il periodo di massimo splendore risale all'epoca borbonica, durante la quale raggiunse le più alte vette artistiche. Luogo focale della tradizione presepiale è via San Gregorio Armeno, lungo la quale si allineano botteghe attive tutto l'anno. Da ricordare, come importante esponente di ambedue le arti, il pittore e modellatore Francesco Celebrano.
Altra antica tradizione napoletana è legata all'oreficeria: arte nella quale si distinsero Carlo Giuliano, Enrico Fiore, Eugenio e Luigi Avolio, che raggiunse l'eccellenza scolpendo l'argento.
Artigiani napoletani si distinsero anche nella trasformazione del carapace delle tartarughe in un materiale pregiato, decorato con oro, argento, avorio, madreperla, lacca e smalto. L'artista più celebrato fu Giuseppe Serao, che lavorò per la famiglia reale borbonica. Le opere d'arte napoletane in carapace sono esposte in molti musei: la più ricca collezione è conservata nella Galleria Kugel di Parigi.
Antica arte tramandata da sapienti artigiani è altresì quella della cartapesta: i burattini napoletani sono ricercati da collezionisti provenienti da ogni continente.
Spazio a sé stante meritano fotografia e fotogiornalismo, che a Napoli hanno probabilmente toccato le vette massime con Mimmo Jodice e Riccardo Carbone.

### Teatro

#### Opera napoletana

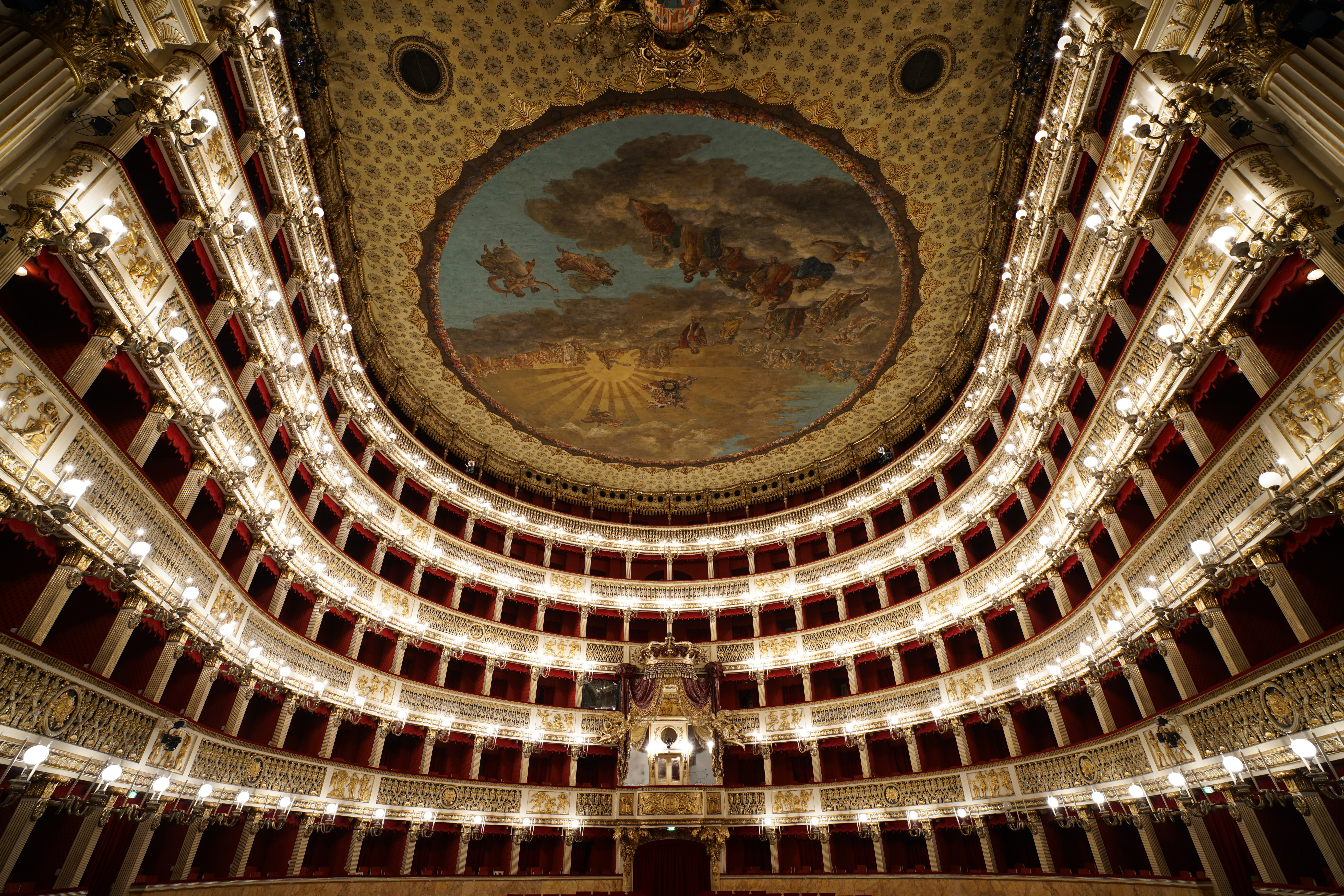
Teatro di San Carlo.

Il teatro è una delle più antiche e conosciute tradizioni artistiche della città: già l'imperatore Nerone si esibiva, nel I secolo d.C., sul palco del teatro romano di Neapolis.
Il secolo d'oro fu tuttavia il XVIII, durante il quale furono edificati in città numerosi teatri, tra i quali il già menzionato San Carlo. Napoli era considerata la capitale della musica, anche in virtù dello straordinario fermento dato dal conservatorio cittadino che contribuiva allo sviluppo della scuola musicale napoletana.
Allo stato attuale Napoli vanta un'ampia offerta teatrale potendo, tra gli altri, annoverare nel proprio patrimonio, oltre al Real teatro di San Carlo, il Mercadante, il Bellini, il San Ferdinando, l'Augusteo, il Sannazaro, il Teatrino di corte, il Trianon e il Salone Margherita.

#### Teatro napoletano
Pulcinella (in figura interpretato da Eduardo De Filippo) è la maschera napoletana per eccellenza, le cui origini sono state a lungo dibattute. Sulla scorta dei più recenti studi archeologici e filologici, è tuttavia possibile affermare che essa è di origine Osca e trae le proprie radici dal personaggio di Maccus, protagonista delle antiche farse Atellane.
I tratti caratteriali della maschera, che divenne protagonista della commedia dell'arte, furono codificati a Napoli nel XVI secolo dall'attore Silvio Fiorillo, mentre il suo costume moderno fu opera di Antonio Petito. Pulcinella ha la caratteristica di vivere di forti contrasti: è furbo e insolente, saggio e ingenuo, servo e gentile, vigliacco e spudorato.
Il teatro napoletano, stricto sensu, nasce nel XV secolo con le opere celebrative di Jacopo Sannazaro alla corte aragonese.
I principali attori e autori del XIX e XX secolo furono Antonio Petito, Raffaele Viviani, Vincenzo Torelli, Roberto Bracco, Nino Taranto, Totò, Pupella Maggio, Eduardo Scarpetta (ideatore della "mezzamaschera" di Felice Sciosciammocca) e i suoi figli: Eduardo, Titina e Peppino De Filippo.
Eduardo De Filippo è senza dubbio tra i maggiori nomi del teatro novecentesco, in quanto padre di una tradizione divenuta universale. Intraprese un'originale attività di scrittura e recitazione teatrale, volta a portare sul palcoscenico l'anima di Napoli e dei suoi abitanti, attraverso cui evidenziare i caratteri fondamentali dell'umanità e della società contemporanea. Tra le sue commedie principali ricordiamo Napoli milionaria!, Il sindaco del rione Sanità, Gli esami non finiscono mai, Natale in casa Cupiello, Le voci di dentro, Filumena Marturano e Questi fantasmi!. Le opere di Eduardo sono sovente riprodotte attraverso riproposizioni cinematografiche o teatrali.
Tra gli autori di epoca successiva, notevoli Roberto De Simone, Peppe Barra, Vincenzo Salemme, Toni Servillo e il trio comico cabarettistico de La Smorfia composto da Enzo Decaro, Lello Arena e Massimo Troisi.

### Musica

#### Composizione
Originata da una tradizione orale secolare, la musica napoletana assunse forma aulica nell'ambito della polifonia sacra e profana, tra il XV secolo e il XVII secolo.
L'evoluzione fu possibile grazie ai quattro prestigiosi conservatori di Santa Maria di Loreto, della Pietà dei Turchini, di Sant'Onofrio a Capuana e dei Poveri di Gesù Cristo, nei quali si formarono importanti compositori che contribuirono considerevolmente allo sviluppo dell'opera e diedero origine alla scuola musicale napoletana. Quest'ultima si espresse in musicisti di livello eccelso come Alessandro e Domenico Scarlatti, Giovanni Battista Pergolesi, Nicola Porpora, Domenico Cimarosa e Giovanni Paisiello.
La qualità e la quantità della musica prodotta a Napoli durante il periodo del classicismo è esemplificata da una lettera che il padre Leopold scrisse al figlio Wolfgang Amadeus Mozart nel 1778, nella quale egli comparava favorevolmente la scena operistica di Napoli a quella di Parigi relativamente alle possibilità di emergere per un giovane compositore.
Nel 1808, i quattro conservatori della città furono unificati nel conservatorio di San Pietro a Majella, dal quale passarono personalità quali Ruggero Leoncavallo, Riccardo Muti, Sergio Fiorentino, Vincenzo Bellini, Saverio Mercadante, Aldo Ciccolini, Salvatore Accardo, Bruno Canino, Nicola Antonio Zingarelli e Roberto De Simone.
Tra i librettisti sono notevoli le figure di Salvadore Cammarano, il più importante del periodo romantico, e Andrea Leone Tottola. Tra i direttori d'orchestra di rilievo spicca, invece, il già citato Riccardo Muti. Fra i cantanti lirici si ricordano Maria Borsa ed Enrico Caruso, considerato uno dei più grandi tenori di tutti i tempi.

#### Canzone napoletana
La canzone napoletana si radica in secoli di storia, con forte tradizione orale. Tra le forme più antiche ci sono la tarantella napoletana e la tammurriata.

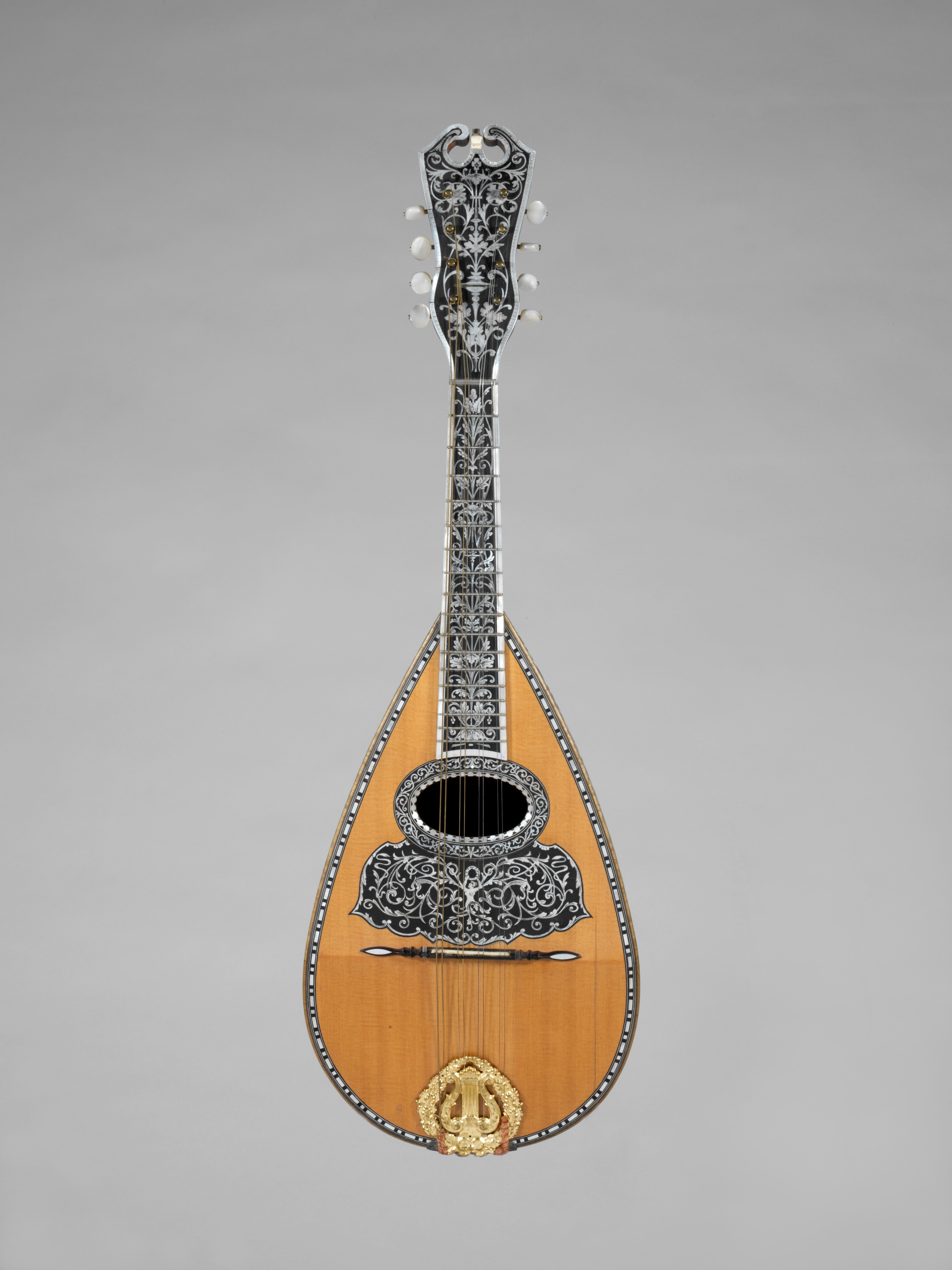
Il mandolino napoletano, strumento simbolo della tradizione musicale di Napoli.

Nel XIX e XX secolo, la canzone napoletana classica ha raggiunto grande fama grazie alle feste di Piedigrotta e ai festival canori. Tra i suoi autori, Ernesto Murolo, Libero Bovio, Vincenzo Russo e Salvatore Di Giacomo. Il tenore Enrico Caruso divenne simbolo della musica napoletana nel mondo.
Nel dopoguerra, alcuni artisti come Roberto Murolo e Aurelio Fierro hanno continuato la tradizione, mentre altri come Peppino di Capri e Massimo Ranieri hanno sperimentato nuove contaminazioni. Il contatto con musicisti statunitensi portò alla nascita di un nuovo ramo musicale, rappresentato da Renato Carosone.
Numerosi cantautori hanno contribuito alla tradizione, tra cui Giuseppe Di Stefano, Domenico Modugno, Dalida, Renzo Arbore e l'Orchestra Italiana. Dal 2016, l'Archivio Sonoro della Canzone Napoletana, presso la Casina Pompeiana a Napoli, conserva questa eredità musicale.
La musica napoletana si è evoluta includendo nuovi generi, dal progressive rock degli Osanna al soul di James Senese ed Enzo Avitabile, e al cantautorato di Edoardo ed Eugenio Bennato. A partire dagli anni '80, è nato il "neomelodico" con Nino D'Angelo come pioniere, mentre negli anni 2020, il rapper Geolier ha ottenuto un grande successo al Festival di Sanremo 2024 con I p' me, tu p' te.
Un altro fenomeno significativo è la sceneggiata napoletana, sviluppatasi grazie a figure come Nino Taranto e Mario Merola.
Oggi la scena musicale partenopea include anche il reggae/dub degli Almamegretta, Bisca, 99 Posse, Clementino e Liberato.

### Letteratura
Nell'era dell'Impero romano, a Napoli soggiornarono i poeti Orazio e Virgilio. Quest'ultimo, in particolare, durante il periodo partenopeo compose parte delle sue più importanti opere: le Bucoliche, le Georgiche e l'Eneide.
Il Trecento fu invece il secolo dell'Umanesimo, movimento culturale nato in Italia e che proprio in Napoli ebbe uno dei suoi maggiori centri. Risiedettero in città e vi realizzarono feconde produzioni Francesco Petrarca e Giovanni Boccaccio. In Giovanni Pontano fu riconosciuta una delle più rilevanti personalità dell'Umanesimo napoletano, definizione questa attribuitagli da un altro illustre umanista partenopeo, Jacopo Sannazaro. Quest'ultimo, nel corso del Quattrocento e fino ai primi decenni del Cinquecento, fu protagonista nella scena letteraria italiana ed europea, componendo capolavori, tra i quali il poema dell'Arcadia, da cui deriverà il nome dell'omonima accademia romana. Antonio Beccadelli, verosimilmente nel 1443, fondò a Napoli l'Accademia Alfonsina, poi ribattezzata Pontiniana in onore di Giovanni Pontano che, succeduto al Panormita alla guida del sodalizio, seppe dargli una struttura solida.
Tra i maggiori poeti del Cinquecento, figura Torquato Tasso, nato nella vicina Sorrento. Autore, tra le opere principali, della Gerusalemme liberata, pubblicata integralmente nel 1581, è annoverato tra i maggiori autori dell'età della Controriforma.
L'epoca barocca, a cavallo tra il XVI e il XVII secolo, fu invece il periodo di Giambattista Basile e Giulio Cesare Cortese, i quali posero le basi della letteratura in lingua napoletana. Nella prima metà del Seicento fu altresì istituita l'Accademia degli Oziosi, luogo di incontro tra intellettuali napoletani e spagnoli, tra i quali si annoverano Francisco de Quevedo e Tommaso Campanella.
L'Ottocento fu caratterizzato da un altro illustre arrivo in città, quello di Giacomo Leopardi, che qui compose, poco prima di morire, alcuni dei suoi più celebri poemi: La ginestra e le Paralipomeni della Batracomiomachia.
Tra l'Ottocento e il Novecento nacquero le prime poesie in napoletano che, utilizzate spesso come testi di canzoni, diedero origine alla canzone classica napoletana. Furono infatti gli anni di E.A. Mario, Salvatore Di Giacomo, Libero Bovio ed Ernesto Murolo. Tra i poeti vi furono anche Eduardo De Filippo e Totò, icone del teatro.
Tra i principali scrittori napoletani moderni: Matilde Serao, Raffaele La Capria, Ermanno Rea, Luciano De Crescenzo, Erri De Luca, Diego De Silva ed Elena Ferrante, inclusa nel 2016 da Time tra le 100 persone più influenti.

### Filosofia
Fra l'80 e il 40 a.C. Napoli fu un importante centro culturale della civiltà romana. L'epicureismo trovò nella città terreno fertile per prosperare, lontano dalla vita frenetica della capitale imperiale. Vi insegnarono il giordano Filodemo di Gadara e l'asiatico Sirone, che ebbe come allievi anche Quinto Orazio Flacco e il giovane Publio Virgilio Marone.
Il più importante pensatore medioevale operante a Napoli fu il teologo san Tommaso d'Aquino, il quale visse nel convento di San Domenico. San Tommaso fu in particolare esponente di primissimo piano della filosofia scolastica ed elaboratore della visione tomistica.
Punto focale della filosofia napoletana del XVI secolo fu invece Giordano Bruno, il quale elaborò una teologia dove Dio è intelletto e ordinatore di tutto ciò che è in natura, ma è nello stesso tempo Natura stessa divinizzata, in un'inscindibile unità panteistica di pensiero e materia.
Nel vivace ambiente culturale napoletano del XVIII secolo emerse la personalità di Giambattista Vico, esponente di spicco dell'Accademia degli Investiganti. Egli delineò i tratti di una nuova attività culturale basata non soltanto sulla ragione, ma anche sull'estro, sui sentimenti e l'ingegno, del tutto in contrasto col pensiero cartesiano. Sulla stessa linea, ed in parte influenzato dalle impostazioni neoplatoniche di Shaftesbury, si muoverà il suo sodale Antonio Genovesi, che nel 1754 divenne titolare della prima cattedra di economia ("Meccanica e Commercio") di cui si abbia notizia in Europa.
Il giurista lucano Mario Pagano, personalità di spicco dell'illuminismo italiano, sarà invece l'iniziatore della «scuola storica napoletana del diritto», nonché precursore del positivismo.
Il più alto esponente del pensiero filosofico tra l'Ottocento e il Novecento partenopeo fu invece Benedetto Croce, abruzzese di origini e napoletano di adozione, principale ideologo del liberalismo novecentesco italiano ed esponente di spicco dello storicismo. Espressione moderna dello studio della filosofia a Napoli è l'Istituto Italiano per gli Studi Filosofici, che raccoglie circa 300000 volumi ed è stato definito dall'UNESCO come "senza pari al mondo".
In epoca contemporanea è stato rilevante, infine, l'apporto al pensiero filosofico di Aldo Masullo.

### Scienza
A Napoli ha avuto origine la moderna specializzazione della vulcanologia, anche in funzione della prossimità della città a vulcani. Nel solco delle prime osservazioni dell'inglese William Hamilton, e grazie all'opera del fisico Macedonio Melloni, nel 1841 fu costruito l'Osservatorio vesuviano, il primo istituto per l'osservazione di fenomeni vulcanologici al mondo.
Di notevole spessore la scuola matematica napoletana, che nel XVIII secolo ha annoverato personalità come Nicola Fergola, oltre ai suoi allievi Felice Giannattasio, Carlo Forti, Pietro Schioppa, Francesco Bruno, Luigi Telesio, Vincenzo Flauti, Giuseppe Scorza e soprattutto Annibale Giordano, il quale nel 1787 pubblicò una generalizzazione del "problema di Pappo" (o di Castillon). Nel XX secolo, la scuola è stata incentrata prevalentemente sulla figura di Renato Caccioppoli, al quale si deve un decisivo impulso allo sviluppo dell'analisi matematica in Italia. Altri importanti studiosi furono i suoi allievi Carlo Miranda, Mario Curzio, Renato Vinciguerra, Donato Greco e don Savino Coronato.

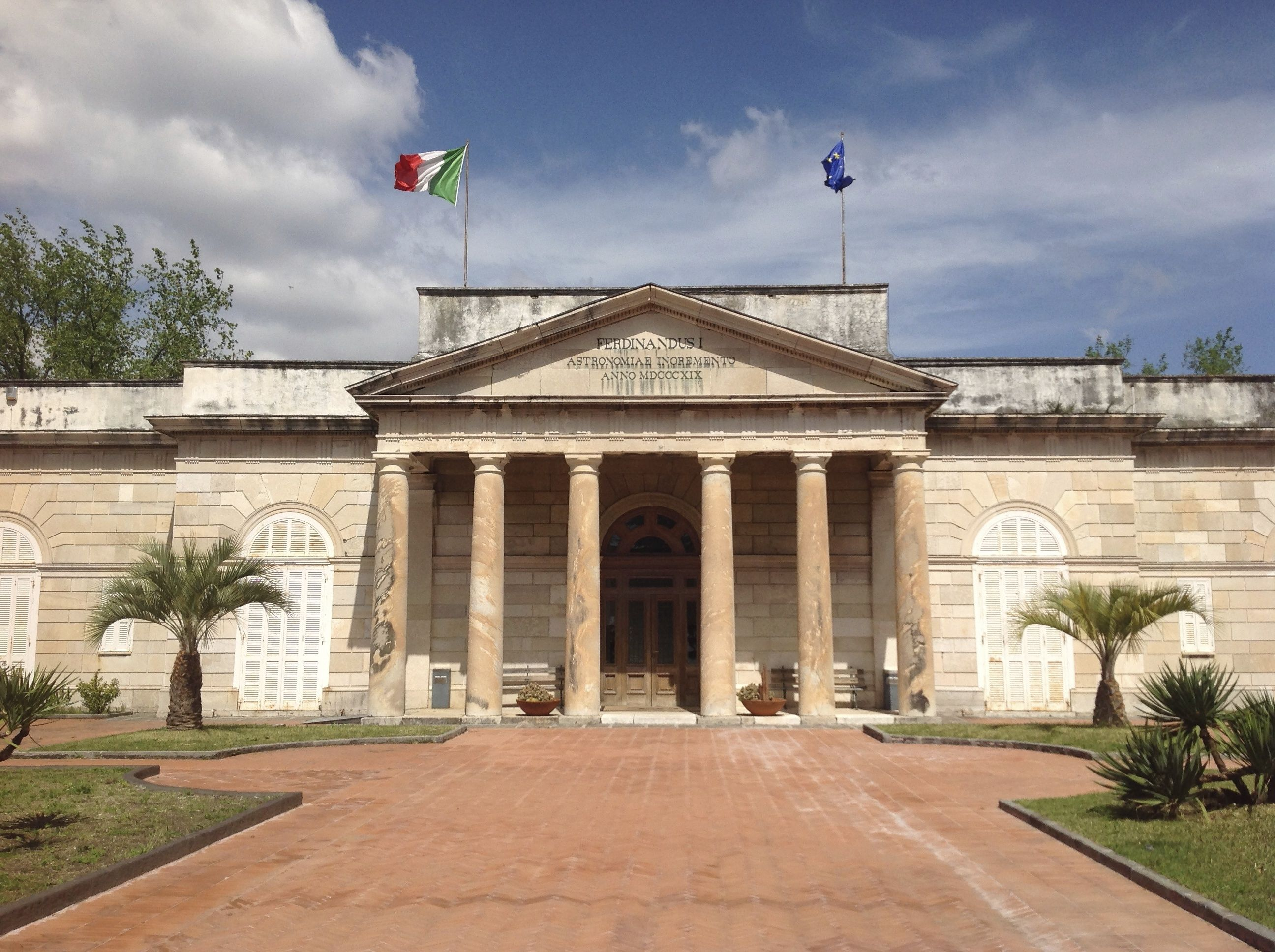
Facciata dell'Osservatorio astronomico di Capodimonte.

L'astronomia napoletana ha raggiunto risultati di eccellenza soprattutto grazie all'Osservatorio astronomico di Capodimonte, fondato nel 1812 da Federico Zuccari. Un contributo fondamentale a questa scienza venne da Giovanni Battista Della Porta, il quale descrisse i principi del telescopio, circa vent'anni prima che Galileo Galilei lo costruisse. Lo stesso Della Porta fu una delle figure scientifiche di maggior rilievo del XVI secolo, noto anche per i suoi studi di crittografia e scienze naturali. Francesco Fontana, costruttore di telescopi kepleriani, fu invece il primo a tracciare disegni della Luna, di Marte (del quale scoprì e descrisse la rotazione) e degli altri pianeti maggiori.
Rilevante fu altresì la scuola botanica, rappresentata in particolar modo da Michele Tenore con la sua Flora Napolitana, Domenico Cirillo, Vincenzo Petagna e Guglielmo Gasparrini. La scuola zoologica ebbe invece un eccellente esponente in Oronzo Gabriele Costa, la cui corretta classificazione tra i cordati dell'anfiosso Branchiostoma lanceolatum, scoperto nelle acque del golfo di Napoli, consentì di individuare in questa categoria di animali marini l'anello di congiunzione tra invertebrati e vertebrati, con enorme impatto sulla formulazione della teoria dell'evoluzione darwiniana.
Da menzionare anche la scuola medica, che vide in Domenico Cotugno il suo più alto rappresentante. Rettore dell'Università di Napoli, fu protagonista di importanti scoperte neurologiche, conseguite attraverso il metodo della dissezione.
Alla città è anche legata l'origine dell'anatomia comparata: Marco Aurelio Severino fu autore della Zootomia democritea, il primo trattato generale al mondo su questa materia.

### Cucina

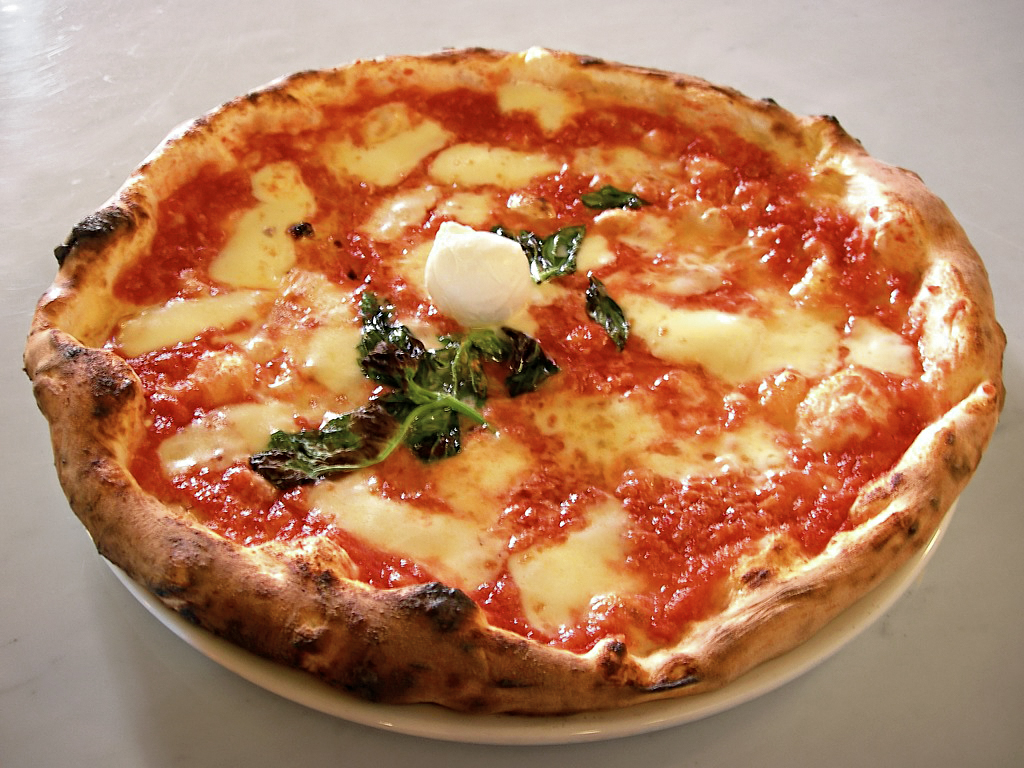
L'alimento napoletano più conosciuto nel mondo e simbolo della cucina italiana: la pizza. In foto la pizza margherita.

La cucina napoletana, parte integrante dell’identità cittadina, riflette la storia e la cultura locale. È tra i simboli più noti del made in Italy, rendendo Napoli una capitale mondiale del cibo.
L’influenza delle dominazioni, soprattutto francesi e spagnole, ha creato una distinzione tra piatti nobili (timballi, sartù di riso) e cucina povera (pasta e fagioli, spaghetti aglio e olio, spaghetti alla puttanesca, pasta e patate).
Tra i piatti tipici: pizza napoletana, pasta napoletana (spaghetti alle vongole, al ragù napoletano, alla genovese), parmigiana di melanzane, polpi alla luciana, pastiera napoletana, casatiello, friarielli.
All’inizio del Novecento, venditori ambulanti proponevano il brodo di polpo, antesignano dello street food, ottenuto dall’acqua di cottura del mollusco aromatizzata con pepe.

### Eventi
Napoli è un importante centro congressuale e fieristico. Ospita ogni anno meeting, manifestazioni nazionali e internazionali, concerti e spettacoli.
I principali eventi, stabilmente organizzati nel capoluogo, sono:
- La Borsa Mediterranea del Turismo (BMT), la più importante fiera B2B del Mediterraneo;[265]
- Il Napoli Comicon, fiera internazionale dedicata a fumetto e intrattenimento;
- Il NauticSud, salone internazionale della nautica da diporto;
- Il Premio Napoli, riconoscimento letterario assegnato annualmente dal 1954;
- Il Napoli Film Festival, rassegna cinematografica attiva dal 1997;
- Il Maggio dei monumenti, rassegna culturale attiva dal 1992.

## Geografia politica

### Tessuto urbano e popolazione

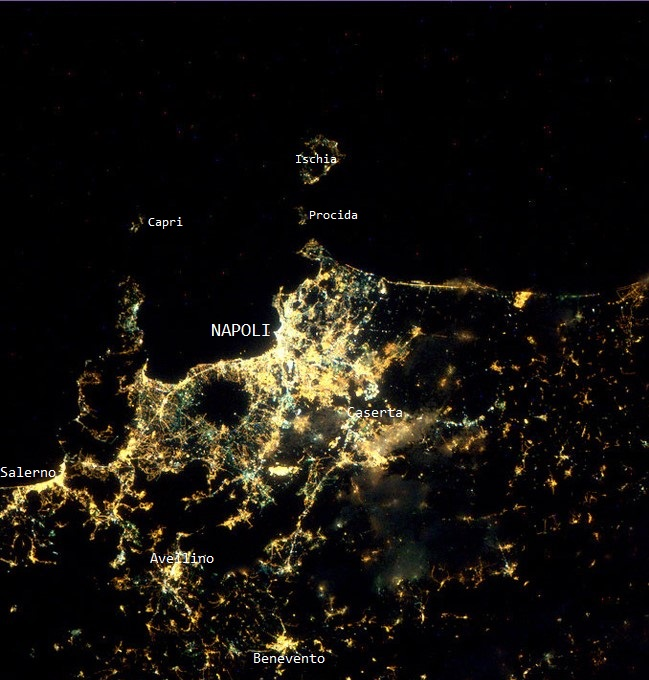
Notturna dell'area metropolitana di Napoli.

Napoli, a partire dal tardo Medioevo, è stata una delle prime città d'Europa per popolazione, dato confermato durante la seconda metà del XVI secolo, durante la quale era probabilmente la città più popolosa del cristianesimo occidentale. Dopo l'Unità d'Italia, sebbene la città abbia perso tale primato, ha comunque conservato inalterate le caratteristiche demografiche tipiche di una metropoli europea.
Al 2024, Napoli risultava essere il terzo comune più popoloso d'Italia, ma il primo tra i grandi comuni per densità abitativa. Occorre tuttavia tener presente che la città è cresciuta nel tempo ben oltre i limiti amministrativi, per cui sarebbe opportuno considerare il dato demografico dell'intera città metropolitana, caratterizzata da un significativo fenomeno di urbanizzazione che ha dato vita ad una vasta conurbazione. Esemplificativo è infatti il trasferimento di molti abitanti dal capoluogo ai comuni dell'ex provincia. Nella realtà, quindi, i limiti metropolitani napoletani sono decisamente più estesi, includendo anche aree delle province limitrofe, in primis quella casertana: gli urbanisti definiscono l'intero territorio urbanizzato "Grande Napoli". L'area metropolitana di Napoli risulta essere, a seconda delle fonti consultate, la seconda (dopo Milano) o terza (dopo Milano e Roma) più popolosa del paese, mentre a livello continentale è approssimativamente l'ottava, paragonabile a metropoli quali Barcellona e Atene.
Adottando il criterio dell'età media, Napoli è il più giovane d'Italia tra i grandi comuni, con un tasso di natalità superiore rispetto a molte altre città italiane (ad esempio nascono 1,1 bambini in più ogni 1.000 abitanti rispetto a Milano) e con un numero di immigrati relativamente contenuto.
I quartieri più popolosi sono quelli corrispondenti al territorio dei casali aggregati in epoca murattiana (Vomero, Arenella, Fuorigrotta, Bagnoli), risorgimentale (Piscinola) e nel periodo fascista (Barra, Chiaiano, Marianella, Pianura, Soccavo, Ponticelli, San Giovanni a Teduccio, San Pietro a Patierno, Miano, Secondigliano e Scampia).

## Geografia antropica

### Urbanistica

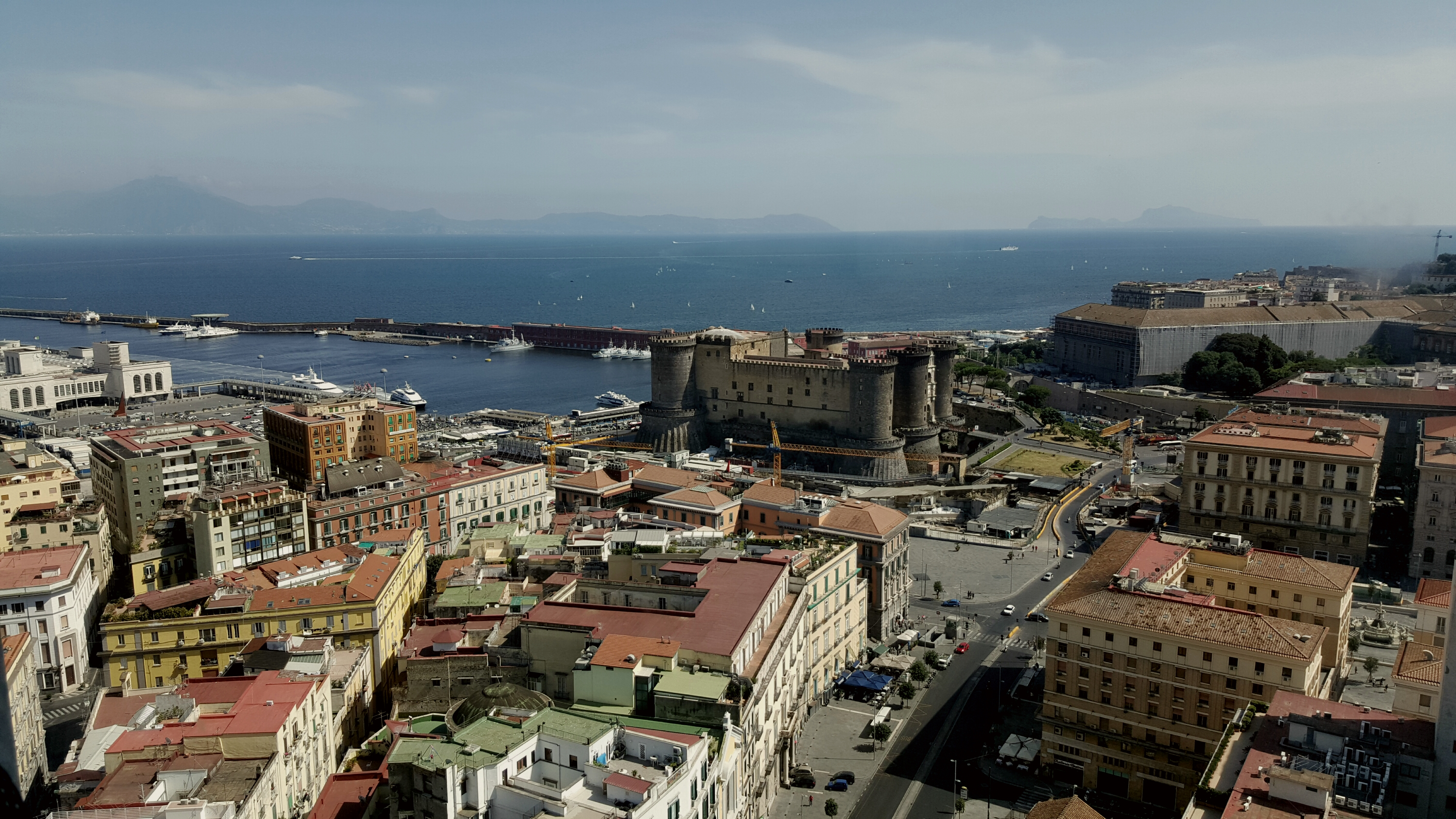
Piazza del Municipio verso il Palazzo Reale e la stazione marittima, una delle più grandi d'Europa.

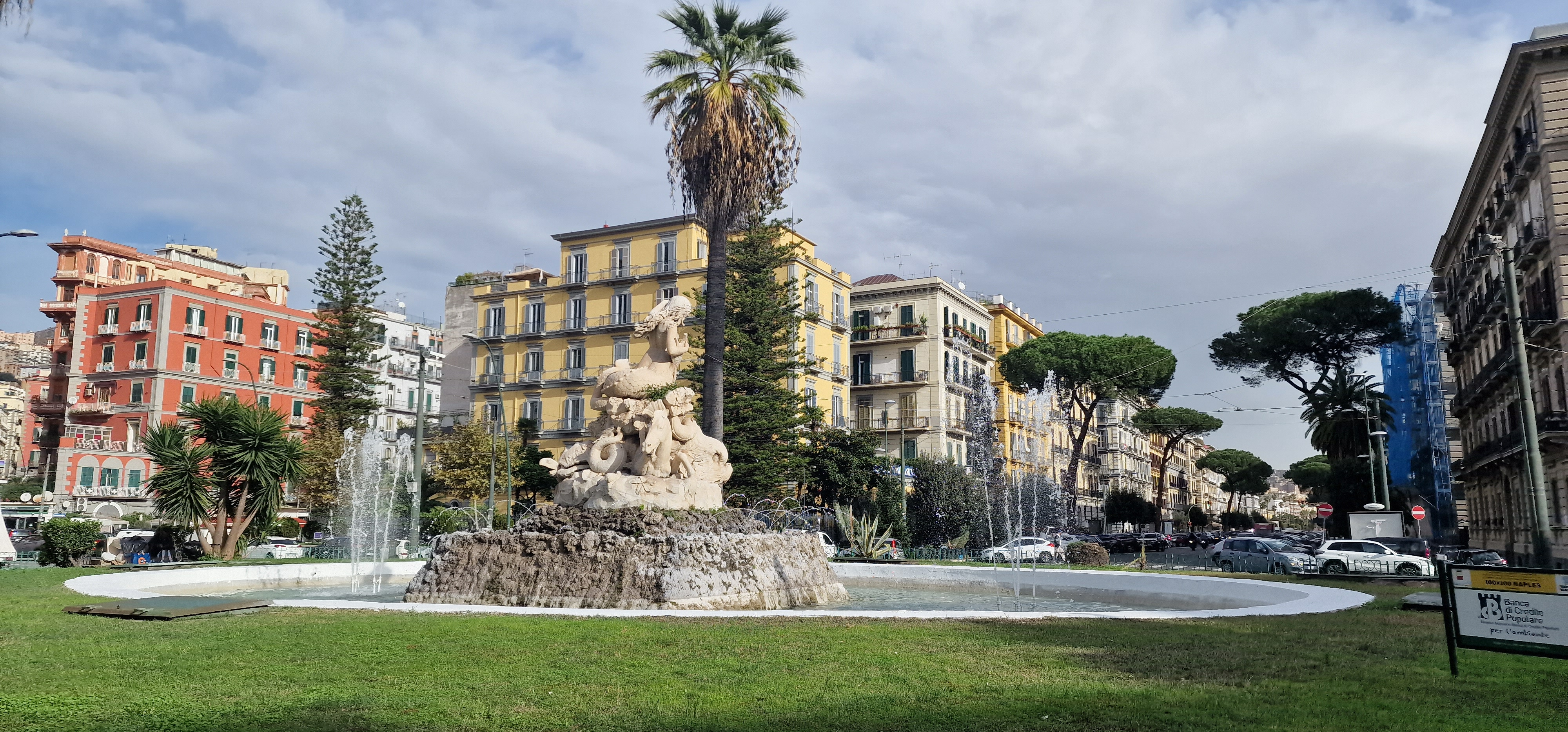
Piazza Sannazaro.

Tra le strade e piazze principali della città, vi sono di certo quelle che caratterizzano l'area dei decumani di Napoli: Spaccanapoli (decumano inferiore), via dei Tribunali (decumano maggiore), via dell'Anticaglia (decumano superiore), via San Gregorio Armeno, piazza del Gesù Nuovo, piazza Bellini, piazza San Domenico Maggiore, largo Corpo di Napoli, piazza San Gaetano e diverse altre.

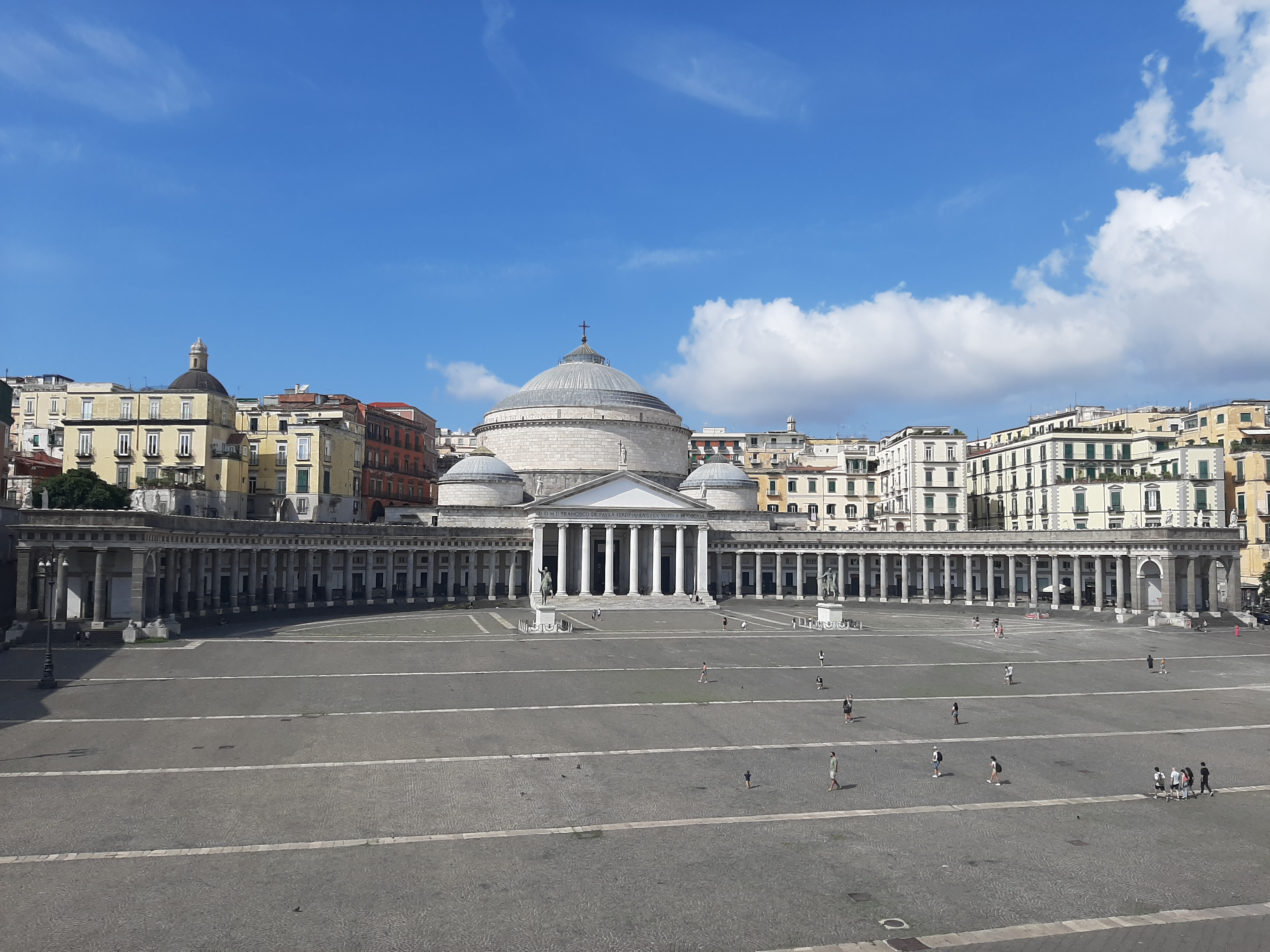
Piazza del Plebiscito.

Voluta dal viceré Pedro Álvarez de Toledo y Zúñiga che la edificò nel 1536, fu successivamente pianificata via Toledo. A Napoli, fino al XVI secolo vigeva ancora il divieto assoluto di edificare nuove strutture al di fuori delle mura, pressoché delimitanti l'odierna area del centro antico: con la costruzione della nuova strada nacque dunque un immediato desiderio di accaparramento dei nuovi spazi. Per effetto della pedonalizzazione del 2004, la strada è divenuta uno dei fulcri dello shopping cittadino e del turismo. La strada collega piazza Dante a piazza Trieste e Trento e piazza del Plebiscito, su cui si affacciano due importanti monumenti cittadini: il palazzo Reale e la basilica di San Francesco di Paola.
Il lungomare di Napoli prende il nome di via Caracciolo, in onore dell'ammiraglio Francesco Caracciolo fatto impiccare da Orazio Nelson sulla nave Minerva (già da lui comandata) nel golfo della città, per la sua adesione alla Repubblica Napoletana. La strada, in realtà, è relativamente recente e risale alla fine dell'Ottocento, quando sostituì l'arenile che la villa reale (villa comunale, dopo l'Unità) separava dalla riviera di Chiaia. Dal 2012 è stato anch'esso interamente pedonalizzato.

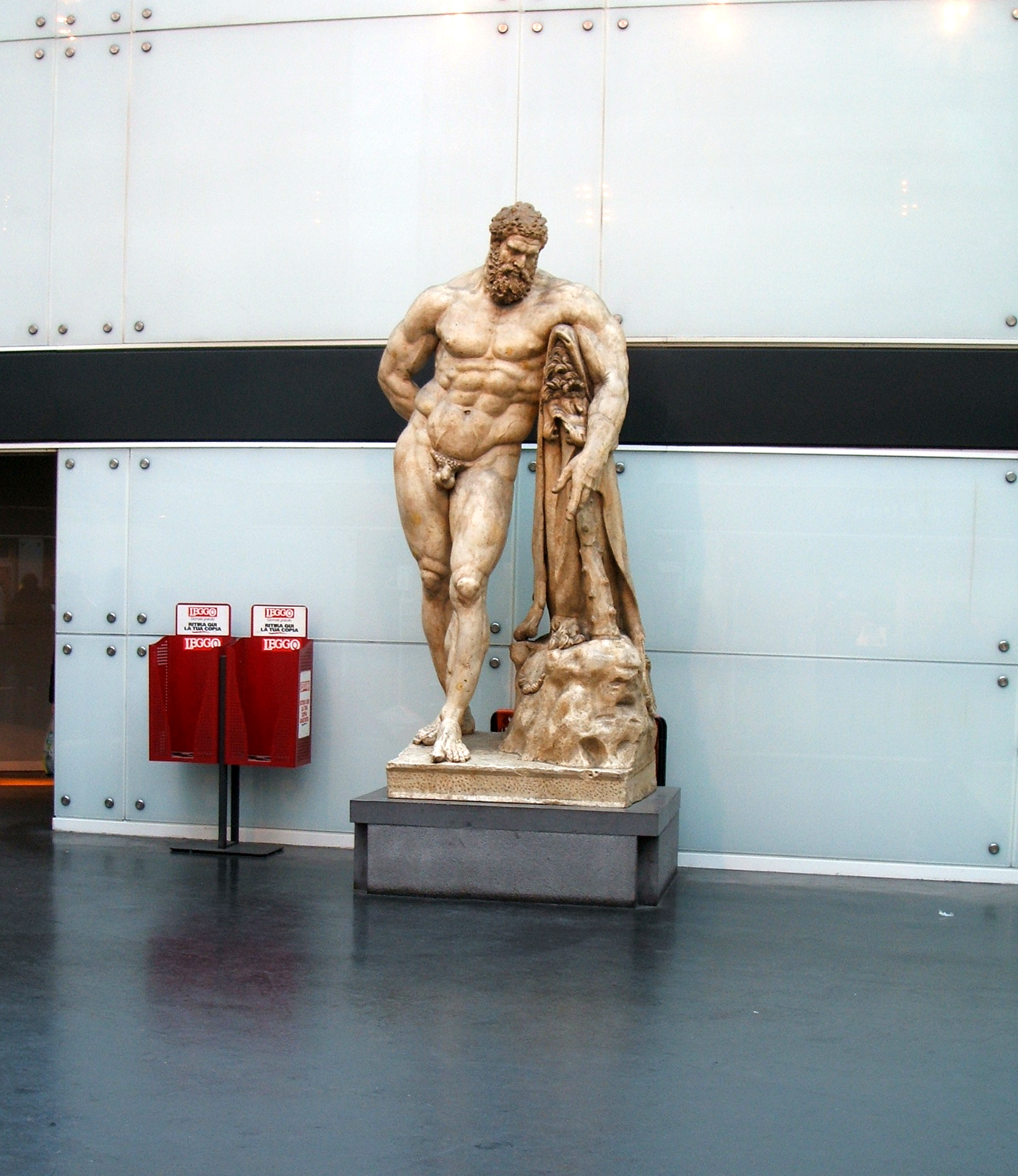
Riproduzione dell'Ercole Farnese, esposta nell'atrio della stazione di Museo.

Di notevole interesse le già menzionate scalinate storiche, che costituiscono un elemento tipico dell'urbanistica partenopea.
A partire dal 1996 e fino al secondo decennio degli anni Duemila, l'assetto e la mobilità cittadina sono cambiati radicalmente per la costruzione delle cosiddette stazioni dell'arte. Si tratta di un complesso logistico-monumentale che coniuga la funzione del trasporto urbano per via sotterranea alla fruizione delle numerose opere d'arte moderna installate nelle stazioni. Alcune tappe della rete, come ad esempio la Stazione Toledo, considerata la più bella d'Europa, hanno conseguito una forte notorietà internazionale, rientrando rapidamente tra le attrazioni della città. Durante gli scavi necessari per la loro realizzazione, inoltre, sono stati rinvenuti numerosi reperti storici e archeologici di inestimabile valore, come il tempio dei giochi Isolimpici.

### Suddivisioni amministrative
Il comune di Napoli, precedentemente suddiviso in ventuno circoscrizioni, è oggi ripartito in 10 municipalità di circa centomila abitanti. Ogni municipalità ha un presidente eletto direttamente dal corpo elettorale, una giunta e un consiglio di 30 consiglieri.

## Economia

### Generalità

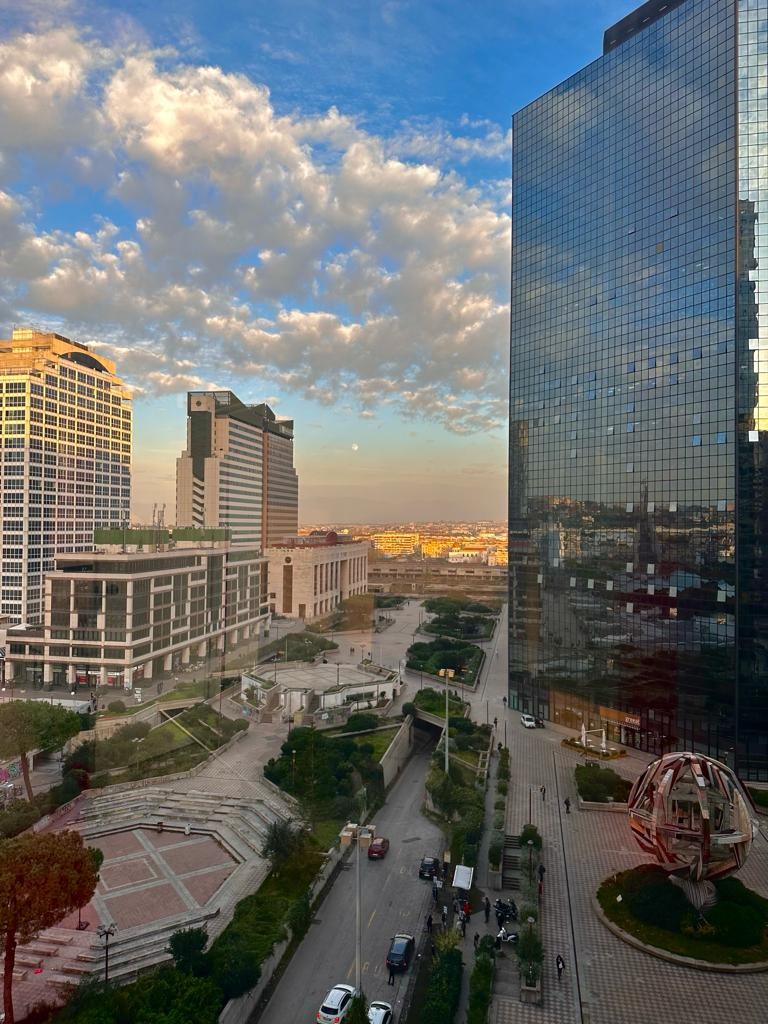
Il Centro Direzionale è il maggiore centro d'affari e del terziario della città.

Napoli, al centro di rotte mediterranee e con un fertile entroterra vulcanico, ha sviluppato un'economia basata su agricoltura, materie prime e artigianato. Nel Medioevo e nell'epoca moderna, fu un grande centro di protoindustria tessile, in particolare nella seta.
Nel XIX secolo nacquero le officine di Pietrarsa, il primo grande complesso metalmeccanico della penisola, con circa 1200 operai nel 1860. Dopo l'Unità d'Italia, declinò e chiuse nel 1880, continuando solo la manutenzione fino al 1975.
Nel 1871, Napoli aveva un indice di industrializzazione superiore a Torino. La città ospitava anche la Borsa, la Zecca e il Banco delle Due Sicilie.
Per sopperire alle emergenti situazioni critiche dell'economia e società partenopea post-unitaria, nell'ambito del risanamento di Napoli furono creati grandi quartieri industriali nella periferia orientale e occidentale della città: emblematico è a tal proposito l'apertura del grande stabilimento siderurgico di Bagnoli nel 1905. Escludendo l'effimero periodo fascista in cui Napoli poté considerarsi a tutti gli effetti una realtà industriale con il 14% della popolazione impiegata in tale settore, un effettivo slancio del secondario si ebbe tuttavia solo col boom economico degli anni Cinquanta.
Napoli è, a livello comunale, circa la quindicesima tra le grandi città italiane per reddito pro capite (22.779 euro nel 2023). La dimensione demografica del comune napoletano, come del resto anche quella degli altri comuni, riveste una particolare importanza nella collocazione in graduatoria secondo il prodotto interno lordo, anche se in realtà è Torino, pur essendo il quarto comune per dimensione, a posizionarsi al terzo posto (dopo Roma e Milano) per PIL.
Nonostante brevi periodi di miglioramenti, favoriti anche dalla presenza in città di un artigianato d'eccellenza (l'arte presepiale, la lavorazione delle ceramiche e porcellane, la produzione di gioielli con corallo e cammei incisi su conchiglia di Torre del Greco), il tasso di occupazione non ha mai raggiunto un livello adeguato, soprattutto a causa di investimenti statali insufficienti e della presenza di infiltrazioni camorristiche che non favoriscono investimenti privati e danneggiano l'economia locale. Le attività illegali napoletane si ripercuotono infatti sull'economia nazionale, non senza incidere negativamente sulle strutture sociali e ambientali della città. La mancanza di un vero e proprio tessuto industriale, attualmente in ripresa dopo decenni di impoverimento (vedasi l'ampliamento dello stabilimento di Novartis, la Tea Tek di Gianturco, lo stabilimento Sbe-Varvit di Acerra e la nuova piattaforma di stoccaggio di medicinali Farvima), ha fatto di Napoli un importante centro del terziario (trasporti, commercio, turismo, editoria, intrattenimento, media, attività universitarie, amministrazione pubblica) e del terziario avanzato volto alla ricerca tecnologica (Apple, Cisco Systems ed Agritech Academy, tra le altre).
Il porto è inoltre da sempre un'importante voce di reddito per la città, mentre il principale polo del terziario cittadino, nonché del paese assieme al centro direzionale di Milano e all'EUR di Roma, è il Centro direzionale di Napoli.

### Turismo

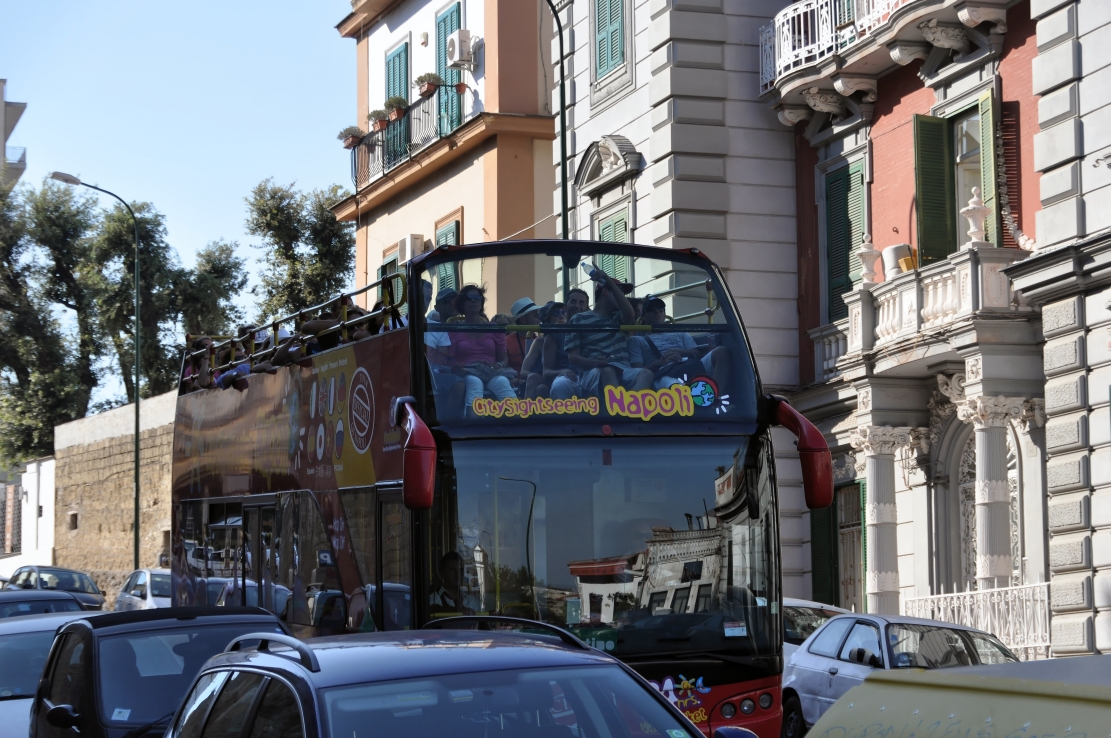
Autobus turistico per le strade di Napoli

Al pari di città come Firenze, Roma, Venezia e Milano, Napoli è oggi una delle principali destinazioni turistiche italiane, inserita dalla CNN tra le migliori mete mondiali del 2022. Nel 2024 ha registrato oltre 14,5 milioni di visitatori, grazie anche alla crescente destagionalizzazione dei flussi, con oltre un milione di arrivi in quasi tutti i mesi dell’anno. Questo sviluppo rappresenta una netta inversione rispetto al passato, quando la città era penalizzata da fattori strutturali e percettivi negativi, come la sua vocazione industriale, la cattiva rappresentazione dei media italiani, il terremoto dell'Irpinia del 1980 e la crisi dei rifiuti, che avevano spinto i turisti a preferire località costiere dell’area metropolitana.
Oggi, Napoli attira un numero crescente di turisti, compresi quelli che soggiornano nei centri limitrofi ben collegati al capoluogo, come le località sulla Costiera amalfitana e la Penisola sorrentina. Anche il turismo giornaliero, proveniente principalmente da Roma e dalle altre città campane, contribuisce a consolidare i flussi verso Napoli. Sebbene la città sia il primo comune del Mezzogiorno per pernottamenti, superando anche Torino e Riccione nel 2023 (per approfondire, vedi la voce turismo in Italia), molti visitatori scelgono di alloggiare in località vicine, come ad esempio Sorrento, grazie soprattutto alla sua posizione strategica. Questa posizione permette di esplorare facilmente Napoli, Positano, Capri e Amalfi, ottimizzando così il soggiorno. Inoltre, la domanda turistica ha avuto un impatto significativo sull’offerta abitativa. Nel centro storico di Napoli, i prezzi sono saliti e l’offerta tradizionale è diminuita, portando sia turisti che residenti a cercare soluzioni alternative. Di conseguenza, il dato sugli arrivi diventa un indicatore importante del flusso turistico complessivo, considerando che molti visitatori non pernottano in città ma si spostano in altre località dei dintorni.
In questo contesto, il turismo a Napoli è in forte crescita e le prospettive future sembrano orientate verso un avvicinamento agli standard delle principali città d’arte italiane. Tuttavia, l’espansione del settore solleva interrogativi sul piano sociale e culturale, in particolare per il rischio di gentrificazione del centro storico, fenomeno già verificatosi in altre città come Firenze e Venezia. Se non gestito adeguatamente, questo potrebbe comportare un cambiamento nella vivibilità quotidiana per i residenti e una perdita di autenticità del tessuto urbano.

## Infrastrutture e trasporti

### Strade
Napoli è un importante nodo stradale e autostradale del paese, da cui si diramano le principali arterie che connettono l'ampia area metropolitana e il resto del territorio nazionale. Dalla città si dipartono l'Autostrada del Sole (A1) verso nord, l'A3 verso sud e l'Autostrada A16 verso l'Adriatico.
La Tangenziale di Napoli (ufficialmente autostrada A56), con i suoi 270 000 transiti al giorno, scorre lungo la parte interna della città, attraversandone le colline tramite varie gallerie; i collegamenti con il circondario avvengono tramite la Circumvallazione esterna, l'Asse Mediano, l'Asse Perimetrale di Melito-Scampia, e la strada statale 162 dir del Centro Direzionale.

### Ferrovie e tranvie

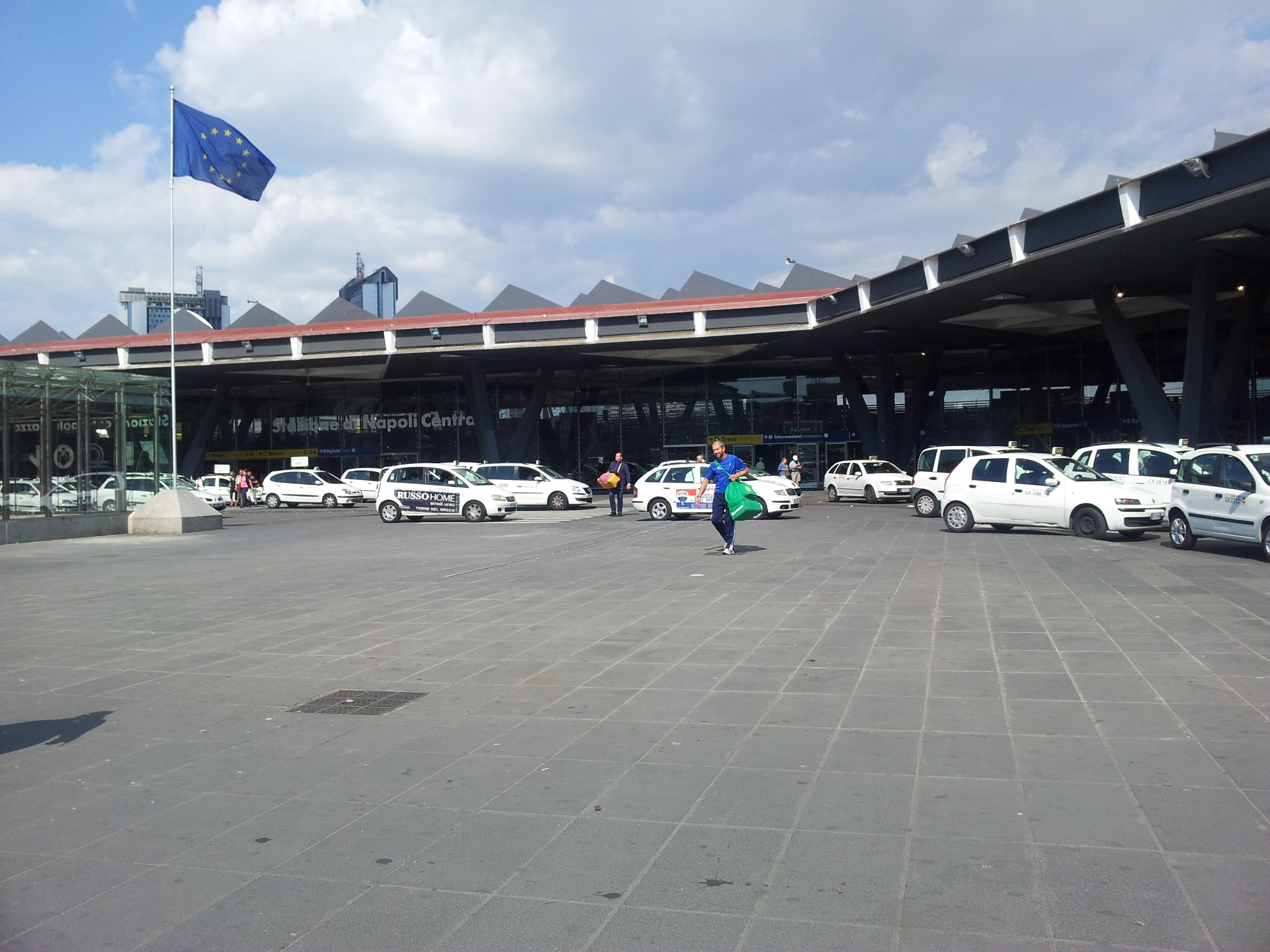
La stazione di Napoli Centrale.

Napoli è il principale nodo ferroviario del Mezzogiorno, essendo raggiunta da alcune delle principali linee ferroviarie italiane: la Ferrovia Roma-Napoli (alta velocità), la Ferrovia Roma-Cassino-Napoli, la Ferrovia Roma-Formia-Napoli, la Napoli-Salerno, 
la Napoli-Salerno via a monte del Vesuvio (AV/AC) e la Napoli-Foggia (attualmente in trasformazione in AV/AC Napoli-Bari).
La stazione ferroviaria di Napoli Centrale è un nodo di interscambio di vitale importanza per l’intero sistema ferroviario nazionale, essendo la settima stazione italiana per flusso di passeggeri (150 000 utenze giornaliere, ma salgono a 230 000 se si include anche il Terminal bus in area Metropark e quello della Ferrovia Circumvesuviana pari a 84 000 000 di passeggeri annui) e la quarta per grandezza. Nel 2023, secondo l'European Railway Station Index, è rientrata tra le dieci stazioni europee più efficienti. Posta in piazza Garibaldi, la prima stazione era stata costruita nel 1886 su progetto dell'urbanista Errico Alvino. La struttura ottocentesca, tuttavia, fu abbattuta nel secondo dopoguerra per far posto al nuovo fabbricato viaggiatori, arretrato di 250 metri rispetto all'originale, progettato nel 1954 da un team di architetti e ingegneri, tra cui spicca la figura di Pierluigi Nervi.
La stazione di Napoli Afragola, posta sulla linea ad alta velocità Roma-Napoli, costituisce un polo di interscambio macroregionale per la Puglia, il Lazio, la Basilicata, la Campania e la Calabria.
Il passante ferroviario di Napoli, compreso in parte nel servizio ferroviario metropolitano denominato Linea 2, attraversa la città da est a ovest. Le stazioni principali sono Napoli Campi Flegrei (ovest), Napoli Mergellina (centro) e Napoli Piazza Garibaldi (est), interscambio con la Linea 1 dell'ANM e con 5 linee ferroviarie suburbane dell'EAV.
Fra il 1881 e il 1961 l'estesa rete tranviaria urbana, che nel 1929 incorporò altresì le tranvie di Capodimonte, era integrata dalle tranvie extraurbane gestite dalla Société Anonyme des Tramways Provinciaux, che comprendeva le linee Napoli-Aversa/Giugliano, Aversa-Albanova, Napoli-Frattamaggiore e Napoli-Caivano.
Ulteriori linee extraurbane, esercitate direttamente dall'azienda di trasporto urbano, erano le tranvie Napoli-Portici-Torre del Greco e Napoli-Bagnoli-Pozzuoli.

### Porti

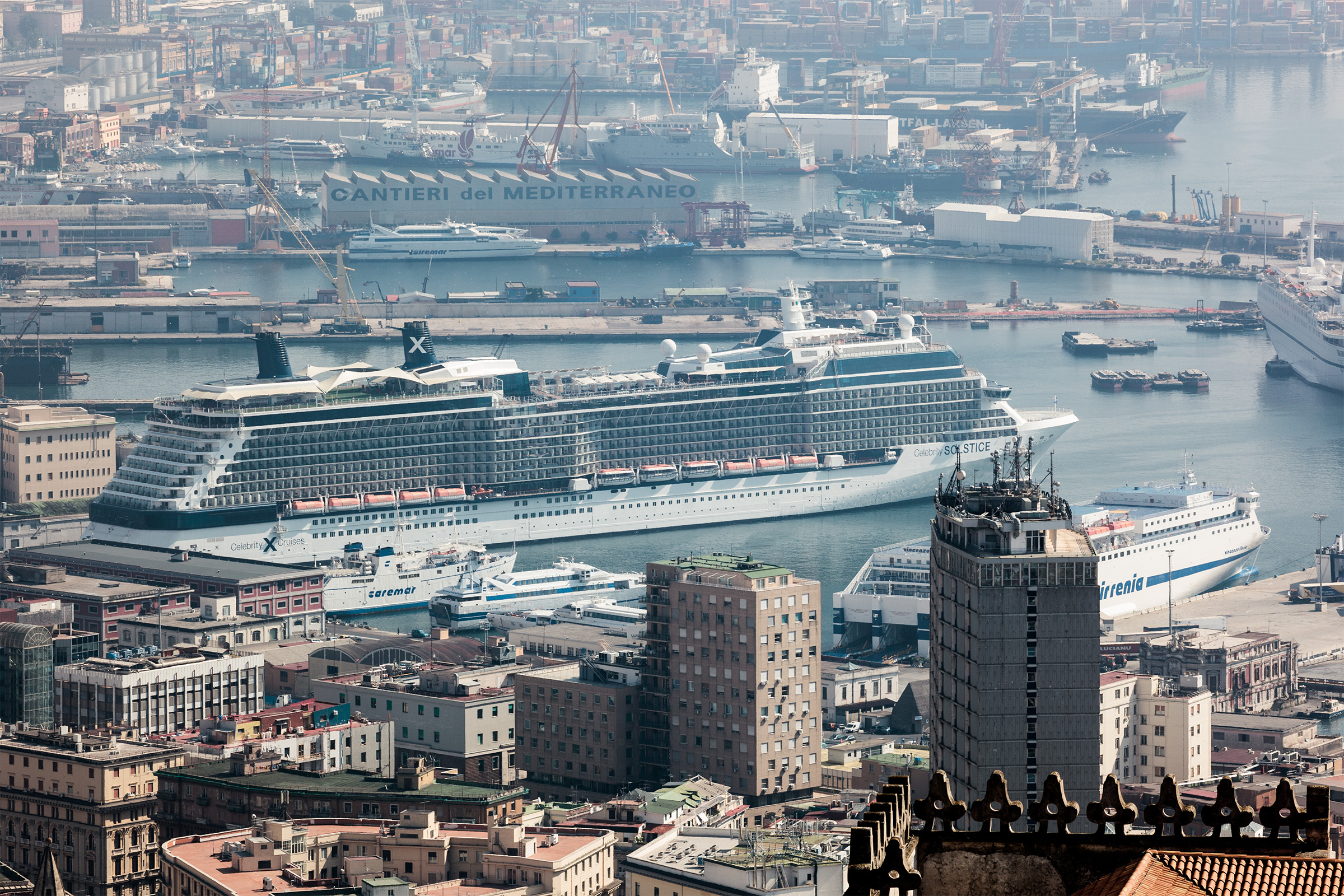
Il porto di Napoli

Il porto di Napoli, posto al centro del Mediterraneo e attivo fin dall'età classica, svolge, tra le altre, funzioni commerciali e di collegamento. L'area complessiva si estende per oltre 200000 m² e il suo fronte mare (o le sue banchine) si sviluppano per circa 20 km di lunghezza, e sotto la sua giurisdizione rientrano anche il porto di Castellammare di Stabia (con Marina di Stabia per le imbarcazioni da diporto), l'area di Bagnoli (con la relativa colmata), il porto di Mergellina ed i lidi balneari presenti a Posillipo, Marechiaro e Bagnoli/Coroglio.
Con più di sette milioni di traffico passeggeri nel 2023 e con più di 1,7 milioni di passeggeri croceristi nel 2024 (circa 454 navi toccate), è uno dei più importanti porti mediterranei e continentali. Altri porti, come quello del Molosiglio e di Marina di Santa Lucia, hanno invece una funzione esclusivamente turistica.
Da menzionare anche i due porti situati nei contigui comuni di Pozzuoli e di Portici, che servono rispettivamente la periferia occidentale ed orientale della città.

### Aeroporti

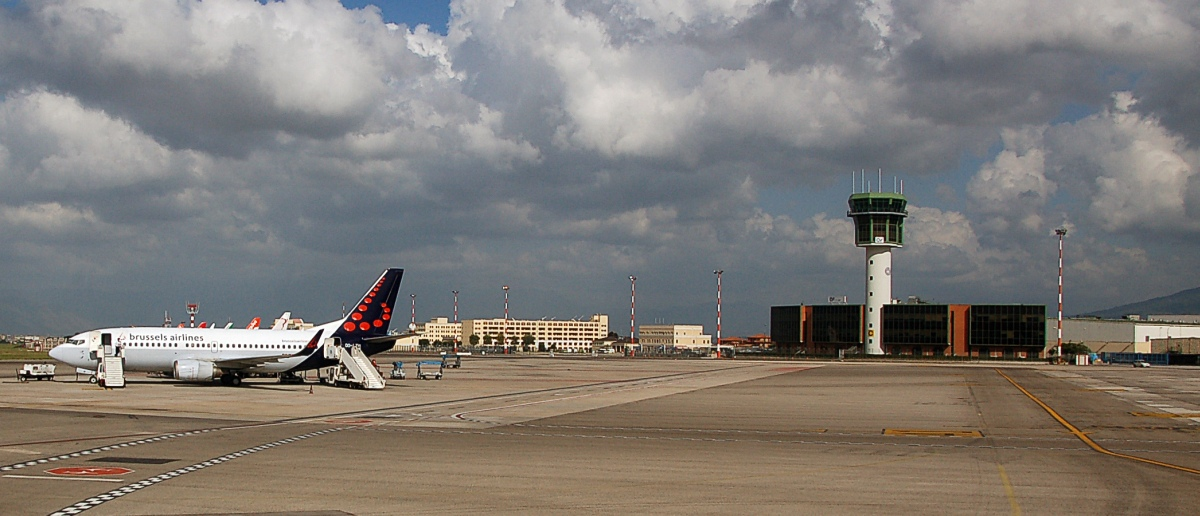
Aeroporto intercontinentale di Napoli Capodichino

A Napoli e nei suoi dintorni vi sono tre aeroporti: l'aeroporto intercontinentale di Napoli Capodichino, l'aeroporto di Salerno Costa d'Amalfi, gestiti dalla società napoletana GESAC, e l'aeroporto di Grazzanise, gestito dall'Aeronautica Militare.
Il primo, collocato a circa 4,5 km dal centro della città, con più di 12 milioni e mezzo di passeggeri nel 2024 è stato il quarto aeroporto del paese (dopo lo scalo romano di Fiumicino e gli scali di Milano - Malpensa e Milano Bergamo). Il 13 giugno 2017 all'aeroporto è stato conferito il premio "Aci Europe Award" come migliore in Europa nella categoria 5-10 mln di passeggeri. Nel 2018, inoltre, l'aeroporto ha vinto il titolo "Fast and furious", primo nella categoria che premia lo scalo con la maggiore crescita in Europa, essendo passato dai 6.775.988 di passeggeri del 2016 agli 8.577.507 del 2017, con un incremento del 26,6%. Il secondo, locato a circa 50 km dal centro della città e nato con lo scopo di supportare la crescita di Capodichino, data la sua impossibilità di espansione, ha visto partire i suoi primi voli l'11 luglio 2024.
Importanti anche i due collegamenti giornalieri Frecciarossa tra la stazione centrale e l'aeroporto di Fiumicino, in orari coincidenti con i principali voli intercontinentali, in particolare diretti negli USA.

### Mobilità urbana

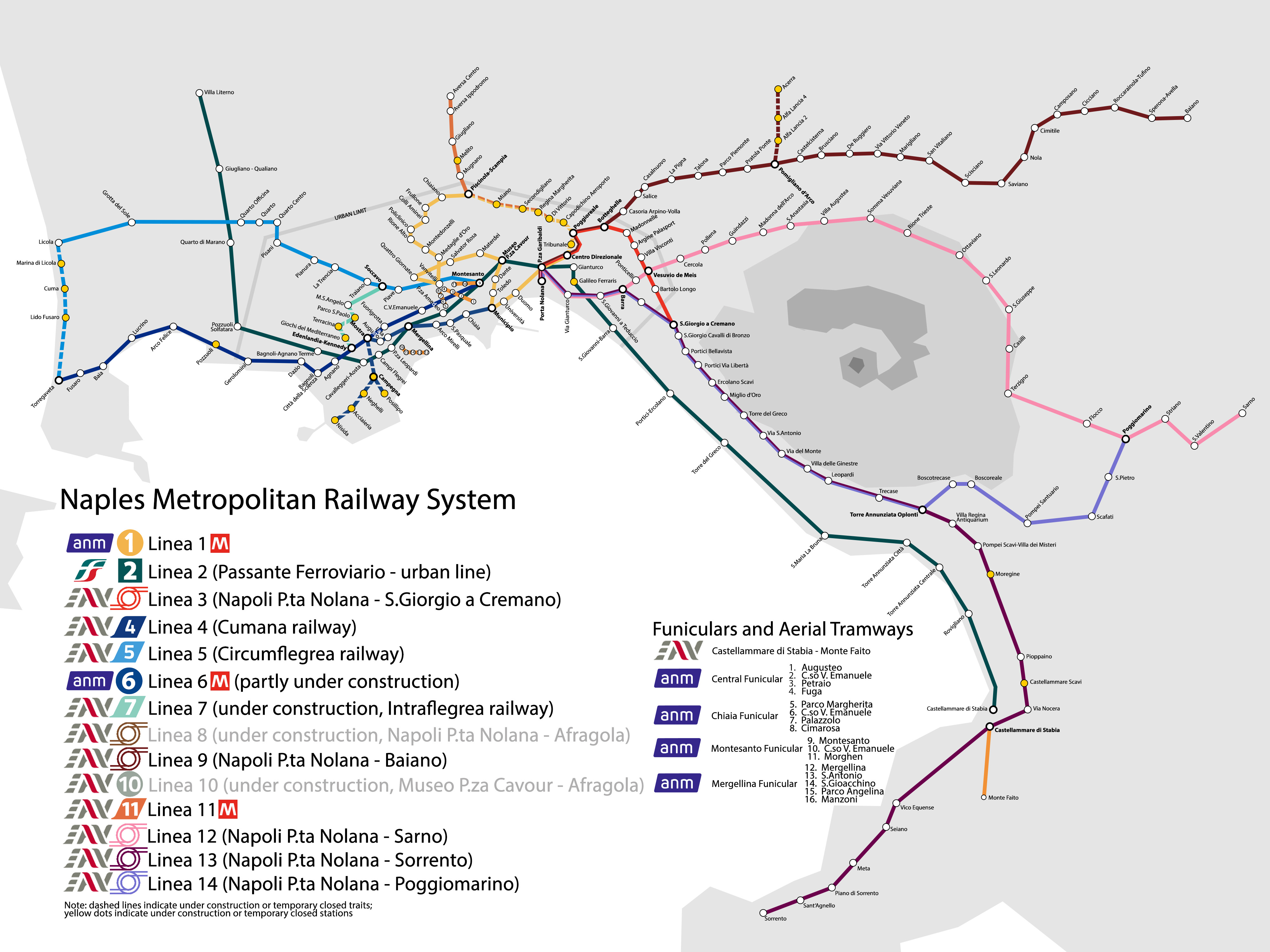
Quadro generale del trasporto metropolitano e ferroviario suburbano.

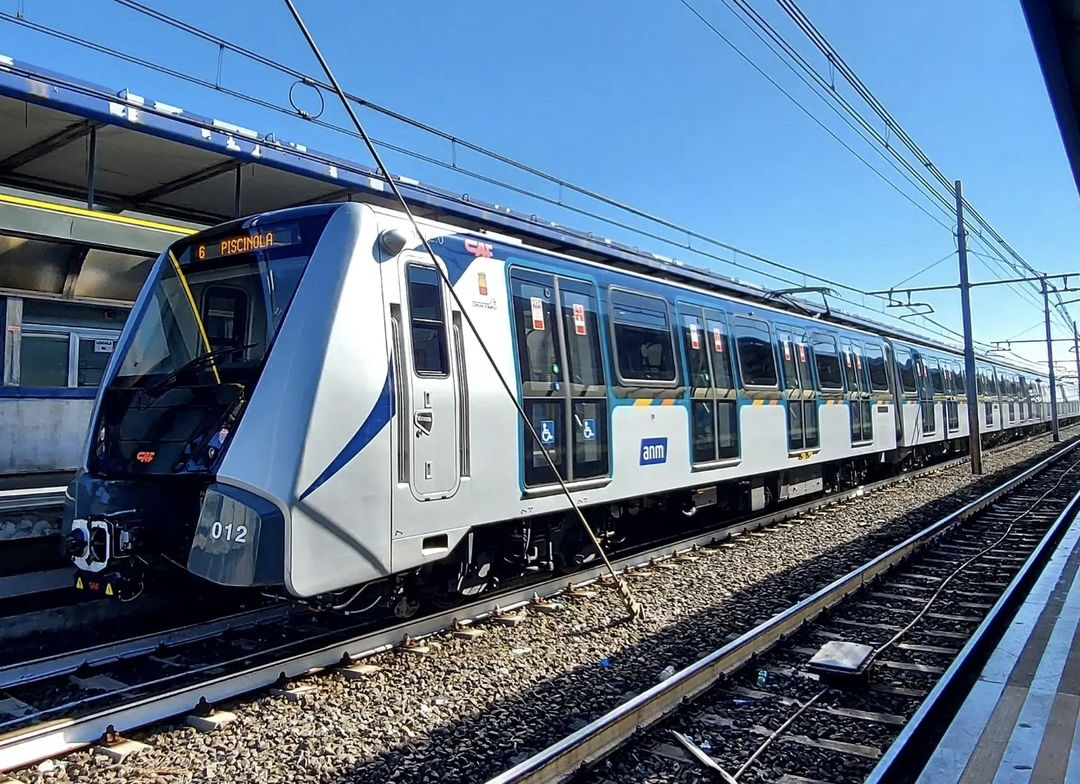
Treno metropolitano della Linea 1.

Napoli dispone di una capillare rete di trasporti pubblici, la cui tariffazione è gestita dal Consorzio UnicoCampania, che serve l'intera area urbana e gran parte del territorio metropolitano.
Il sistema si basa principalmente su una rete metropolitana di 36,4 km (due linee urbane e la linea interprovinciale Arcobaleno che collega la città con il resto della conurbazione a nord) e su 4 funicolari, gestite da ANM. A queste si aggiungono la storica Metropolitana FS, dal 1997 denominata linea 2, e le tratte ferroviarie urbane di Circumvesuviana, Circumflegrea e Cumana, gestite dall'EAV.
Oltre alla rete su ferro, sono presenti tre ascensori (Chiaia, Sanità, Acton, Ventaglieri), una rete tranviaria, un Metrò del Mare che collega il comune con le principali località marittime dell'area metropolitana e della regione, e più di 80 linee su gomma. La flotta dell'ANM conta infatti oltre mille veicoli e trenta tipologie di autobus. Tale varietà è dovuta alla particolare morfologia e struttura edilizia della città di Napoli, che spesso presenta vicoli stretti e strade ripide. A tal proposito, sono state adottate soluzioni alternative, come l'introduzione di mini-bus, che riescono agevolmente ad attraversare vicoli e strade molto strette, e bus con un punto di snodo al centro, capaci di trasportare il doppio dei passeggeri senza incorrere in ostacoli dovuti all'eccessiva lunghezza del mezzo.

## Amministrazione

### Consolati
Nel 1796 a Napoli, capitale del Regno delle Due Sicilie, nacque la prima ambasciata americana nella penisola italiana (settima nel mondo).
La città è sede di 87 consolati.

### Gemellaggi
Il Comune di Napoli ha siglato una serie di protocolli d'intesa con enti locali di paesi terzi tesi ad intensificare i rapporti tra le rispettive società civili e a consolidare relazioni che garantiscano lo scambio di esperienze e la reciproca conoscenza, progresso, sviluppo e benessere delle rispettive popolazioni:
- Kagoshima (dal 1960)[328]
- Gafsa
- Sighet
- Călărași
- Budapest
- Kragujevac
- Palma di Maiorca
- Atene
- Santiago di Cuba
- Nosy Be
- Nablus
- Naples (Florida), dal 2017
- Cancún

## Sport

### Quadro generale

Diego Armando Maradona, ex calciatore argentino che ha militato nella S.S.C. Napoli dal 1984 al 1991. Considerato da molti commentatori sportivi il miglior calciatore della storia, nel 2020 gli è stato intitolato lo stadio cittadino.

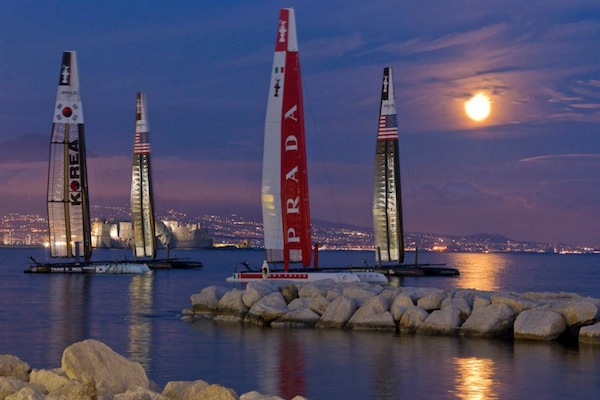
Napoli ha ospitato le regate dell'America's Cup World Series nel 2012 e nel 2013. L'immagine ritrae alcuni catamarani in gara, tra i quali Luna Rossa, con il Castel dell'Ovo e il Vesuvio sullo sfondo.

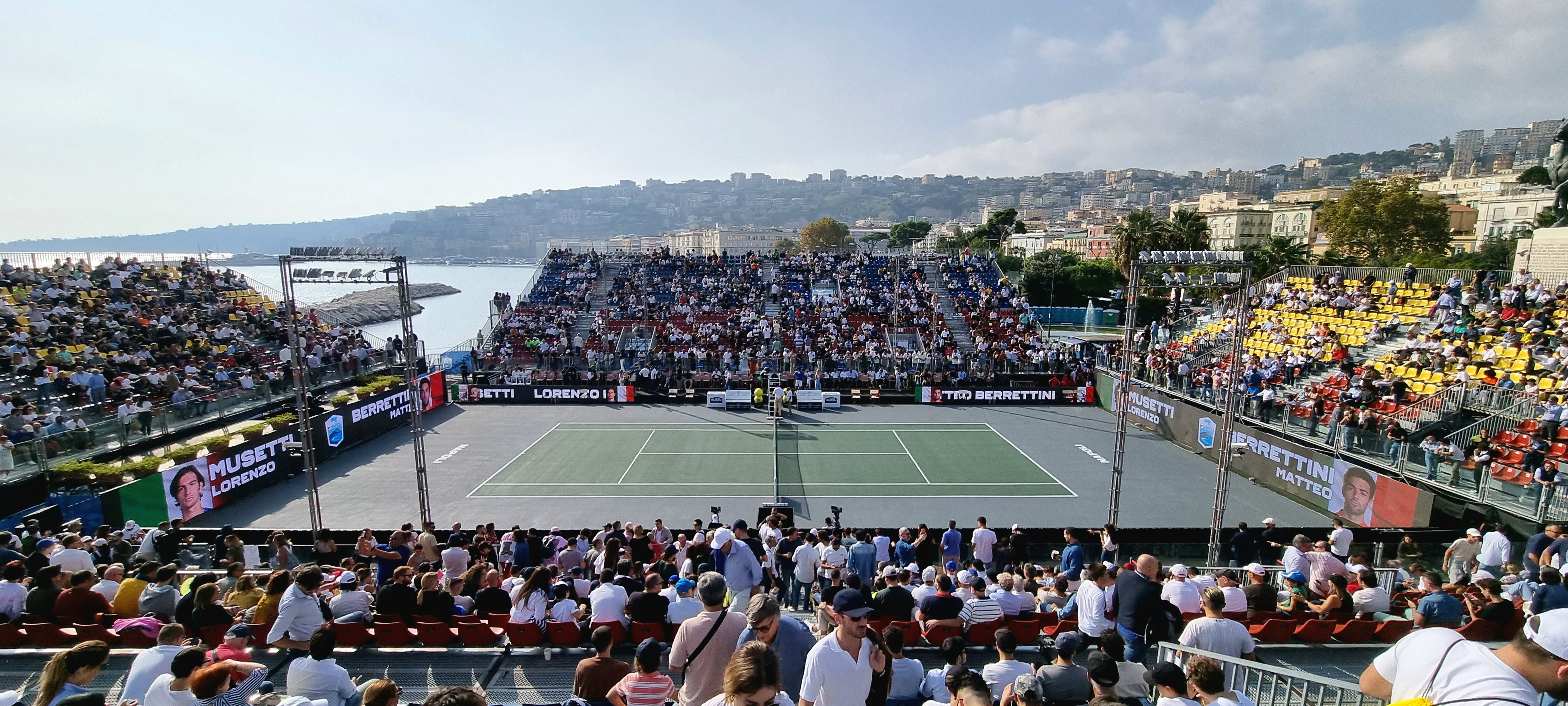
L'Arena del Tennis in occasione della finale della Tennis Napoli Cup 2022

#### Maggiori società sportive di Napoli
- Calcio maschile:

S.S.C. Napoli, militante in Serie A
- Calcio femminile:

S.S.D. Napoli Femminile, militante nella Serie A
- Calcio a 5 maschile:

Napoli Futsal, militante in Serie A
- Calcio a 5 femminile:

Woman Napoli Calcio a 5, militante nella serie B
- Beach soccer:

Napoli Beach Soccer, militante in Serie A
- Pallacanestro maschile:

S.S. Napoli Basket, militante in Lega Basket Serie A
- Pallanuoto maschile:

Circolo Nautico Posillipo, militante in Serie A1
Circolo Canottieri Napoli, militante in Serie A2
Acquachiara ATI 2000, militante in Serie A2
Rari Nantes Napoli, militante in Serie C
- Pallanuoto femminile:

Acquachiara ATI 2000, militante nella Serie B
A.S.D. Napoli Lions, militante nella Serie A2
- Pallavolo maschile:

S.S.D. Team Volley Napoli, militante in Serie A3
- Rugby Maschile:

Partenope Rugby, militante in Serie C1
Amatori Napoli, militante in Serie A
- Rugby femminile:

A.S.D. Neapolis Campania Felix, militante nella Serie A
- Football americano

Briganti 82 Napoli, militante nel 9FL - Nine Footbal League
- Vela:

Reale Yacht Club Canottieri Savoia
Circolo del Remo e della Vela Italia

#### Impianti sportivi principali
- Stadio Diego Armando Maradona (ex stadio San Paolo)
- Stadio Arturo Collana
- Stadio Militare dell'Arenaccia
- Piscina Felice Scandone
- PalaBarbuto
- PalaVesuvio
- Ippodromo di Agnano
- Accademia nazionale di scherma
- Impianti sportivi dell'Università degli Studi di Napoli Federico II
- Stadio ex NATO

### Annotazioni
1. ↑  
«La fondazione di Neapolis, lo dimostra Livio e lo conferma, come si è visto, l'archeologia, fu in realtà un aggiungersi di un insediamento ad un altro, un aggiungersi di nuovi residenti epoikoi a vecchi.»
(Lombardo, Frisone, p. 198)
2. ↑  
«Parthenope non può essere disgiunta da Neapolis, formando un unico sistema storico-archeologico, geologico e territoriale. [...] Allo stesso tempo, gli indicatori archeologici recuperati dagli scavi della futura area urbana di Neapolis dimostrano che essa era diffusamente occupata già nella seconda metà del VI secolo a.C.: Parthenope, in piena espansione, ha esteso il controllo all'area del vicino pianoro [...]. In tutte queste aree manca la documentazione di VIII-VII secolo a.C. abbondante a Pizzofalcone. Ciò significa che l'inizio dell'occupazione tardo arcaica del pianoro prima di Neapolis imprime una svolta nella gestione del territorio, da collegare strettamente alla storia dello sviluppo di Parthenope adombrata dalla tradizione antica. [...] In conclusione, è nell'ambito di questo consolidamento insediativo della seconda metà del VI secolo a.C. che si producono le condizioni della "nascita" di Neapolis, in cui occorre riconoscere un processo di crescita che trae origine dall'espansione di Parthenope [...]. I materiali rinvenuti nello scarico di Santa Maria degli Angeli a Pizzofalcone evidenziano nel VII e per tutto il VI secolo a.C. una crescita delle attività di scambio, riflettendo un processo di consolidamento che, ai tempi di Aristodemo, conduce Parthenope a rivendicare la propria autonomia politica, interrompendo la dipendenza da Cuma.»
(Giampaola, Greco, pp. 43, 80, 81, 83, 143)
3. ↑  
«Il sistema integrato della documentazione archeologica e della tradizione storica, mirabilmente messe a fuoco da Alfonso Mele, consente di ricostruire il processo con cui Neapolis già a partire della prima metà del V secolo a.C., assume il ruolo precedentemente svolto da Cuma nell'area del Golfo, esercitando il controllo di punti cruciali per la navigazione e i traffici.»
(Giampaola, Greco, pp. 143–144)
4. ↑  
«Con la venuta degli Ateniesi intorno al 450 a.C., Neapolis diventa una importantissima città con un ricco porto commerciale.»
(Tauro, p. 19)
5. ↑  
«Le trasformazioni di una città che vive da quasi 30 secoli hanno impresso modifiche che influiscono sulla nostra percezione della realtà originaria.»
(Giampaola, Greco, p. 43)
6. ↑  
«Allo stato attuale, la lunga sequenza cronologica che, sia pure attraverso momenti di cesura, si sviluppa dal Neolitico avanzato sembra interrompersi all'inizio dell'Età del Ferro.»
(Giampaola, Greco, p. 14)
7. ↑  
«Una rilevante novità è costituita dal rinvenimento di reperti che attestano un inedito orizzonte cronologico della seconda metà dell'VIII secolo a.C., non lontano dalle fasi più antiche di Pithecusa e dell'abitato di Cuma rilevate dai recenti scavi delle Università L'Orientale e Federico II. [...] Si potrebbe così supporre che l'inizio dell'occupazione della collina di Pizzofalcone sia da connettere con l'avvio della presenza euboica nel Golfo, ma il campione disponibile è troppo limitato per poter giungere a conclusioni sicure.»
(Giampaola, Greco, pp. 51–52)
8. ↑  
«Al tempo stesso occorre sottolineare come la documentazione archeologica di Santa Maria degli Angeli e del bacino portuale di piazza del Municipio presenti un progressivo incremento nel corso del VII, ma soprattutto dalla fine del secolo e nel VI secolo, e sia di gran lunga più cospicua rispetto a quella finora documentata per altri centri, epineion di Cuma (Pozzuoli o Miseno). In questa prospettiva il dato archeologico potrebbe indurre a rileggere nei termini di una progressiva crescita e di conseguente autonomia la crisi dei rapporti tra Partenope e Cuma riportata dalla tradizione storica e, in particolare, dal frammento di Lutazio. È a tale proposito importante che lo scarico di Santa Maria degli Angeli documenti dalla fine del VII e per tutto il VI, sino al primo quarto del V secolo a.C., un repertorio materiale in tutto simile per varietà e qualità a quello di Cuma, in cui, accanto alla ceramica comune da cucina e mensa, figurano il bucchero proveniente prima dall'Etruria propria e poi dai centri etruschi ed etruschizzati della Campania, ceramiche fini importate da varie regioni della Grecia e della Magna Grecia. Un indicatore rilevante dell'apertura di Partenope è costituito dal gran numero di frammenti di anfore da trasporto sia di importazione greca e, soprattutto, greca occidentale, sia, in numero minore, di tipo etrusco.»
(Giampaola, Greco, pp. 52 e 53)
9. ↑  
«Che Neapolis sia stata fondazione cumana non è dubbio alcuno: lo affermano concordemente Strabone, Velleio Patercolo, Scimno di Chio, Lutazio e Tito Livio, autori che da un lato rientrano in un'ottica cumana, dipendendo da fonti cumane, Patercolo, Strabone e Pseudo-Scymno, e dall'altro rientrano in un'ottica neapolitana, dipendendo da fonti neapolitane, Livio e Lutazio. L'esistenza di una fratria di Kymaioi e l'ospitalità con pieni diritti concessi ai Cumani dopo la caduta di Cuma in mano sannita non fanno altro che confermare il quadro finora richiamato.»
(Lombardo, Frisone, p. 183)
10. ↑  
«L'importanza di questa Koinè è apparsa a taluno di tanto peso da autorizzare l'ipotesi che in ambiente campano si sia formata la personalità che creò opere di così alto livello come il Bruto Capitolino e le teste che le si associano e da suggerire l'affermazione che in Campania siano forse da cercare le vere radici dell'arte romana. È certo, comunque, che se fin dalla seconda metà del secolo la Campania è zona d'influenza politica di Roma, essa fu la prima regione nella quale Roma venne a contatto con la grecità e specialmente attraverso Neapolis, la Graeca urbs che restò ancora per molto tempo una delle fonti attraverso le quali la grecità alimentò la nascente cultura romana.»
(Convegno di studi sulla Magna Grecia, 15°; 1975, Taranto, pp. 371–372)
11. ↑  Una produzione di queste particolarmente apprezzata era quella del lino, per il quale i commercianti arabi garantivano un'ampia importazione dall'Egitto.
12. ↑  Ampiamente conosciuto anche nell'Oriente islamico, dove il condottiero macedone fu identificato nel coranico Dhū l-Qarnayn, "Quello delle due corna", per merito del bibliofilo arciprete Leone, che consentirà la successiva traduzione dell'opera in lingua latina e il suo considerevole successo.
13. ↑  Si tratta di due culti molto frequenti nella Napoli greco-romana, il primo riferito ad Apollo che si celebrava nei pressi dell'attuale via Duomo, il secondo a Demetra il quale santuario si ergeva presso l'attuale Sant'Aniello a Caponapoli.
14. ↑  L'aspetto attuale del Castel Nuovo, tuttavia, è dovuto ai rifacimenti della dinastia aragonese: questi ultimi infatti lo ricostruirono completamente, aggiungendo anche altre sculture come il maestoso arco trionfale, capolavoro del rinascimento napoletano.
15. ↑  Un detto reso celebre da Goethe nella lettera del 2 marzo 1787 in Viaggio in Italia: «Della posizione della città e delle sue meraviglie tanto spesso descritte e decantate, non farò motto. Vedi Napoli e poi muori! dicono qui».
16. ↑  Secondo la tradizione, l'apostolo Pietro celebrò la prima messa in Italia nella basilica di San Pietro ad Aram, luogo di proprietà di Sant'Aspreno, da lui ordinato primo vescovo di Napoli.
17. ↑  A Napoli sono presenti cinque catacombe: le catacombe di San Gennaro, di San Severo, di Sant'Efebo, di Santa Maria della Vita e le catacombe di San Gaudioso.
18. ↑  Un elenco (seppur parziale) dei martiri napoletani si trova nel Chronicon Episcoporum Neapolitanorum, la più antica fonte per la storia della Chiesa di Napoli.
19. ↑  L'apertura di queste due moschee è dovuta a causa di una forte presenza della comunità islamica partenopea in territorio campano: nel 1997 i musulmani in Campania contavano circa 15 000 presenze.
20. ↑  Ciononostante, alcuni di questi simboli vengono associati anche ad altri luoghi italiani: vedasi a proposito la pizzica salentina.
21. ↑  Tra questi, è possibile citare:
  - un capo dell'European Union Military Committee;
  - due capi di Stato Maggiore Generale
  - quattro capi di stato maggiore dell'Esercito;
  - due capi di stato maggiore della Marina;
  - un capo di stato maggiore dell'Aeronautica;
  - due comandanti generali della Guardia di finanza (nonché due vicecomandanti);
  - otto vicecomandanti dell'Arma dei carabinieri e
  - due direttori generali dei Servizi di Informazione.
22. ↑  Un posto al sole è la prima soap opera prodotta in Italia, nonché la più longeva fiction italiana. Prodotta da Rai Fiction, essa viene trasmessa su Rai 3 dal 1996.
23. ↑  «De Filippo» era il cognome della madre, la sarta teatrale Luisa De Filippo.
24. ↑  L'intero patrimonio del Settecento musicale napoletano è quasi del tutto inedito: oltre 150 biblioteche nel mondo ne conservano i manoscritti. L'Istituto Internazionale per lo studio del Settecento musicale napoletano si occupa di ricercare, studiare e diffondere la musica della scuola napoletana del Settecento
25. ↑  L'Istituto, storicamente ubicato nel palazzo Serra di Cassano, attraversa in questo momento un periodo di grave difficoltà e i preziosi volumi, sfrattati, sono stati ricoverati in un magazzino di Casoria.

### Fonti
1. 1 2   Bilancio demografico mensile anno 2025 (dati provvisori), su demo.istat.it, ISTAT.
2. ↑   Classificazione sismica (XLS), su rischi.protezionecivile.gov.it.
3. ↑   Tabella dei gradi/giorno dei Comuni italiani raggruppati per Regione e Provincia (PDF), in Legge 26 agosto 1993, n. 412, allegato A, Agenzia nazionale per le nuove tecnologie, l'energia e lo sviluppo economico sostenibile, 1º marzo 2011,  p. 151. URL consultato il 25 aprile 2012 (archiviato dall'url originale il 1º gennaio 2017).
4. 1 2   1º rapporto Osservatorio economia e società Napoli, Comune di Napoli, 21 giugno 2024.
5. ↑   Luciano Canepari, Napoli, in Il DiPI: dizionario di pronuncia italiana, Bologna, Zanichelli, 1999, ISBN 88-08-09344-1.
6. ↑   Teresa Cappello e Carlo Tagliavini, Dizionario degli etnici e dei toponimi italiani, Bologna, Pàtron, 1981,  p. 361, SBN UMC0979712.
7. ↑   Millennial variability of rates of sea-level rise in the ancient harbour of Naples (Italy, western Mediterranean Sea) (PDF), su iris.unina.it, 2019,  p. 286. URL consultato il 14 aprile 2025.
8. 1 2   Il porto di Parthenope e Neapolis (PDF), su Ancientportsantiques.com, 2021,  p. 344. URL consultato il 26 novembre 2024.
9. 1 2   IL PROGETTO “ceraNEApolis”: UN SISTEMA INFORMATIVO CARTOGRAFICO DELLE PRODUZIONI CERAMICHE A NEAPOLIS (IV A.C.-VII D.C.) (PDF), su Archcalc.cnr,  p. 29.
10. 1 2 3   Neapolis e la seconda battaglia di Cuma, su Books.google.it,  pp. 213–217.
11. ↑   Daniela Giampaola e Bruno D'Agostino, Osservazioni storiche e archeologiche sulla fondazione di Neapolis, in W.V.Harris, E.Lo Cascio edd., Noctes Campanae - Studi Frederiksen, 1º gennaio 2005,  p. 59. URL consultato il 22 novembre 2024.
12. ↑   Monica Santangelo, Descrizione e controllo aristocratico dello spazio urbano: il caso di Napoli tra X e XII secolo (PDF), su iris.unina.it,  pp. 231–235. URL consultato il 14 aprile 2025.
13. 1 2   Neapolis de la chôra à l’astu : définition du proasteion et relecture de la polis (fin VIe siècle - 89 av . J.-C.), su academia.edu,  pp. 57–58; 58.
14. 1 2   Emanuele Lelli, Magna Grecia, in Enciclopedia dei ragazzi, Roma, Istituto dell'Enciclopedia Italiana, 2006. URL consultato il 6 settembre 2018.
15. ↑   Giada Giudice, Il tornio, la nave, le terre lontane: ceramografi attici in Magna Grecia nella seconda metà del V secolo a.C., su books.google.it, L'Erma di Bretschneider, 2007,  pp. 303–304-305, ISBN 978-88-8265-412-2.
16. ↑  Carriero, Leonardo, Il potere del duca. Giustizia e difesa nella Napoli bizantina, Liguori ed., 2007.
17. ↑   Ovidio Capitani, Storia d'Italia, a cura di Giuseppe Galasso, vol. 4, Torino, UTET, 1981,  p. 122, ISBN 88-02-03568-7.
18. ↑   Sito ufficiale dell'Orientale, su unior.it. URL consultato il 2 settembre 2012 (archiviato dall'url originale il 16 aprile 2023).
19. ↑   Visita scuola militare Nunziatella, in difesa.it. URL consultato il 3 gennaio 2024.
20. ↑   Scuola Militare "Nunziatella": patrimonio storico e culturale degli stati del Mediterraneo, su difesa.it. URL consultato il 2 gennaio 2024.
21. ↑  Nicola De Blasi, Storia linguistica di Napoli, Carocci editore, 2012, ISBN 9788843062515
22. ↑   Stefano De Luca, Umanesimo, in Enciclopedia dei ragazzi, Roma, Istituto dell'Enciclopedia Italiana, 2006. URL consultato il 24 giugno 2019.
23. 1 2   Aurelio Musi, Napoli, una capitale e il suo regno, Touring Editore, 2003,  pp. 156, 118, ISBN 978-88-365-2851-6. URL consultato il 23 febbraio 2025.
24. ↑  Florimo, FFFF.
25. ↑   Dall’opera buffa all’“opéra-comique”, su sapere.it, in Sapere.it, De Agostini. URL consultato il 15 agosto 2021.
26. ↑  Zuffi, p. 134; e pp. 152-153.
27. ↑   Laura Savani, Napoli e il Barocco, su baroque.it, 19 ottobre 2010. URL consultato il 15 agosto 2021.
28. ↑  Catalogo della mostra Caravaggio e caravaggeschi, tenutasi al Palazzo Reale dal 10 febbraio al 20 marzo 1963.
29. ↑  Ruotolo, RRRA.
30. ↑  De Fusco, p. 164.
31. ↑  Spinosa, NS.
32. ↑  Piccoli Catello, MPC.
33. ↑  Viviani.
34. ↑  Scialò (1998), PSCIALO.
35. ↑  De Bury, GDBA.
36. ↑   Regolamento (UE) N. 97/2010 della Commissione del 4 febbraio 2010 recante registrazione di una denominazione nel registro delle specialità tradizionali garantite Pizza Napoletana (STG), su eur-lex.europa.eu. URL consultato il 19 gennaio 2013.
37. ↑  (EN) Art of Neapolitan ‘Pizzaiuolo’, su ich.unesco.org, UNESCO. URL consultato il 5 settembre 2018.
38. ↑  (EN) Historic Centre of Naples, su whc.unesco.org, UNESCO. URL consultato il 5 settembre 2018.
39. ↑   Somma-Vesuvio e Miglio d'oro (Campania), su unesco.it, UNESCO. URL consultato il 5 settembre 2018 (archiviato dall'url originale il 7 aprile 2023).
40. ↑   Mediterraneo, a Napoli la nuova sede del PAM. De Luca: dopo decenni, la città ospita un’istituzione internazionale, su regione.campania.it.
41. ↑  Nicotera e Lucira 1967, p. 33.
42. ↑  Nicotera e Lucira 1967, pp. 34–47.
43. ↑   Regione Campania, in sito.regione.campania.it. URL consultato il 22 aprile 2021.
44. ↑   Bioclimatologia Medica Classificazione Koppen, su biometeolab.unimi.it, Università degli Studi di Milano. URL consultato il 5 ottobre 2020 (archiviato dall'url originale il 5 marzo 2016).
45. ↑   Updated world map of the Köppen-Geiger climate classification (PDF), su hydrol-earth-syst-sci.net,  p. 1641.
46. ↑   Previsioni del tempo e clima a Napoli, su portanapoli.com, Portanapoli.
47. ↑  Decreto del presidente della Repubblica 2 agosto 1993, n. 412, in materia di "Regolamento recante norme per la progettazione, l'installazione, l'esercizio e la manutenzione degli impianti termici degli edifici ai fini del contenimento dei consumi di energia, in attuazione dell'art. 4, comma 4, della L. 9 gennaio 1991, n. 10" Allegato A - Parte 3.
48. ↑   Tutiempo Network S.L, Clima Napoli / Capodichino (Anno 2017) - Dati climatici (162890), su www.tutiempo.net. URL consultato il 13 giugno 2023.
49. ↑   https://www.weather.gov/media/mfl/climate/Daily_Records_Naples.pdf
50. ↑   Copia archiviata, su meteoam.it. URL consultato il 22 gennaio 2010 (archiviato dall'url originale l'8 ottobre 2006). Elementi mensili sul clima: temperature estreme mensili 1951-2000
51. ↑   Napoli Istituto di Fisica Terrestre: tavola I, su meteo.unina.it. URL consultato il 2 dicembre 2013 (archiviato dall'url originale il 3 dicembre 2013).
52. ↑   Napoli Weather Averages - Campania, IT, su www.worldweatheronline.com. URL consultato il 28 giugno 2025.
53. ↑   Napoli imbiancata come nel 1956, la città "riscopre" la neve, su NapoliToday. URL consultato il 28 giugno 2025.
54. ↑   Neve a Napoli: dal 1956 al 2005 ecco le nevicate del passato, su Ilmeteo.net | Meteored, 27 febbraio 2018. URL consultato il 28 giugno 2025.
55. ↑  (EN) Dati climatici, su weatherbase.com, WeatherBase.
56. ↑   Napoli, su ilmeteo.it, Il Meteo.
57. ↑   Atlante climatico - Napoli Capodichino (PDF), su clima.meteoam.it, Ministero della Difesa (archiviato dall'url originale il 12 maggio 2013).
58. ↑  Daniela Giampaola, Emanuele Greco, Napoli prima di Napoli. Mito e fondazioni della città di Partenope, Salerno ed., Roma 2022 p. 7
59. 1 2 3 4   Parco Archeologico Urbano di Napoli (PDF), su naus-editoria.it,  pp. 9, 28, 29. URL consultato il 21 luglio 2022.
60. ↑   M. Lombardo e F. Frisone, Colonie di colonie: le fondazioni sub-coloniali greche tra colonizzazione e colonialismo, Atti del Convegno Internazionale di studi, Lecce 22-24 giugno 2006, Galatina, Congedo, 2010,  pp. 198–199, ISBN 978-88-8086-699-2.
61. ↑   Professore Associato in Archeologia Classica (Università degli Studi di Napoli “L'Orientale") Matteo D'acunto, APPUNTI MAGNA GRECIA, Appunti di Archeologia, in docsity.com. URL consultato il 19 luglio 2022.
62. ↑   Partènope, su Sapere.it. URL consultato l'11 maggio 2025.
63. ↑   Magna Grecia: l'Italia meridionale dalle origini leggendarie alla conquista romana, Bari, Edipuglia, 1996,  p. 23, ISBN 88-7228-158-X.
64. ↑  Eduardo Federico (docente di storia greca presso l'Università Federico II), Sorrento e la sua penisola tra italici, etruschi e greci nel contesto della Campania antica, in Storia Millenaria – Famiglia Gallo, p. 279, PDF online.
65. ↑   Neapolis, Atti del venticinquesimo convegno di studi sulla Magna Grecia Taranto, 3-7 ottobre 1985, Taranto, Istituto per la storia e l'archeologia della Magna Grecia - MCMLXXXVI,  pp. 5–7.
66. ↑   Amedeo Maiuri, Presentazione, in Sport e impianti sportivi nella Campania antica, Roma, Tipografia Artistica, 1960, citato in  Isolimpia - Giochi isolimpici partenopei (PDF), II edizione, Amartea associazione culturale, marzo 2014,  p. 2. URL consultato il 15 agosto 2021.
67. ↑   The Augustan Games of Naples, su archive.archaeology.org.
68. 1 2   Academia, Neapolis e gli imperatori. Nuovi dati dai cataloghi dei Sebastà, su academia.edu,  pp. 208–209; da 205 a 212.
69. ↑  Francesco Luzzati Laganà, Il ducato di Napoli. In Il Mezzogiorno dai Bizantini a Federico II, pp. 328–329.
70. ↑   I Saraceni assediano il papa, su win.storiain.net. URL consultato il 13 luglio 2019.
71. ↑   Claudia Villa, L'Italia mediterranea e gli incontri di civiltà, Bari-Roma, Laterza, 2001,  p. 61, ISBN 88-420-6138-7.
72. ↑   (EN) Umberto Benigni, Naples, in Catholic Encyclopedia, vol. 10, New York, 1913, su Wikisource (pagina web elaborata nel 2007).
73. ↑   Arthur Paul, Il particolarismo napoletano altomedievale: una lettura basata sui dati archeologici, in Mélanges de l'école française de Rome, Roma, 1995,  p. 18.
74. ↑   Eliodoro Savino, Campania tardoantica (284-604 d.C.), Bari, 2005,  p. 144.
75. ↑   Giuseppe Barone, Le vie del Mezzogiorno: storia e scenari, Roma, 2002,  p. 53.
76. ↑   Giuseppe Galasso, Carlo I d'Angiò e la scelta di Napoli come capitale,  pp. 350–351.
77. ↑   Mélanges de l'école française de Rome, Alle origini di Napoli capitale, su journals.openedition.org.
78. 1 2 3   Cesare de Seta, La città europea, Il Saggiatore, 2010,  pp. 173; 181; 175; 178, ISBN non esistente.
79. ↑   La scelta di Napoli come sede dell'Università, in stupordmundi.it. URL consultato il 9 dicembre 2023.
80. ↑  (EN) Spanish Empire, in New World Encyclopedia. URL consultato il 15 agosto 2021.
81. ↑  Giuseppe Caridi, Alfonso il Magnanimo. Il re del Rinascimento che fece di Napoli la capitale del Mediterraneo, Roma, Ed. Salerno, 2019.
82. ↑  R. De Fusco, Mille anni d'architettura in Europa, Bari 1999. ISBN 8842042951 p.319-320
83. ↑  Maurizio Fiorilla, Valentina Gallo, Scrittori di fronte alla guerra, Aracne editore, gennaio 2006 pp.31-48 (Le gesta belliche dell’eroe: biografia - e storiografia - ‘Del Primo Umanesimo tra Firenze e Napoli’)
84. ↑   Giuseppe Coniglio, Il viceregno di Napoli nel sec. XVII: notizie sulla vita commerciale e finanziaria secondo nuove ricerche negli archivi italiani e spagnoli, Ed. di Storia e Letteratura, 1955,  p. 28.
85. 1 2 3   Roberto Barbieri e Emanuela Rodriguez, Mezzogiorno d'Italia (1559-fine XVII), su Storia dell'Europa moderna: secoli XVI-XIX pp.388 e 157, Books.google.it, Editoriale Jaca Book 1993, ISBN 88-16-43906-8. URL consultato il 25 marzo 2020.
86. ↑   Monika Bosse e André Stoll, Napoli, Viceregno spagnolo. Una capitale della cultura alle origini dell'Europa moderna, Napoli, 2001.
87. ↑   Capitali senza re nella Monarchia spagnola Identità, relazioni, immagini (secc. XVI-XVIII) (PDF), su storiamediterranea.it,  pp. 58–60. URL consultato il 26 dicembre 2024.
88. ↑   Aurelio Musi, Mezzogiorno spagnolo: la via napoletana allo Stato moderno, Guida Editori, 1991,  pp. 10–11. URL consultato il 15 agosto 2021.
89. ↑   Pierangela Izzi, Domenico Defilippis e Sebastiano Valerio, Lessicografia a Napoli nel Cinquecento, Adriatica Editore, 2007,  p. 121.
90. ↑   Rosanna Massaro, Camilla Santoni (Università degli studi di Firenze, Dipartimento di Architettura), Rilievo 3D e HBIM per il restauro di Ponte Carlo III,  p. 13.
91. ↑  Nel Regno di Napoli inoltre il dibattito sul concetto di città coincise con l’affermazione del movimento illuminista e va ricordato che Napoli fu uno dei più importanti centri illuministi d’Europa (tratto da: Giorgio Simoncini, Università degli Studi di Roma "La Sapienza", La grandezza delle capitali nel dibattito dei riformatori illuministi: Napoli, Parigi, Londra, Olschki ed., 2021)
92. ↑   L’importanza del Proclama di Rimini di Gioacchino Murat del 30 marzo 1815 (PDF), in storiacostituzionale.altervista.org. URL consultato il 13 dicembre 2023.
93. 1 2   Gianni Oliva, Un regno che è stato grande, Mondadori, 2013,  pp. 161–170; 212-220, ISBN non esistente.
94. ↑  Eugenio Di Rienzo, Il Regno delle Due Sicilie e le potenze europee (1830-1861), Ed. Rubbettino, 2011.
95. ↑   Giuseppe Paladino e Giovanni Perez, Ferdinando II di Borbone, re delle Due Sicilie, in Enciclopedia Italiana, Roma, Istituto dell'Enciclopedia Italiana, 1932. URL consultato il 15 agosto 2021.
96. ↑   L’epidemia di colera del 1836-37, in Bicentenario, Provincia di Napoli. URL consultato il 15 maggio 2020.
97. ↑   Giordano Bruno Guerri, Il sangue del Sud, Milano, Mondadori, 2011,  p. 63.
98. ↑   Saverio Cilibrizzi, Il pensiero, l’azione e il martirio della città di Napoli nel Risorgimento e nelle due guerre mondiali, vol. 3, Napoli, Conte Editore,  Capitolo V.
99. ↑   Elisabetta Lantero, La Convenzione di settembre nelle carte del Senato del Regno (PDF), in MemoriaWeb, Nuova Serie, n. 7, Archivio storico del Senato della Repubblica, settembre 2014.
100. ↑   Antonello Battaglia, La capitale contesa: Firenze, Roma e la Convenzione di settembre (1864), Edizioni Nuova Cultura, 2013,  p. 101.
101. ↑   La convenzione di settembre; un capitolo dei miei ricordi. Pubblicato per cura del Principe de Camporeale, su archive.org, n. 153, Archive.org,  pp. 146–48. URL consultato il 15 agosto 2021.
102. ↑   Cronache dal Risorgimento, su larchivio.com. URL consultato il 15 agosto 2021.
103. ↑   Renato Brunetta, Sud: alcune idee perché il Mezzogiorno non resti com’è, Roma, Donzelli, 1995,  p. 4.
104. ↑   Roberto Bonuglia, Elite e storia nella narrativa napoletana, 2018,  p. 31. URL consultato il 15 agosto 2021.
105. ↑   I PIANI URBANISTICI DELL’800 IN ITALIA, su docenti.unina.it,  p. 13.
106. ↑   Tuttitalia, Censimenti popolazione Napoli 1861-2011, su tuttitalia.it.
107. ↑   Primo Rapporto "Giorgio Rota" su Napoli, Il territorio e i suoi abitanti. Funzioni, prospettive, occasioni (PDF), su rapporto-rota.it,  pp. 15–16. URL consultato il 25 febbraio 2024.
108. ↑   Francesco Barbagallo, Napoli, Belle Époque, Laterza Editori, 5 novembre 2015,  p. 5, ISBN 9788858123461. URL consultato il 13 luglio 2019.
109. ↑   Un dirigibile nel Golfo. Il bombardamento aereo del 1918 e i danni al patrimonio architettonico napoletano, su academia.edu.
110. ↑   Zeppelin su Napoli: quando la morte piove dal cielo, in hashtag24news.it. URL consultato il 13 giugno 2024.
111. ↑   Archivio storico della Camera dei deputati, XXVI Legislatura del Regno d'Italia. URL consultato il 30 giugno 2021.
112. 1 2   Gabriele Fergola, L’economia napoletana tra le due guerre, su isses.it, Istituto di Studi Storici Economici e Sociali. URL consultato il 21 marzo 2020.
113. ↑   Gloria Chianese, Mezzogiorno (1943), Edizioni Scientifiche Italiane, gennaio 1996,  pp. 345–347.
114. ↑   L’omaggio del nazismo al “porto dell’Impero”, in Patriaindipendente.it. URL consultato il 18 novembre 2023.
115. ↑   Urbanistica e architettura del Venntennio a Napoli, su isses.it. URL consultato il 15 agosto 2021.
116. ↑   A Napoli la prima metropolitana d'Italia, su HistoriaRegni.it. URL consultato il 27 febbraio 2020.
117. ↑   Gabriella Gribaudi, Guerra totale. Tra bombe alleate e violenze naziste. Napoli e il fronte meridionale (1940-1944), Torino, Bollati Boringhieri, 2005,  p. 26.
118. ↑   Le quattro giornate di Napoli, su resistenze.org. URL consultato il 15 agosto 2021.
119. ↑   Napoli americana, in jstor.org. URL consultato il 18 gennaio 2024.
120. ↑  Dati Istat, in Malnati, pag. 234.
121. ↑   Le mani sulla città. Una spietata denuncia della Napoli del laurismo., su bibliomanie.it.
122. ↑   CINEMA A NAPOLI: L’ARTE DI MOSTRARSI, su dodicimagazine.com. URL consultato il 28 febbraio 2024.
123. ↑   Antimafia Duemila, Il terremoto dell'Irpinia: la tragedia che permise alla camorra di diventare grande, su antimafiaduemila.com, 2020. URL consultato il 9 maggio 2025.
124. ↑   Campiflegrei, Bradisismo 1982-84, su campiflegrei.eu.
125. ↑   Emergenza rifiuti in Campania: tempo per la riduzione, il reimpiego e il riciclo, su Parlamento europeo, 6 ottobre 2010. URL consultato il 9 maggio 2025.
126. ↑   1994 G7 Naples Summit Communiqué, su G7/G20 Documents Archive, 9 luglio 1994. URL consultato il 9 maggio 2025.
127. ↑   Discorso alla Conferenza ONU sulla criminalità organizzata transnazionale, su Archivio storico del Quirinale, 21 novembre 1994. URL consultato il 9 maggio 2025.
128. ↑   Quel G7 del luglio '94, di luci e di molte ombre, su Il Roma, 4 maggio 2024. URL consultato il 9 maggio 2025.
129. ↑   Rifiuti, 2007 l'anno nero di Napoli, su lastampa.it. URL consultato il 16 marzo 2025.
130. ↑   Marilena Dellavalle e Guido Melis, Introduzione (PDF), collana Le radici del welfare, vol. 6, Viella, 2023,  p. 10. URL consultato il 9 maggio 2025.
131. ↑   "The Regime of Emergency", il documentario sull’emergenza rifiuti in Campania, in Agoravox.it. URL consultato il 13 marzo 2025.
132. ↑   Tom Kington, Nápoli brucia mentre i residenti protestano per la crisi dei rifiuti, in The Guardian, 27 maggio 2007. URL consultato il 10 maggio 2025.
133. ↑   Paolo Chiariello e Antonio Giordano, Monnezza di Stato. La Terra dei fuochi nell'Italia dei veleni, Minerva Edizioni, 2015, ISBN 978-8873817505.
134. ↑   Corrieredelmezzogiorno, Il Forum delle Culture è di Napoli: si terrà da aprile a luglio, attesi 4 milioni di visitatori, su corrieredelmezzogiorno.corriere.it.
135. ↑  Dichiarazione del Presidente Meloni sulla Coppa America di vela, sito ufficiale del Governo Italiano, 2025.
136. ↑   Napoli, in Sapere.it. URL consultato il 27 febbraio 2023.
137. ↑   Bozzetto dello stemma del Comune di Napoli, su Archivio Centrale dello Stato, Raccolta dei disegni degli stemmi di comuni e città. URL consultato il 5 ottobre 2024.
138. ↑  Savorelli, p. 185.
139. ↑  Celano, p. 34.
140. ↑   Bernardo Leonardi, Il Gonfalone, su comune.napoli.it, Comune di Napoli,  p. 3505. URL consultato il 15 agosto 2021.
141. ↑   Medaglia d'oro al valor militare NAPOLI, Città di, su Quirinale.it, Presidente della Repubblica Italiana. URL consultato il 30 luglio 2007.
142. ↑  Decreto-luogotenenziale del 1º settembre 1944, pubblicato sul  Bollettino Ufficiale del Ministero della Guerra - Dispensa n° 3 (JPG), 19 marzo 1945,  p. 223. URL consultato il 15 agosto 2021.
143. ↑  Decreto Ministeriale n° 844 del 9 marzo 2023, pubblicato sul  Comunicato: Concessione della croce d'oro al merito dell'Arma dei carabinieri (23A02096) (GU Serie Generale n.81 del 05-04-2023), su Gazzettaufficiale.it, Presidente della Repubblica Italiana. URL consultato il 3 ottobre 2023.
144. Oltre alla Medaglia d'Oro conferita alla Città di Napoli, furono conferite anche 3 Medaglie d'Argento per i seguenti Corpi Municipali:
  - Corpo dei Fontanieri;
  - Corpo delle Guardie Municipali;
  - Corpo dei Pompieri;

ed 1 Medaglia di Bronzo al Comune di San Giovanni a Teduccio, oggi Circoscrizione del Comune di Napoli.
145. ↑  Oltre alla Medaglia d'Oro conferita alla Città di Napoli, furono conferite anche 3 Medaglie d'Argento per i seguenti Corpi Municipali:
  - Corpo dei Fontanieri;
  - Corpo delle Guardie Municipali;
  - Corpo dei Pompieri;

ed 1 Medaglia di Bronzo al Comune di San Giovanni a Teduccio, oggi Circoscrizione del Comune di Napoli.
146. ↑  Regio Decreto del 5 giugno 1910, pubblicato sulla Gazzetta Ufficiale del Regno d'Italia n° 131 (straordinario) del 5 giugno 1910, Pag. 2830
147. Roberto Guiscardi, "Saggio di storia civile del municipio napolitano dai tempi delle colonie greche ai nostri giorni", Napoli, Tipografia di F. Vitale, 1862. URL consultato il 15 agosto 2021.
148. Un nastro d'argento con impresso in nero il titolo di "Fidelísima Ciudad de Nápoles" contornante lo stemma.
149. ↑   Roberto Guiscardi, "Saggio di storia civile del municipio napolitano dai tempi delle colonie greche ai nostri giorni", Napoli, Tipografia di F. Vitale, 1862. URL consultato il 15 agosto 2021.
150. ↑  Un nastro d'argento con impresso in nero il titolo di "Fidelísima Ciudad de Nápoles" contornante lo stemma.
151. ↑   María Teresa Fernández-Mota de Cifuentes, "Relacíon de títulos nobiliarios vacantes, y principales documentos que contiene cada expediente que, de los mismos, se conserva en el archivio del Ministerio de Justicia", Madrid, Hidalguia, 1984,  p. 178. URL consultato il 18 maggio 2022.
152. ↑   Alessio De Sariis, "Codice delle leggi del Regno di Napoli. Libro Quinto de' fiscali, dell'amministrazione delle università. E della pubblica annona", Napoli, Stamperia di Vincenzo Orsini, 1794,  p. 122. URL consultato il 15 agosto 2021.
153. ↑   Giuseppe Senatore, "Giornale storico di quanto avvenne ne' due Reami di Napoli, e di Sicilia l'anno 1734, e 1735. Nella conquista che ne fecero le invitte Armi di Spagna sotto la condotta del glorioso nostro Re Carlo Borbone in qualità di Generalissimo del Gran Monarca Cattolico", Napoli, Stamperia Blasiana, 1742,  p. 71. URL consultato il 15 agosto 2021.
154. ↑   Jacobo Francisco Eduardo Fitz-James Stuart y Colón de Portugal, 3º Duca di Berwick, 2º Duca di Llíria y Jérica, "Conquista de Nápoles y Sicilia, y relación de Moscovia, por el duque de Berwick. Precede una noticia de la vida y escritos del autor por A. Paz y Mélia", Madrid, Imprenta Manuel Tello, 1890,  p. 56. URL consultato il 15 agosto 2021.
155. ↑   Decreto n° 630 del 7 febbraio 1817, in Collezione delle leggi e de' decreti reali del Regno delle Due Sicilie.
156. ↑  Decreto dell'Associazione Nazionale fra Mutilati e Invalidi di Guerra (ANMIG), in  Gastone Mazzanti, Obiettivo Napoli - Dagli archivi segreti angloamericani i bombardamenti della 2ª guerra mondiale, Napoli, Provincia di Napoli, 2004,  p. 118.
157. 1 2  Patrimoniomondiale.it
158. ↑   Naples, su bbc.com, BBC. URL consultato il 15 agosto 2021.
159. ↑   A city with too much history to handle, su bbc.com, BBC. URL consultato il 15 agosto 2021.
160. ↑   Certosa e museo, su polomusealecampania.beniculturali.it, Polo museale della Campania, Ministero dei Beni Culturali. URL consultato il 15 agosto 2021 (archiviato dall'url originale il 10 settembre 2020).
161. ↑   Anteprima inchieste di Report: il fascicolo Tim e la gestione delle chiese di Napoli, su agoravox.it.
162. ↑  Sopraintendenza per i beni artistici e storici, Napoli Sacra, La guida più completa agli oltre 400 edifici di culto della città di Napoli. Elio de Rosa Editore.
163. ↑   Tripadvisor: Napoli al quinto posto nella classifica delle recensioni, su unina.it, Università di Napoli Federico II. URL consultato il 15 agosto 2021.
164. ↑  Misson, p. 90.
165. ↑  Luigi Ruggiero, Guida alle chiese "chiuse" di Napoli, Mimesis ed., 176 p., settembre 2024
166. ↑   Books.google, Urbanistica napoletana del Settecento, su books.google.it.
167. 1 2 3 4  Carughi, pp. 16, 25, 12.
168. ↑   Storico, Le «delizie» napoletane, su storico.org.
169. 1 2  Mancini.
170. ↑   La curiosità: il più antico d'Europa, la Repubblica, 22 ottobre 2008.
171. ↑  La Bbc: la stazione di Napoli-Afragola tra le migliori costruzioni del mondo nel 2017- Il Mattino
172. 1 2 3 4 5 6  Rosi, pp. 26, 36, 69, 107, 121, 111, 117, 168, 171, 179.
173. ↑  D'Ambrosio, p. 9.
174. ↑  Ruggiero, p. 43, 48.
175. 1 2  Napoli e dintorni, p. 383 e 242.
176. ↑   Le cavità artificiali di Napoli (PDF), su NapoliUnderground.org,  p. 2. URL consultato il 2 settembre 2018 (archiviato dall'url originale il 21 settembre 2015).
177. ↑  Arnold De Vos; Mariette De Vos, Pompei, Ercolano, Stabia, Roma, Guide archeologiche Laterza, 1982. p.260 ISBN non esistente
178. ↑   Napoli sostenibile (PDF), in rivistameridiana.it,  p. 7. URL consultato il 17 aprile 2017 (archiviato dall'url originale il 26 dicembre 2014).
179. ↑   Parco Nazionale del Vesuvio, Il Vulcano, una storia lunga 400.000 anni, su parconazionaledelvesuvio.it.
180. ↑   lautomobile.aci, La dura vita dei pendolari, su lautomobile.aci.it. URL consultato il 5 febbraio 2018 (archiviato dall'url originale il 5 febbraio 2018).
181. ↑  Rosi, Napoli entro e fuori le mura.
182. ↑  Dati tratti da:
  -  Popolazione residente dei comuni. Censimenti dal 1861 al 1991 (PDF), su ebiblio.istat.it, ISTAT.
  -  Popolazione residente per territorio – serie storica, su esploradati.censimentopopolazione.istat.it.
Nota bene: il dato del 2021 si riferisce al dato del censimento permanente al 31 dicembre di quell'anno.[181], prima dell'Unità d'Italia.
183. ↑  Dati tratti da:
  -  Popolazione residente dei comuni. Censimenti dal 1861 al 1991 (PDF), su ebiblio.istat.it, ISTAT.
  -  Popolazione residente per territorio – serie storica, su esploradati.censimentopopolazione.istat.it.
Nota bene: il dato del 2021 si riferisce al dato del censimento permanente al 31 dicembre di quell'anno.
184. ↑   Bilancio demografico popolazione straniera, su demo.istat.it. URL consultato il 24 luglio 2025.
185. ↑   Popolazione residente per cittadinanza o paese di nascita, su demo.istat.it. URL consultato il 24 luglio 2025.
186. ↑   Storia della città e regno di Napoli, su books.google.it. URL consultato il 15 agosto 2021.
187. ↑   Vittorio Coletti, Storia della lingua (italiana), in Enciclopedia dell'italiano, Roma, Istituto dell'Enciclopedia Italiana, 2011. URL consultato il 15 agosto 2021.
188. ↑   Paolo Trovato, Università degli Studi di Milano, Sintesi di storia della lingua italiana, su docsity.com. URL consultato il 15 agosto 2021.
189. ↑   Marco Santoro (a cura di), Le secentine napoletane della Biblioteca Nazionale di Napoli, Roma, Istituto Poligrafico e Zecca dello Stato, 1986,  p. 43.
190. ↑  Francesco Bruni (direttore), op. cit., vol. II, p. 228.
191. ↑   Giambattista Basile, in Dizionario biografico degli italiani, vol. 7, Roma, Istituto dell'Enciclopedia Italiana, 1970. URL consultato l'8 settembre 2018.
192. ↑  Grimaldi, p. 41.
193. ↑  Liccardo, p. 10.
194. ↑   Sito ufficiale dell'arcidiocesi, su chiesadinapoli.it. URL consultato il 4 settembre 2012.
195. ↑   Chiesa di Napoli, su chiesadinapoli.it..
196. ↑  Forgione.
197. 1 2  Boccolini, p. 45.
198. ↑   corrieredelmezzogiorno.corriere Napolislam, il film che non si può vedere, su corrieredelmezzogiorno.corriere.it.
199. 1 2  Signorelli, pp.11 e 21.
200. 1 2 3  Ribaud, RRR.
201. ↑  R.Sorrentino, La Madonna dell'Arco, Napoli 930 p. 192 - 194
202. ↑   La Nato lascia Bagnoli nuova sede al Lago Patria, su la Repubblica, 26 novembre 2012. URL consultato il 7 agosto 2021.
203. ↑   napoli.repubblica, L'inaugurazione dell'hub di direzione strategica della Nato, su napoli.repubblica.it.
204. ↑   Academies, su International.unina.it, Università degli Studi di Napoli Federico II. URL consultato l'11 maggio 2025.
205. ↑   Fondazione Kennedy: nuova sede a Napoli all'interno di FOQUS, su Fondazione FOQUS, 8 novembre 2023. URL consultato il 25 maggio 2025.
206. ↑   Osum 02/2002 (pagina 1) (PDF), su statiunitidelmondo.org. URL consultato il 12 maggio 2025.
207. ↑   Sedi, su Stati Uniti del Mondo.
208. ↑   Giovanni Fiandaca, La criminalità organizzata in Italia, Laterza, 2007.
209. ↑   Amministratori sotto tiro 2022, su Avviso Pubblico, 2022.
210. ↑   Osservatorio sulla criminalità giovanile, su Ministero dell’Interno, 2021.
211. ↑   Mappe della povertà educativa in Italia, su Openpolis, 2023.
212. ↑   Terzo Rapporto sulla criminalità e la sicurezza a Napoli, su unina, 2022.
213. ↑   Biblioteche comunali, su comune.napoli.it, Comune di Napoli..
214. ↑   Biblioteca statale oratoriana del monumento nazionale dei Girolamini, su internetculturale.it, Internet Culturale..
215. ↑   Biblioteca Nazionale di Napoli, su bnnonline.it, Biblioteca Nazionale di Napoli..
216. ↑  Giuseppe Catenacci, Giulio de Montemayor - Famiglie di patrioti e patrioti di famiglia, Associazione Nazionale "Nunziatella", Napoli e Istituto Italiano per gli Studi Filosofici, 1999 p.5
217. ↑   PAM grants Italian Nunziatella Military Academy historical and cultural heritage status, in pam.int. URL consultato il 2 gennaio 2024.
218. ↑   Croce d'Oro al Merito dell'Arma dei Carabinieri alla Bandiera della Nunziatella, Napoli, 15 novembre 2012 (archiviato dall'url originale il 27 settembre 2013).
219. ↑   Esercito: giuramento Nunziatella, gen. Graziano e gen. Gallitelli a cerimonia, la Repubblica, 17 novembre 2012. URL consultato il 13 gennaio 2013 (archiviato dall'url originale il 1º maggio 2021).
220. ↑   Concessione di onorificenze al Valore dell'Esercito (PDF), su nunziatella.it, Associazione Nazionale ex Allievi Nunziatella, 29 novembre 2007 (archiviato dall'url originale il 24 ottobre 2013)..
221. ↑   Accademia di Belle Arti di Napoli, su ustat.miur.it, Ministero dell'Università e della Ricerca. URL consultato il 6 settembre 2023.
222. ↑   Scuola Superiore Meridionale, su ssmeridionale.it.
223. ↑   Patrimoniosos, LECCE-I capolavori dei Girolaminimostra-evento: a Lecce le opere della Quadreria di Napoli, su patrimoniosos.it.
224. ↑   L'Informazione: tramite media, Ed. Jaka Book, 1994,  p. 129.
225. ↑   Radio. Pubblicati i dati TER relativi al 2° semestre 2024 ed all’intera annualità: ecco l’ultima pagella prima della nuova era Audiradio, su newslinet.com.
226. ↑  Stefano Masi, Mario Franco, IL MARE, LA LUNA, I COLTELLI, Tullio Pironti, 1998, p.23
227. ↑   Vittorio Paliotti e Enzo Grano, Napoli nel cinema, Azienda autonoma soggiorno cura e turismo, 1969,  p. 167.
228. ↑   Che cinema, Napoli, su ilpost.it.
229. ↑  (EN) Naples, port et Vésuve, su IMDb, IMDb.com. URL consultato il 21 novembre 2024.
230. ↑   dayitalianews, “UN POSTO AL SOLE” VINCE IL PREMIO PATRIMONIO ITALIANO AWARDS: È LA SOAP PIÙ SEGUITA AL MONDO, su dayitalianews.com.
231. ↑   Le mostre da vedere a Napoli questa estate, su arte.sky.it. URL consultato il 15 settembre 2024.
232. ↑  Middleton; Watkin, pp. 291–92.
233. ↑   Jago apre il suo laboratorio d’arte a Napoli nel Rione Sanità, in labussonanews.it. URL consultato il 21 aprile 2021.
234. ↑   Storia, su Capodimonte-porcelain.com. URL consultato il 6 settembre 2018 (archiviato dall'url originale il 5 settembre 2018).
235. ↑   Il presepe napoletano, su dentronapoli.it, Dentronapoli. URL consultato il 12 giugno 2010 (archiviato dall'url originale il 29 giugno 2010)..
236. ↑   Il presepe napoletano, su conosciamonapoli.it, Conosciamonapoli. URL consultato il 31 maggio 2010 (archiviato dall'url originale il 1º febbraio 2011)..
237. ↑  (EN) Nazanin Lankarani, Gallery Showcases Rare Tortoiseshell Art From Naples, in The New York Times, 7 settembre 2018. URL consultato il 7 febbraio 2022.
238. ↑  (FR) Galerie Kugel, su Galerie Kugel. URL consultato il 7 febbraio 2022.
239. ↑   Neapolis, il teatro romano come 2000 anni fa, in artemagazine.it. URL consultato il 21 aprile 2021 (archiviato dall'url originale il 26 maggio 2021).
240. ↑   Pianta del San Carlo dal sito ufficiale (PDF), su teatrosancarlo.it. URL consultato il 16 novembre 2012 (archiviato dall'url originale il 14 novembre 2012).
241. ↑  De Brosses.
242. ↑  Pezone, FEP.
243. ↑   Eduardiana: il Teatro San Ferdinando omaggia Eduardo tra tradizione e linguaggi "giovani", su comune.napoli.it. URL consultato il 24 aprile 2021.
244. ↑  Scialò (1995), p. 45.
245. ↑  Oltre a  C. Jannaco e M. Capucci (a cura di), Il Seicento, collana Storia letteraria d'Italia, n. 8, Milano, Vallardi, 1986,  p. 599, SBN CFI0067135.
246. ↑   Marco Bruna, Elena Ferrante tra le 100 persone più influenti per "Time", in Corriere della Sera, 22 aprile 2016. URL consultato il 21 aprile 2021.
247. ↑   tomismo, in Dizionario di filosofia, Roma, Istituto dell'Enciclopedia Italiana, 2009. URL consultato il 6 novembre 2018.
248. ↑   Bruno, Giordano, in Dizionario di filosofia, Roma, Istituto dell'Enciclopedia Italiana, 2009. URL consultato il 6 novembre 2018.
249. ↑   Luigino Bruni, Antonio Genovesi, su treccani.it.
250. ↑  Tessitore, p. 27.
251. ↑  Palombi, p. 52.
252. ↑   NAPOLI: un paese curioso, un teatro antico, una città sempre nuova, su synesia.com. URL consultato il 23 gennaio 2024 (archiviato il 27 settembre 2023).
253. ↑   Istituto Italiano per gli Studi Filosofici, Sito ufficiale [collegamento interrotto], su iisf.it.
254. ↑   Sara Stopponi, L’Osservatorio Vesuviano: dal XIX secolo il “guardiano” dei vulcani campani, su ingv.it.
255. ↑  A proposito, si vedano i seguenti documenti:
  - Elogio di Nicola Fergola scritto da un suo discepolo, Napoli, 1830;
  - Appendicetta all'Elogio di Nicola Fergola, Napoli, 1836.
256. ↑  Lorgna, pp. 4–17.
257. ↑   Alessandro Figà Talamanca, Caccioppoli, Renato, in Dizionario biografico degli italiani, Roma, Istituto dell'Enciclopedia Italiana, 1973. URL consultato il 6 novembre 2018.
258. ↑  De Tipaldo, p. 324.
259. 1 2  Capaccioli; Longo; Cirella, pp. 21–22.
260. ↑   Michele Tenore, su floracampana.unina.it. URL consultato il 5 marzo 2013 (archiviato dall'url originale il 10 settembre 2020).
261. ↑   Real Museo Mineralogico, su musei.unina.it, 2009. URL consultato il 7 aprile 2013..
262. ↑  Galasso; Romeo; Mozzillo; Marchi, p. 484.
263. ↑   Alberto Razzauti, Severino, Marco Aurelio, in Enciclopedia Italiana, Roma, Istituto dell'Enciclopedia Italiana, 1936. URL consultato il 6 novembre 2018.
264. ↑   Comuni italiani - Gastronomia campana, su comuni-italiani.it. URL consultato il 26 settembre 2012.
265. ↑   ITA Airways alla Borsa Mediterranea del Turismo di Napoli, in finanza.lastampa.it. URL consultato il 19 marzo 2024.
266. ↑   Comuni italiani per popolazione, su tuttitalia.it. URL consultato il 2 marzo 2025.
267. ↑  Enrico Cardillo, Napoli, l'occasione post-industriale: da Nitti al piano strategico, Guida editore, 2006, p.174
268. ↑  Per l'Eurostat le greater City italiane sono solo Milano e Napoli
269. ↑  (EN) Major Agglomerations of the World - Population Statistics and Maps, su citypopulation.de.
270. ↑   Demographia: World Urban Areas, 18th Annual Edition: 2022:07 (PDF), su demographia.com.
271. ↑   OECD - Metropolitan areas - Population, all ages, su stats.oecd.org, OECD. URL consultato il 15 gennaio 2022.
272. ↑   Seminario di presentazione del Rapporto Giorgio Rota su Napoli: Ci vuole una terra per vedere il mare (PDF), su centroeinaudi.it. URL consultato il 24 febbraio 2023.
273. ↑   È Napoli la città più «giovane» e più densamente popolata d’Italia, su napoli.corriere.it.
274. ↑   Ugo Leo, Dove si vive di più in Italia e in quali province non nascono (quasi) più bambini: la mappa, su lastampa.it, La Stampa, 2 aprile 2025. URL consultato il 13 maggio 2025.
275. ↑   dati.istat, Stranieri residenti al 1º gennaio 2024, su dati.istat.it.
276. ↑   Francesco Tortora, La stazione del metrò più bella d'Europa si trova a Napoli, in Corriere della Sera, 30 novembre 2012. URL consultato il 1º dicembre 2012.
«Il sito del Daily Telegraph di Londra dedica un reportage fotografico alle stazioni della metro più affascinanti d'Europa. Tra le ventidue segnalate, la palma della più bella è assegnata alla fermata Toledo di Napoli, inaugurata lo scorso 12 aprile.»
277. ↑   Le stazioni del metro, in repubblica.it. URL consultato il 22 aprile 2021.
278. ↑   ansa, Napoli città della seta si racconta all'Archeologico, su ansa.it.
279. ↑   Carlo Ciccarelli; Stefano Fenoaltea, Attraverso la lente d'ingrandimento: aspetti provinciali della crescita industriale nell'Italia postunitaria (PDF), su bancaditalia.it, Banca d'Italia (archiviato dall'url originale il 25 gennaio 2011)..
280. ↑   Le dichiarazioni 2023, è Portofino il comune più ricco, in ansa.it. URL consultato il 15 settembre 2024.
281. ↑   La ricchezza del territorio italiano (PDF), in monicamontella.it. URL consultato il 22 febbraio 2024.
282. ↑  Isaia Sales, Napoli non è Berlino, Dalai Editore 2012, Napoli
283. ↑   econopoly.ilsole24ore, Mafie ed economia: perché se ne parla poco in campagna elettorale?, su econopoly.ilsole24ore.com.
284. ↑   Gennaro Di Giacomo e Domenico Pizzuti, Dire camorra oggi. Forme e metamorfosi della criminalità organizzata in Campania, Guida Editori, 2009, ISBN 978-88-6042-966-7. URL consultato il 28 settembre 2018.
285. ↑   L’ex Whirlpool Napoli passa a Tea Tek, Granisso: “Pronti a tenere tutti gli ex lavoratori”, su fanpage.it.
286. ↑   Napoli aggancia il passo di crescita del Paese, tornano gli investimenti, su ilsole24ore.com.
287. ↑   Agritech Academy, su agritechacademy.unina.it.
288. ↑   CNN: Napoli tra le migliori destinazioni turistiche del 2022, su rainews.it.
289. ↑   Turismo sostenibile, città d’arte e DMO: confronto a Firenze per il G7 Turismo, su Centro Studi Turistici Firenze, 16 maggio 2024. URL consultato il 17 maggio 2025.
290. ↑   Corriere della Sera, Napoli e il rischio di diventare una Disneyland per turisti: le offerte di affitti brevi sono il triplo di Venezia. Ipotesi ticket d'ingresso, su corriere.it, 8 aprile 2025. URL consultato il 14 maggio 2025.
291. ↑  Valentina Cremonesini, Stefano Cristante (Università del Salento), La parte cattiva dell'Italia. Sud, media e immaginario collettivo, Mimesis Ed. 2015
292. ↑   Inchiestaonline, Napoli e la sua area metropolitana a cura di Luca Rossomando, su inchiestaonline.it.
293. ↑   Campania Express con EAV e Trenitalia, su EAV SRL, 13 maggio 2025. URL consultato il 13 maggio 2025.
294. ↑   Al via la stagione 2025 dei treni storici in Campania, su Ferrovie.it, 13 maggio 2025. URL consultato il 13 maggio 2025.
295. ↑   Massimo DEANDREIS, il turismo nella penisola sorrentina (PDF), su sr-m.it,  p. 13. URL consultato il 17 maggio 2025.
296. ↑   Napoli e il turismo sfrenato: le problematiche del centro storico tra abitazioni e sfratti, su Gaeta.it, 2023. URL consultato il 17 maggio 2025.
297. ↑   UNESCO Napoli in pericolo tra iperturismo e mancate tutele, su Italia Nostra, 2023. URL consultato il 17 maggio 2025.
298. ↑   Napoli, case in vendita e affitto nel 2024: i prezzi quartiere per quartiere del mercato immobiliare, su Fanpage.it, 2024. URL consultato il 17 maggio 2025.
299. ↑   Napoli, record di turismo: oltre 14 milioni di visitatori nel 2024, su Napoli Più, 2 aprile 2024. URL consultato il 14 maggio 2025.
300. ↑   Una città sempre più attrattiva, presentato il report “Napoli cresce con il turismo”, su Comune di Napoli, 13 maggio 2025. URL consultato il 13 maggio 2025.
301. ↑   Napoli capitale del turismo, Palermo a fondo classifica, in laStampa.it, 3 novembre 2017. URL consultato il 27 novembre 2019.
302. ↑   Dario Franceschini a Napoli: «Basta con la stagione dei tagli, con la cultura si mangia», in ilmattino.it, 26 aprile 2022. URL consultato il 20 agosto 2022.
303. ↑   La turistificazione di Napoli: uno sguardo alla gentrificazione, su liberopensiero.eu. URL consultato il 15 settembre 2024.
304. ↑   tangenzialedinapoli, Tutor sulla Tangenziale di Napoli, su tangenzialedinapoli.it.
305. ↑   Napoli Centrale, su grandistazioni.it, Grandi Stazioni. URL consultato il 10 gennaio 2013 (archiviato dall'url originale l'8 agosto 2017)..
306. ↑   Turismo, boom della Stazione Centrale di Napoli: 84 milioni di passeggeri l'anno, 230 mila al giorno, su napoli.corriere.it.
307. ↑   Le 7 STAZIONI più GRANDI d’Italia, su milanocittastato.it. URL consultato il 1º ottobre 2023.
308. ↑   European Railway Station Index: Zurigo la migliore stazione d’Europa. Napoli Centrale entra nella top ten, in ferpress.it. URL consultato l'8 dicembre 2023.
309. ↑   Fsitaliane.it. URL consultato il 20 gennaio 2018 (archiviato dall'url originale il 21 gennaio 2018).
310. ↑   IL PORTO DI NAPOLI NEL CONTESTO REGIONALE, NAZIONALE ED EUROPEO, su qdnapoli.it. URL consultato il 22 aprile 2022.
311. ↑   Nel 2023 Napoli e Salerno fanno il record storico di passeggeri, su ship2shore.it.
312. ↑   Record di crocieristi a Napoli: già abbattuto il muro di 1,7 milioni, su shippingitaly.it.
313. ↑   sitabus, Porti di Napoli: come arrivare, su sitabus.it.
314. ↑   anteprima24, Portici e Capri per la prima volta collegate da un traghetto: “Partenze tutti i giorni”, su anteprima24.it.
315. ↑   Aeroporto Napoli Grazzanise, perché è diventato uno scalo senza futuro?, in Aerohabitat, 15 febbraio 2018. URL consultato il 26 novembre 2019.
316. ↑   L'aeroporto di Napoli vince l'ACI Europe Award: "Ha migliorato la vita dei passeggeri e promosso il turismo", in la Repubblica, 14 giugno 2017. URL consultato il 5 settembre 2017.
317. ↑   VesuvioLive, L’Aeroporto di Napoli diventerà più grande: come cambierà Capodichino, in VesuvioLive.it, 20 aprile 2018.
318. ↑   Aeroporto Salerno-Costa d’Amalfi, voli e destinazioni 2024: come arrivare allo scalo di Pontecagnano, in Fanpage.it. URL consultato l'11 luglio 2024.
319. ↑   L’aeroporto di Salerno-Costa d’Amalfi inaugurato oggi: partiti i primi voli, in Fanpage.it. URL consultato l'11 luglio 2024.
320. ↑   fsnews.it, Trenitalia, nuovi treni Frecciarossa da Napoli all'aeroporto di Fiumicino, in fsnews.it, 28 giugno 2022.
321. ↑   ferrovie.it, Da Fiumicino Aeroporto a Napoli con il Frecciarossa, in ferrovie.it, 28 giugno 2022.
322. ↑   ANM, su comune.napoli.it, Comune di Napoli.
323. ↑   Al via il servizio Alibus anche al Porto di Napoli, in ANM.it. URL consultato il 22 aprile 2021 (archiviato dall'url originale il 1º maggio 2021).
324. ↑   Giovanni Marino, Napoli-Usa, 215 anni insieme "Noi americani, qui come a casa", Napoli, la Repubblica, 17 dicembre 2011.
325. ↑   Messaggio dell'Ambasciatore David H. Thorne in occasione del 215º Anniversario delle relazioni diplomatiche tra Stati Uniti e Napoli, su italian.naples.usconsulate.gov, Consolato Generale degli Stati Uniti d'America - Napoli · Italia, 16 dicembre 2011 (archiviato dall'url originale il 22 ottobre 2012)..
326. ↑   Elenco dei Consolati di Carriera e onorari esteri in Italia redatto dal Ministero degli Esteri (DOC), su esteri.it.
327. ↑   Comune di Napoli/Gemellaggi, su comune.napoli.it. URL consultato l'11 dicembre 2021.
328. ↑   Comune di Napoli, Patto di Gemellaggio tra le Città di Napoli e Kagoshima, su comune.napoli.it. URL consultato il 22 febbraio 2023.
329. ↑   Sacchi: «Maradona il più grande; il Milan voleva prenderlo», Napoli, Corriere dello Sport, 30 ottobre 2010 (archiviato dall'url originale il 26 ottobre 2013).
330. ↑   Times: "Maradona il più forte di tutti i tempi", AreaNapoli, 23 marzo 2010.

### Testi storici
- Antonio Maria Lorgna, Memorie di matematica e fisica della Società italiana, VIII, Verona, Dionigi Ramanzini, 1788, ISBN non esistente.
- Benedetto Croce, Saggi Sulla Letteratura Italiana Del Seicento, Bari, Laterza, 1911, ISBN non esistente.
- Benedetto Croce e Giuseppe Galasso, Storia del Regno di Napoli, Milano, Adelphi, 1992, ISBN non esistente.
- Carlo Celano, Notizie del bello, dell'antico e del curioso della città di Napoli, De Pascale Editore, 1860, ISBN non esistente.
- Charles de Brosses, Lettres familières écrites d'Italie en 1739 & [et] 1740, 3ª ed., Parigi, P. Didier, 1869, ISBN non esistente.
- Emilio Amedeo De Tipaldo, Biografia degli Italiani illustri nelle scienze: lettere e arti del secolo XVIII. e de'contemporanei compilata da letterati Italiani di ogni provincia, vol. 1, 1834, ISBN non esistente.
- Francesco Ceva Grimaldi, Della città di Napoli dal tempo della sua fondazione sino al presente: memorie storiche, Stamperia e calcografia, 1857, ISBN non esistente.
- Francesco Florimo, Cenno storico sulla scuola musicale de Napoli, vol. 1, Tip. di L. Rocco, 1869, ISBN non esistente.
- Gaetano Salvemini, Scritti sulla questione meridionale, 1896-1955, Einaudi, 1955, ISBN non esistente.
- (FR) Maximilien Misson, Nouveau voyage d'Italie, vol. 2, 1743, ISBN non esistente.
- Publio Virgilio Marone, Tutte le opere, Firenze, Sansoni Editore, 1989, ISBN non esistente.

### Storia
- Il Mezzogiorno dai Bizantini a Federico II, vol. 3, Torino, UTET, 1983, ISBN non esistente.
- Convegno di studi sulla Magna Grecia (15°; 1975, Taranto), La Magna Grecia nell’età romana. Atti del quindicesimo Convegno di studi sulla Magna Grecia: Taranto, 5-10 ottobre 1975., Napoli, Arte Tipografica, 1976.
- Daniela Giampaola ed Emanuele Greco, Napoli prima di Napoli. Mito e fondazioni della città di Partenope, Roma, Salerno, 2022, SBN NAP0938025.
- Teresa Tauro, Napoli greca. Alla scoperta della Città Antica, Napoli, Intra Moenia, 2023.
- Alfredo D'Ambrosio, Storia di Napoli dalle origini ad oggi, Edizioni Nuova E.V., 1993, ISBN non esistente.
- Antonio Gamboni e Paolo Neri, Napoli-Portici: la prima ferrovia d'Italia, 1839, Napoli, Edizioni Fiorentino, 1987, ISBN non esistente.
- Mario Lombardo e Flavia Frisone, Colonie di colonie. Le fondazioni sub-coloniali greche tra colonizzazione e colonialismo. Atti del Convegno Internazionale di studi (Lecce, 22-24 giugno 2006), Galatina (Lecce), Congedo Edit., 2010, ISBN 978-88-8086-699-2.
- William V. Harris ed Elio Lo Cascio (a cura di), Noctes Campanae. Studi di storia antica e archeologia dell'Italia preromana e romana in memoria di M.W. Frederiksen, Napoli, Luciano Edit., 2005, ISBN 88-88141-97-9.
- Gennaro De Crescenzo, Le industrie del Regno di Napoli: in appendice 50 primati del regno, Grimaldi, 2002, ISBN non esistente.
- Mario Forgione, Napoli ducale, Roma, Newton & Compton, 1997, ISBN 88-8183-681-5.
- Stefano Zuffi, Grande atlante del Rinascimento, Milano, Electa, 2007, ISBN 978-88-370-4898-3.

### Arte
- Nicola Spinosa, Le porcellane di Capodimonte, Milano, Rusconi, ISBN non esistente.
- Renato Ruotolo, La Scuola di Posillipo, Napoli, Franco Di Mauro Edizioni, 2002, ISBN 88-87365-26-1.

### Architettura
- Robin Middleton e David Watkin, Architettura dell'Ottocento, Mondadori, 1977, ISBN non esistente.
- Giovanni Liccardo, Le catacombe di Napoli, Roma, Newton & Compton, 1995, ISBN 88-8183-175-9.
- Giovanni Ruggiero, I castelli di Napoli, Roma, Newton & Compton, 1995, ISBN 88-7983-760-5.
- Massimo Rosi, Napoli entro e fuori le mura, Roma, Newton & Compton, 2004,  pp. 22, 30, 33, 35, 44, 107, 117, 125, 132, ISBN 88-541-0104-4.
- Antonio Lazzarini, Splendori e decadenza di cento chiese napoletane, Gabbiani Sopra il Mare, 2006, ISBN 88-902156-2-3.
- Ugo Carughi, Palazzi di Napoli, Arsenale Editrice, 1999, ISBN 88-7743-219-5.
- Giovanni Vitolo e Leonardo Di Mauro, Storia illustrata di Napoli, Pacini, 2006, ISBN 88-7781-798-4.
- Cesare de Seta, Napoli. Dalle origini all'Ottocento - Aggiornamento bibliografico a cura di Massimo Visone, Arte'm, 2016, ISBN 978-88-569-0506-9.

### Musica
- Franco Mancini, Il teatro San Carlo 1737-1987, Electa, 1991, ISBN non esistente.
- Pasquale Scialò, La canzone napoletana, Newton & Compton, 1998, ISBN non esistente.
- Pasquale Scialò, Mozart a Napoli, Napoli, Alfredo Guida Editore, 1995, ISBN non esistente.
- Vittorio Viviani, Storia del Teatro Napoletano, 2ª ed., Napoli, Guida Editore, 1992, ISBN 978-88-7835-156-1.

### Etnologia, etnografia, folclore
- Amalia Signorelli, Cultura popolare a Napoli e in Campania nel Novecento, Guida Editore, 2003, ISBN 978-88-7188-643-5.
- Marisa Piccoli Catello, Il Presepe Napoletano, Napoli, Guida Editore, 2005, ISBN 88-7188-945-2.
- Renato Ribaud, Tradizioni popolari napoletane, Gallina Editore, 1982, ISBN 978-88-87350-59-3.

### Scienze
- Elio Palombi, Mario Pagano e la scienza penalistica del secolo XIX, 2ª ed., Giannini, 1989, ISBN 88-7104-091-0.
- Massimo Capaccioli, Giuseppe Longo e Emilia Olostro Cirella, L'astronomia a Napoli dal Settecento ai giorni nostri. Storia di un'altra occasione perduta, Guida, 2009, ISBN 88-6042-827-0.
- Renato De Fusco, Il floreale a Napoli, 2ª ed., Napoli, Edizioni Scientifiche Italiane, 1989, ISBN 88-7104-528-9.
- P. Nicotera e P. Lucira, La costituzione (PDF), in Il sottosuolo di Napoli (Relazione della commissione di studio), Comune di Napoli, 1967. URL consultato il 4 settembre 2012 (archiviato dall'url originale il 29 gennaio 2018).

### Varie
- Napoli e dintorni, Milano, Touring Editore, 2005, ISBN non esistente.
- Alessandro Savorelli, L'origine dello stemma di Napoli tra arte, storia e mito, XXXVIII, Napoli nobilissima, 1999, ISBN non esistente.
- Enzo Striano, Il resto di niente, Salerno, Loffredo Editore, 1996, ISBN 88-8096-422-4.
- Franco Elpidio Pezone, Atella. Nuovi contributi alla conoscenza della città e delle sue "fabulae", Istituto di Studi Atellani, 1979, ISBN non esistente.
- Gianni De Bury, Frijenno magnanno, Di Mauro Franco Edizioni, 1990, ISBN 88-85263-00-3.
- Massimiliano Boccolini, L'Islam a Napoli. Chi sono e cosa fanno i musulmani all'ombra del Vesuvio, Napoli, Intra Moenia, 2002, ISBN 88-7421-007-8.